# Białe wino

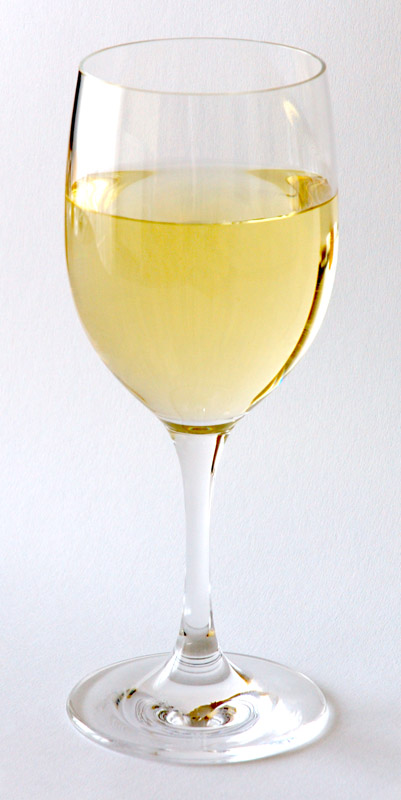
Kieliszek białego wina. Do białego wina poleca się smukłe kieliszki na wysokiej nóżce (węższe niż do czerwonego wina); kieliszek powinien zwężać się ku górze, by bukiet wina nie ulatniał się zbyt szybko. Kieliszek należy trzymać za nóżkę lub podstawkę

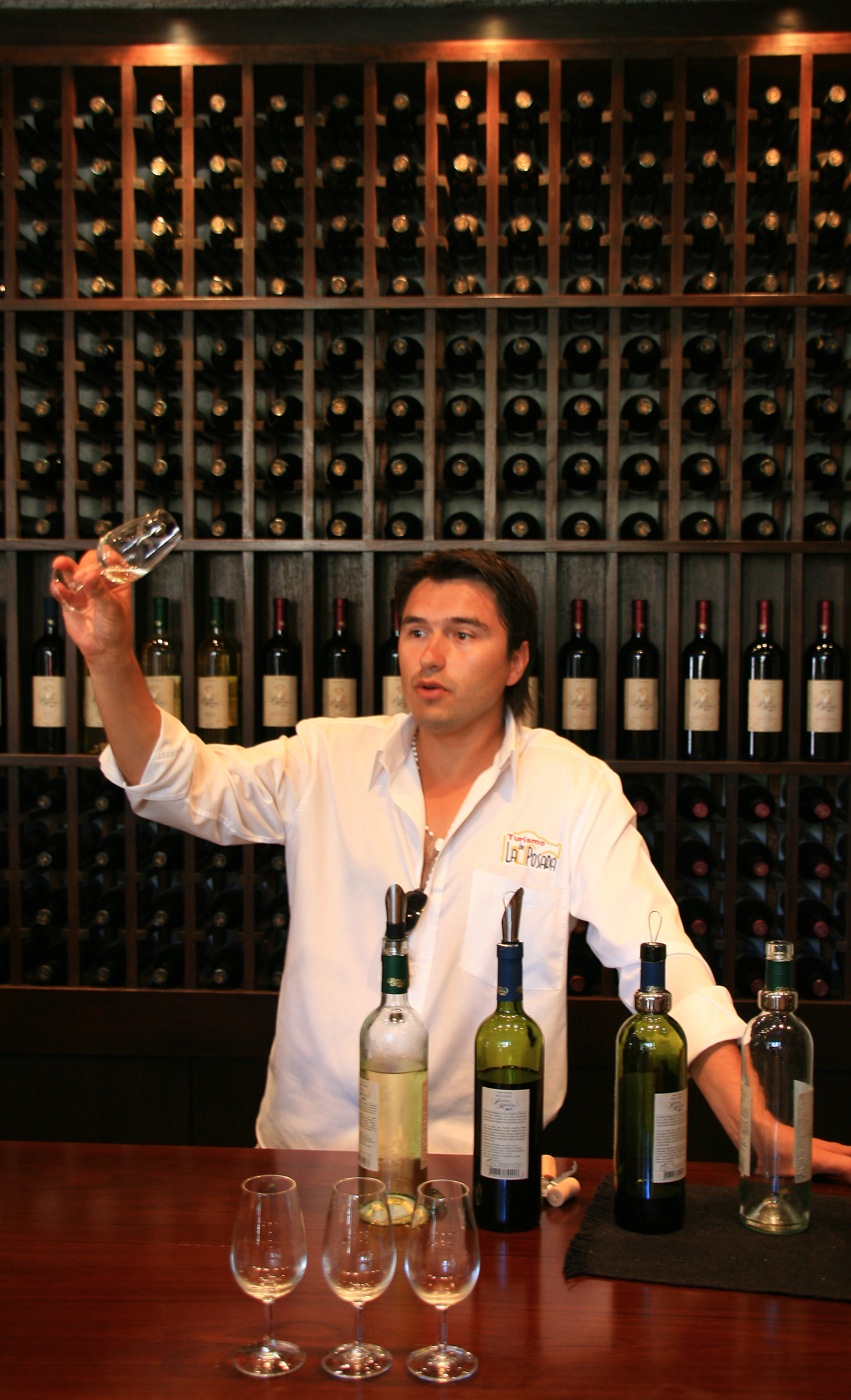
Degustacja wina Torrontés w Cafayate, Argentyna

Białe wino – rodzaj wina, którego barwa przyjmuje różne odcienie koloru żółtego, a nawet brązowego. Mianem „wina białego” określa się też czasem wina owocowe wytwarzane z niektórych owoców, np. jabłek, białych porzeczek, agrestu.
Produkowane jest w wyniku fermentacji alkoholowej bezbarwnego miąższu winogron o jasnej lub ciemnej skórce w taki sposób, aby otrzymać żółtą barwę i klarowność końcowego produktu. Różnorodność białego wina wynika z użycia rozmaitych szczepów winogron, metod winifikacji i zawartości cukru resztkowego.
Białe wino produkuje się od co najmniej 2500 lat. Rozprzestrzeniało się wraz ze wzrostem ekonomicznym i pojawiało się na wszystkich kontynentach, gdzie piło się wino: Europa, Ameryka, Oceania, a w mniejszym stopniu Afryka i Azja ze względów klimatycznych i religijnych.
Niektóre szczepy są bardzo znane, tworzą wina odmianowe, np. chardonnay, sauvignon, riesling; obecność innych jest bardziej dyskretna, ukryte są za nazwą wina stanowiącego mieszankę różnych szczepów, np. tokaj, sherry, sauternes. Białe wino z winogron o kolorowej skórce produkuje się w taki sposób, aby nie zabarwić moszczu podczas oddzielania miąższu od soku. Przykładem jest pinot noir, powszechnie używany do produkcji szampana.
Wśród licznych rodzajów białego wina najpowszechniejszym jest mniej lub bardziej aromatyczne i kwaskowate białe wino wytrawne, wytwarzane w wyniku całkowitej fermentacji cukrów z moszczu. Wina deserowe, półsłodkie lub słodkie są winami, których fermentację przerywa się zanim wszystkie cukry fermentujące pozyskane z winogron zostaną przekształcone w alkohol. Proces ten nazywa się mutage i może polegać na wzmacnianiu wina. Istnieje wiele metod wzbogacania moszczu w cukry: stosowanie przejrzałych winogron, podsuszanie na słońcu (passerillage), używanie przemarzniętych winogron, szlachetnej pleśni, szaptalizacji, odwróconej osmozy. Wina musujące, które zazwyczaj są białymi winami, zawierają rozpuszczony dwutlenek węgla z fermentacji, który uwalnia się po otwarciu butelki, nadając delikatną piankę napojowi zwykle kojarzonemu ze świętowaniem.
Wino białe, sławione przez pisarzy, poetów, pieśniarzy, malarzy, jest wykorzystywane jako aperitif, pija się je do posiłku, deseru lub jako odświeżający napój między posiłkami. Używa się go również do przygotowywaniu dań ze względu na jego kwasowość, aromaty, zdolność kruszenia mięsa, a także do deglasowania.

## Historia

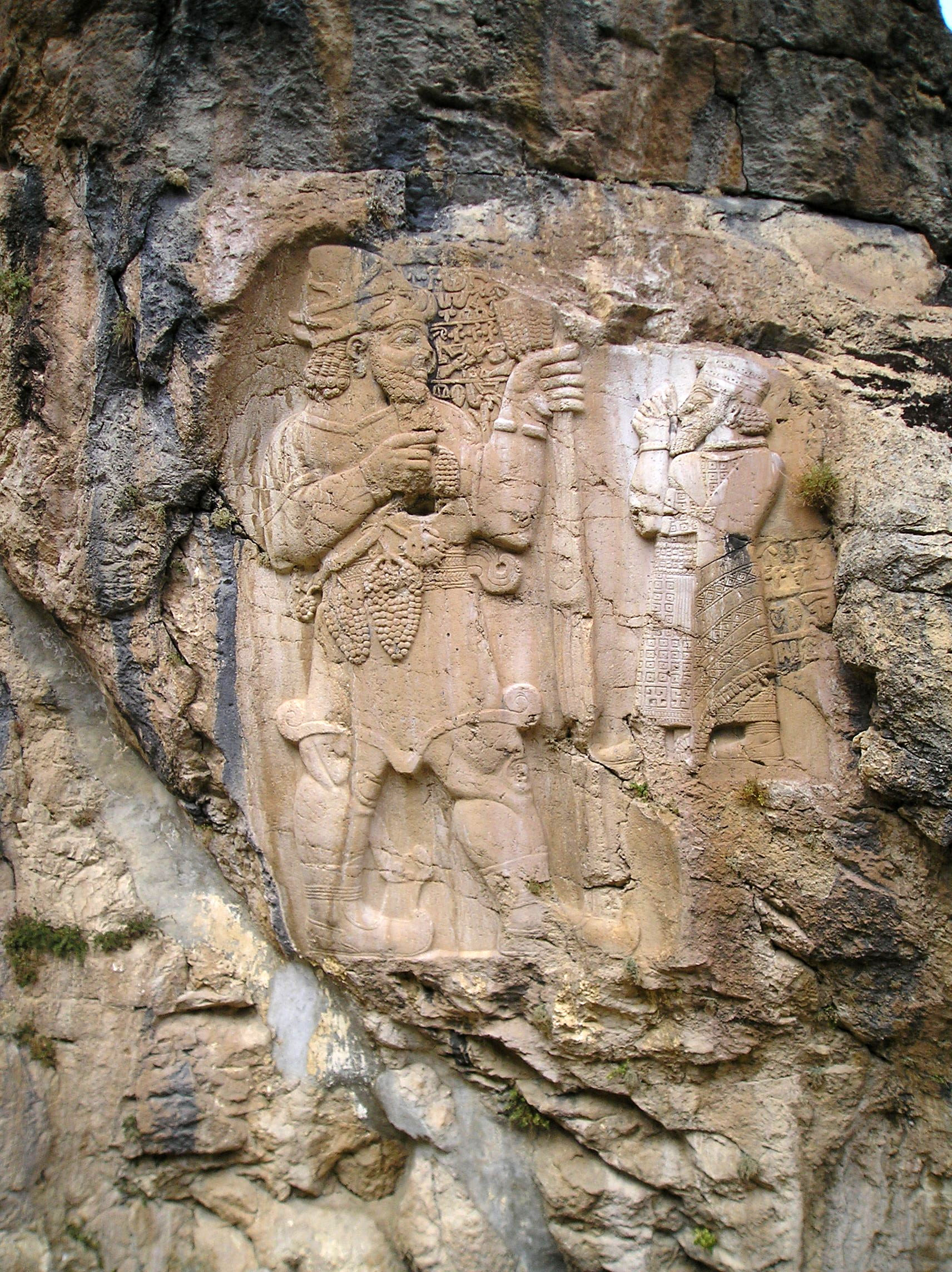
Hetycki król Warpalawa ofiarujący kiść winogron bogowi Tarhunta. Relief skalny z Ivriz w Turcji z początku I tysiąclecia p.n.e.

### Starożytność
Najstarsze odkryte ślady wina mają około 7500 lat, znajdują się na terenie dzisiejszego Iranu, ale wyniki wykopalisk archeologicznych nie pozwalają określić, kiedy dokładnie zaczęto produkować białe wino. Źródła epigraficzne informują o obecności wina na Środkowym Wschodzie – było produkowane na terenach Wyżyny Armeńskiej, górach oddzielających Anatolię od Armenii, a następnie importowane do Mezopotamii, zwłaszcza od III tysiąclecia p.n.e. Tabliczki z Hattusa opisują wino mianem wiyana w języku hetyckim, GEŠTIN w sumeryjskim i karânu w akadyjskim. Mogło być czerwone (SA5 GEŠTIN), jasne (lub być może białe – KÙ.BABBAR GEŠTIN), dobre wino (DUG.GA GEŠTIN), z dodatkiem miodu (LÀL GEŠTIN), nowe (GIBIL) lub skwaśniałe (GEŠTIN EMSA).
W starożytnej Grecji sztuka otrzymywania białego wina była już dopracowana, a Hipokrates, ojciec medycyny, przepisywał je powszechnie pacjentom. „Winne wino białe” i „cierpkie wino białe” wśród jego środków leczniczych wskazują na różnorodność białego wina w tych czasach.
Dla Rzymian metody winiarstwa praktykowane przez Greków długo stanowiły wzór produkcji wina, włączając wino białe. Bogaci patrycjusze organizowali przyjęcia, na których koszt żywności świadczył o prestiżu. Wśród kosztownych produktów wino odgrywało dominującą rolę. Najbogatsi obywatele budowali okazałe wille nad Zatoką Neapolitańską, gdzie winorośl była uprawiana od czasów sprowadzenia jej tam przez Greków. Starożytny szczep aminum dawał słodkie wina, podgrzewane przy produkcji, przypominające współczesną maderę. Podbój północnych regionów zachęcił Rzymian do produkowania tam wina, które wychodziło lżejsze i mniej słodkie. Wymusiło to szukanie nowych dzikich szczepów zdolnych do zaadaptowania się w odległych krainach, gdzie nie przyjmowały się już szczepy śródziemnomorskie. Winorośl była sadzona m.in. na brzegach Renu, aby zapewnić legionom zdrowy napój, jako że woda była rzadko zdatna do picia. Wino pito na zimno w lecie i na ciepło w zimie, co nadal w XXI w. bywa praktykowane.

### Średniowiecze

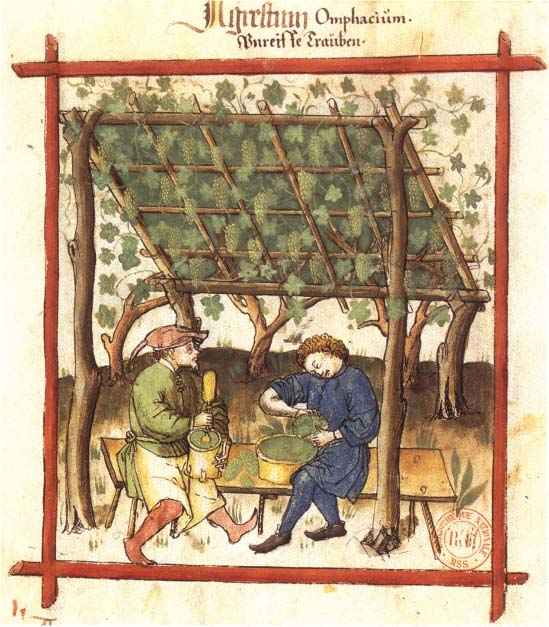
Przedstawienie białych winogron w późnym średniowieczu

Handlarze wina nie przetrwali upadku Cesarstwa Zachodniorzymskiego i winiarstwo bardzo podupadło. Germańskie plemiona, które preferowały piwo, nie były zainteresowane handlem winem. Co więcej, wikingowie przecinali szlaki handlowe na Atlantyku, a tereny na południu najeżdżali Saraceni. Powodowało to wyludnianie się terenów południowej Europy (Langwedocji, Prowansji, południowych Włoch, Doliny Douro), gdzie mieszkańcy byli brani do niewoli lub uciekali przed zagrożeniem.
Znajomość kultury winiarskiej przetrwała dzięki Kościołowi katolickiemu – wino było niezbędne do odprawiania mszy, dlatego duchowni sadzili winorośl na dużych wysokościach i zwiększali klasztorne areały upraw. Ze względu na trudność w transporcie i konserwowaniu, wino przez długi czas było przeznaczone do konsumpcji lokalnej. Handel został przywrócony dopiero po wzbogaceniu się arystokracji i wysokich duchownych, kiedy zastawione stoły świadczyły o reputacji gospodarza.
Handel rzeczny miał wielkie znaczenie w rozwoju winiarstwa. Państwa germańskie korzystały z żeglowności Renu i Dunaju, aby eksportować swoje produkty. Do tego wzrostu przyczynił się Karol Wielki, wydając Capitulare de villis, który zawierał zasady uprawy winorośli na wszystkich terenach. Był to czas wielkiego rozwoju kultury białego wina w Niemczech i Austrii. Powierzchnia winnic Europy Centralnej osiągnęła 100 000 hektarów, tj. 3,5 razy więcej niż w latach 90. XX w. Od XIII w. kupcy wyróżniali vinum hunicum (wino Hunów) pite przez lud oraz vinum francium (wino Franków) przeznaczone dla bogatej arystokracji. Pod koniec średniowiecza rozpoznano szczepy riesling i sylvaner.
Część handlu europejskiego odbywała się drogą morską wzdłuż wybrzeża Atlantyku. U Anglików, a potem Holendrów i Skandynawów wzbudziło się zamiłowanie do plantacji między Bordeaux i La Rochelle. W La Rochelle były produkowane kwaśne wina białe na eksport. Bordeaux eksportowało głównie wina z wyżyn za pośrednictwem rzeki Garonny. W XVII w. produkcja wina zapoczątkowana na brzegach rzeki Charente dzięki zastosowaniu alembiku dała początek koniakowi. W tym czasie wina białe cenione przez Holendrów zaczęły być produkowane na terenach bardziej północnych, w pobliżu portu Nantes, na terenie dzisiejszych apelacji Muscadet i gros-plant w Dolinie Loary.
W basenie Morza Śródziemnego wyprawy krzyżowe doprowadziły do wzbogacenia się rywalizujących republik – Weneckiej i Genui. Aby zaopatrzyć oddziały bogatych frankijskich władców, republiki te sprowadzały wino z Grecji. Port w Monemwasii, który eksportował dużo białego wina, dał potem nazwę szczepowi małmazja. Po powrocie do domu władcy i bogaci arystokraci szukali w sprzedaży słodkich win, którymi raczyli się na Wschodzie. Produkowano je ze szczepów winogron z Langwedocji-Roussillon i Hiszpanii. Transport tych win był ułatwiony dzięki dużej zawartości alkoholu, która je konserwowała podczas długiej podróży na północ Europy.

### Czasy nowożytne

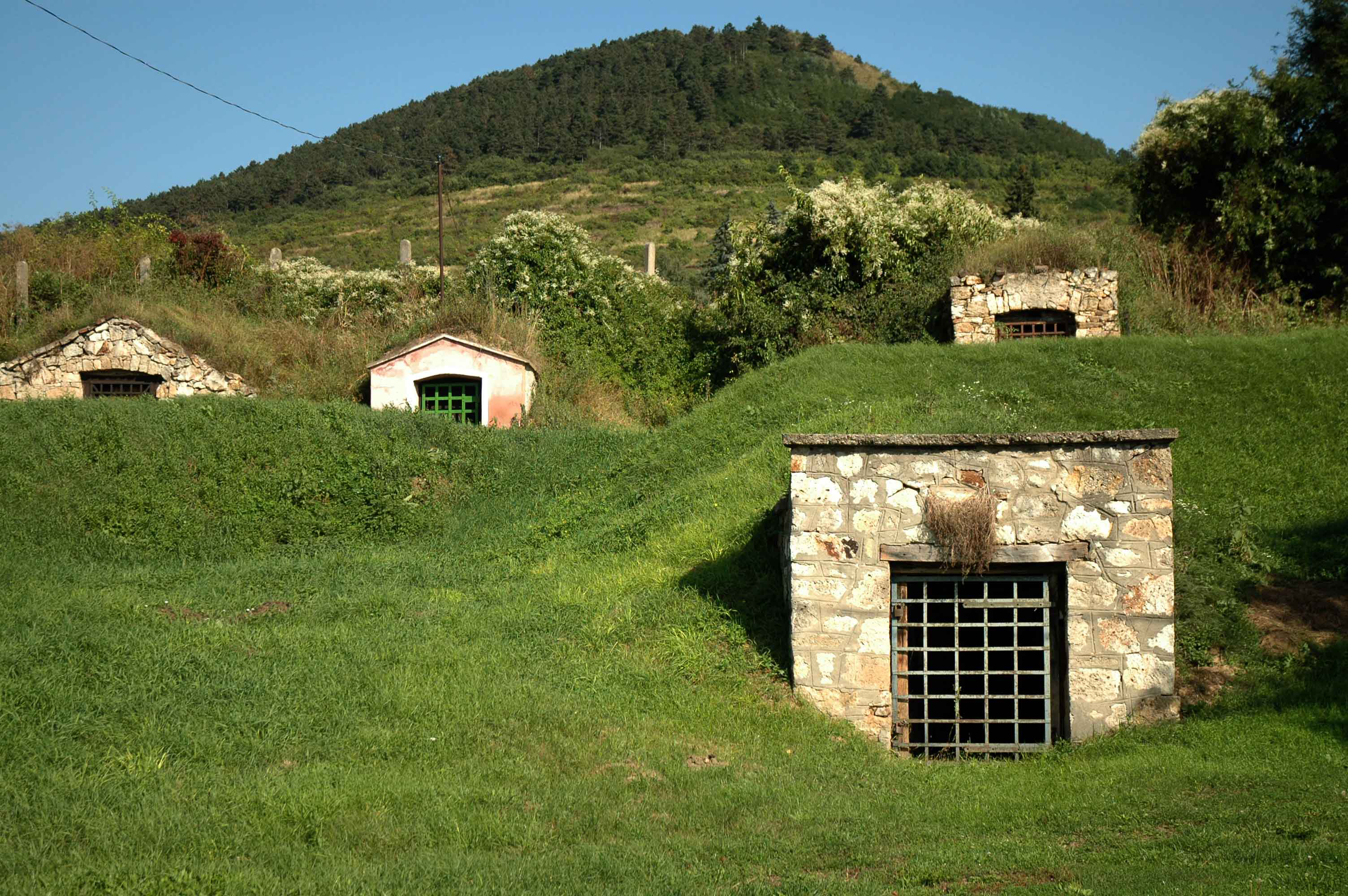
Piwnice w Tokaju na Węgrzech, gdzie strzeżono tajemnicy produkcji

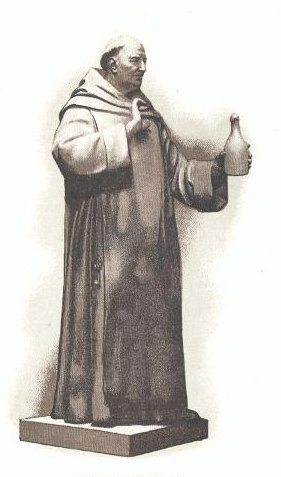
Dom Pérignon, legendarny twórca szampana

W 1453 Imperium Osmańskie podbiło Konstantynopol, a sytuacja wenecjan i genueńczyków pogorszyła się. Handel winem między wschodnią częścią Morza Śródziemnego a Europą północną drastycznie zmniejszył się. W tym czasie Hiszpania kończyła rekonkwistę i zastępowała wino śródziemnomorskie własnym winem, zwłaszcza na rynkach angielskich i holenderskich. Port w Sanlúcar de Barrameda zaczął eksportować duże ilości białego wina, przodka współczesnej sherry. Wino to, nazywane sack, zrobiło furorę w Anglii. Nawet w najgorszych momentach relacji dyplomatycznych między tymi dwoma krajami (jak podczas epizodu z Wielką Armadą w 1588), wymiana handlowa przetrwała – czasem wspomagana przez korsarzy, którzy kradli to, czego nie mogli kupić. 40–60 tys. beczek po 500 l rocznie opuszczało wybrzeże hiszpańskie w stronę Anglii i Holandii (ta objętość wynosząca około 300 tys. hektolitrów stanowi ⅔ dzisiejszej produkcji).
Od XVI w. pierwsze europejskie winorośle były sadzone w Ameryce – w Meksyku, potem w Peru, Boliwii, Argentynie i Chile. W Meksyku już wcześniej rosły rodzime odmiany winorośli, ale w epoce prekolumbijskiej nie były przeznaczone do produkcji wina; winogrona były zbyt kwaśne. Służyły do produkcji acachul, napoju słodzonego owocami i miodem.
Mała epoka lodowa wytrzebiła plantacje na terenach północnych. Winorośl zniknęła z północy Niemiec, z Badenii, i maksymalna wysokość, na których uprawiano winorośl obniżyła się do 220 m. Wszystkie winnice ucierpiały i zmniejszyły swój areał. W Anglii winorośl także zanikła. Późne odmiany były zastępowane winogronami białymi, które nawet nie osiągając pełnej dojrzałości, dawały przyzwoite, nieco cierpkie wino, podczas gdy czerwone odmiany niedostatecznie barwiły wino i ich niedojrzałe taniny nadawały winu gorycz. Przerywanie fermentacji przez srogą zimę przyczyniło się do odkrycia refermentacji (prise de mousse) w szampanie.
Wzbogacenie się części ludności wzbudziło zamiłowanie do rzadkich win. Zjawisko to, które już wcześniej doprowadziło do wzmożonego handlu sherry w Anglii, pojawiło się w Europie Centralnej. Odkrycie pozytywnego wpływu szlachetnej pleśni zostało odkryte około roku 1650 na Węgrzech w produkcji tokaju. Zdaniem Hugh Johnson tokaj sprzed trzech wieków lat był wówczas najlepszym winem słodkim na świecie i opierał się na długiej tradycji winiarskiej. Wytwarzany był w sposób, który przez długi czas stanowił tajemnicę. Był ceniony przez Habsburgów i wkrótce osiągnął duży sukces handlowy. Próby podrabiania długo spełzały na niczym. Dopiero 120 lat później podejmowano próby zastosowania tej metody na stromych brzegach Renu. Jej użycie w Sauternes zostało potwierdzone w 1836, w Château La Tour Blanche, choć wcześniej wina z bardzo późnych zbiorów były bardzo bogate, a przez to wymagały kilkuletniego dojrzewania w beczkach.
Inne regiony również odkrywały sekrety, dzięki którym zwiększały swoje bogactwo, np. Dom Pérignon – legendarny twórca szampana. Dzięki niemu pojawiło się zamiłowanie do win produkowanych w klimacie północnym, gdzie nie spodziewano się osiągnięcia odpowiedniej dojrzałości i barwy.
Moda na picie niedrogiego białego wytrawnego wina pojawiła się w Paryżu w XVIII w. Aby uniknąć opodatkowania, paryżanie mieli zwyczaj pić wino u producenta, poza murami miasta. Kabarety otwierały swe podwoje na brzegu rzeki, stając się podmiejskimi gospodami (guinguettes), gdzie serwowano wino nazywane „guinguet”. Były to kwaśne wina znad Sekwany i Marny.

### Współczesność

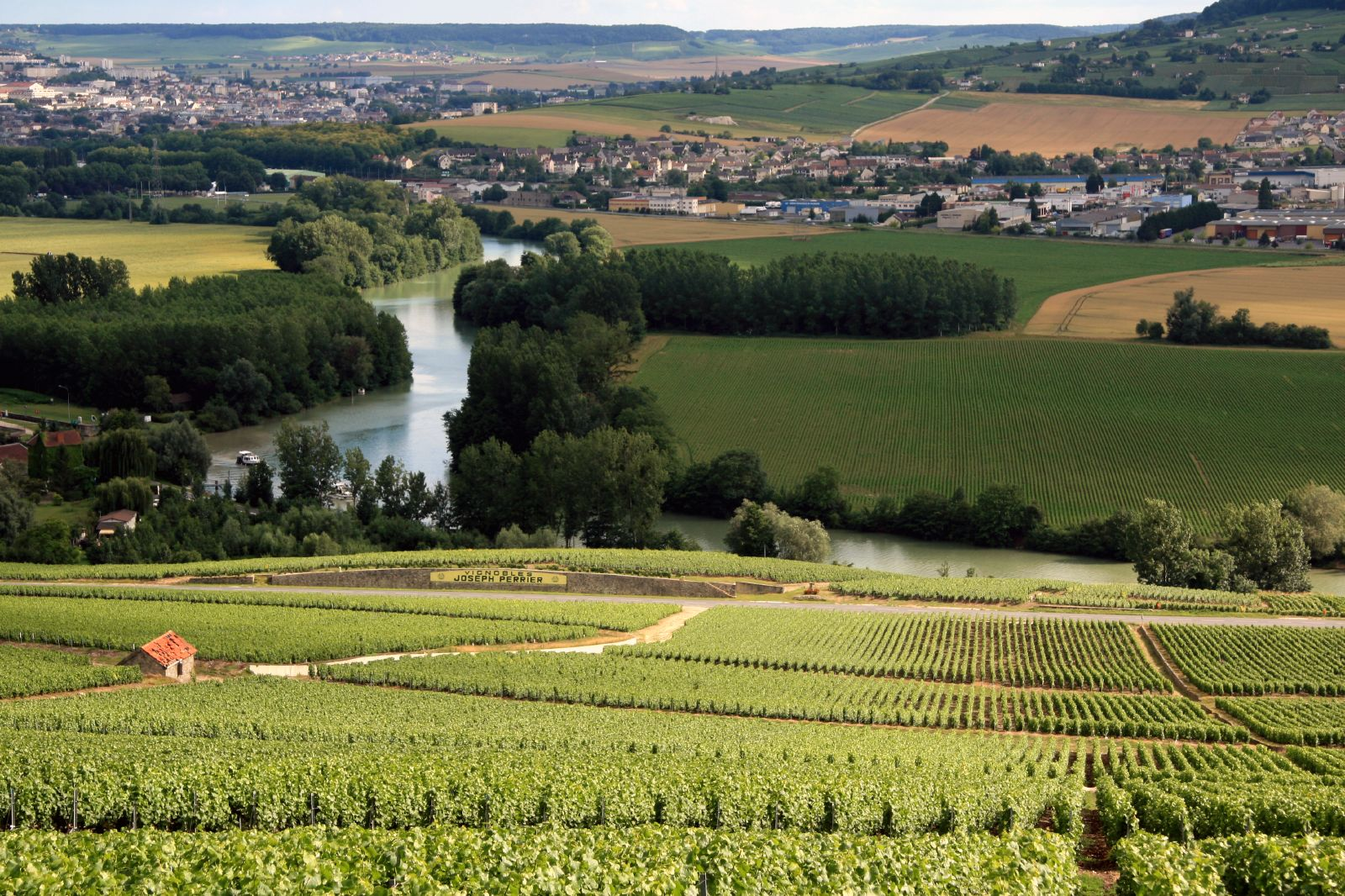
Krajobraz wzgórz w Szampanii

Szampan został stworzony w XVIII w., ale dopiero w kolejnym wieku stał się popularny na świecie. Na dworach królów europejskich szybko stał się modny, choć jego produkcja, koniecznie w butelce, była bardzo kosztowna. Hugh Johnson przypisuje ważną rolę dyplomatyczną szampanowi – Talleyrand miał zaoferować to wino podczas negocjacji na kongresie wiedeńskim, aby rozluźnić swoich partnerów w dyskusjach. Okupacja Szampanii przez oddziały rosyjskie w 1815 spopularyzowała to musujące wino wśród arystokracji rosyjskiej. Wdowa Clicquot dostarczała swoje wino okupantom, mawiając „dziś piją, jutro zapłacą...”.
Dzięki postępowi w przemyśle szklarskim używanie butelki stało się bardziej dostępne. Produkcja wina musującego znacznie się zwiększyła i zdobyła kontynent amerykański. Technika jego wytwarzania uprzemysłowiła się, z czego inne regiony czerpały inspirację, bez szkody dla reputacji szampana. Szampan stał się produktem rewolucji przemysłowej, co spowodowało, że znalazł się on w zasięgu możliwości finansowych średniej klasy.

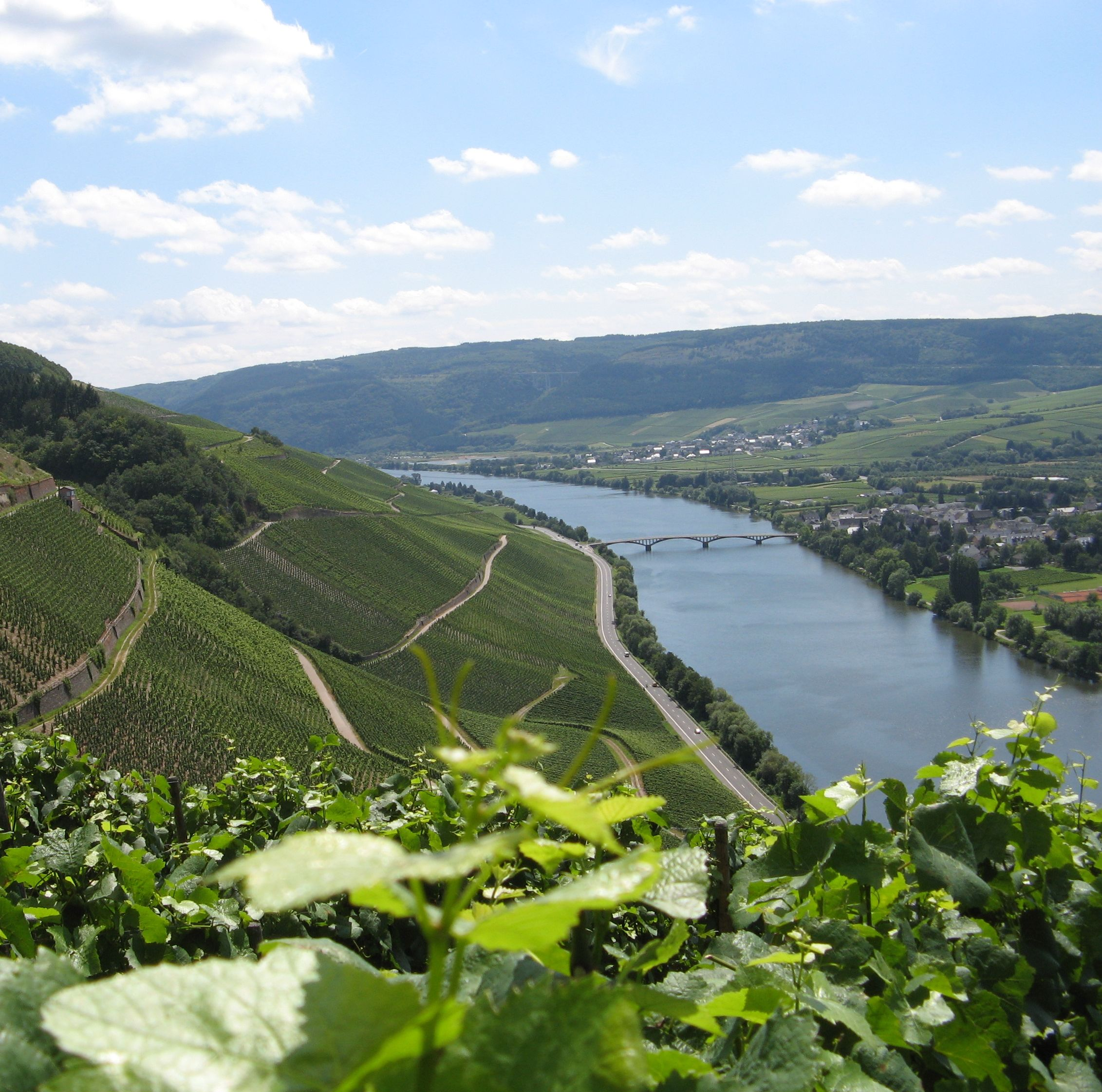
Strome zbocza Mozeli w niemieckiej winnicy, Annaberg w Schweich

Okres wieku XIX, który poprzedzał pojawienie się filoksery, był prawdziwym złotym wiekiem wina. Rewolucja przemysłowa pozwoliła burżuazyjnej klienteli na kupno najlepszych win, a wyjście z wiosek do fabryk umożliwiło stworzenie pokaźnego rynku win produkcji masowej. Dobrym tego przykładem, jeśli chodzi o wina białe, było winiarstwo w Niemczech. Poczucie wolności u winiarzy niemieckich, które pojawiło się podczas okupacji przez Cesarstwo Francuskie przeszkodziło arystokracji i duchowieństwu w odzyskaniu wszystkich winnic, których byli pozbawieni. Praktyka późnych zbiorów upowszechniła się i mniej lub bardziej słodkie wina stały się bardziej wyważone względem kwasowości. W 1872 powołano Instytut Badawczy Geisenheim, gdzie powstało wiele krzyżówek, z których najbardziej znany jest szczep müller-thurgau. W tym samym czasie nad brzegiem jeziora Genewskiego zakładane były winnice uprawiające głównie białe winogrona.
W XX w. sadzenie winorośli w krajach, gdzie do tej pory była nieznana, nabrało rozmachu. Jednak wino produkowane tam, gdzie temperatury były wysokie podczas fermentacji, było kłopotliwe. Używanie większych kadzi również stwarzało problemy podczas fermentacji – drożdże produkowały ciepło, które nie było odprowadzane. Temperatury powyżej 35 °C źle oddziaływały na drożdże, fermentacja zwalniała, a potem zatrzymywała się. Po ochłodzeniu się wina należało zadać nowe drożdże, by wznowić fermentację, poza tym wino rozwijało niepożądane aromaty oraz stwarzało ryzyko rozwoju bakterii mlekowych. W Kalifornii powstały metody kontroli temperatury fermentacji. W latach 60.–90. XX w. metody te zostały zaadaptowane w Europie i dziś chłodzenie jest szeroko stosowane w prawie wszystkich regionach produkujących białe wino.

## Rozmieszczenie geograficzne

### Strefy klimatyczne

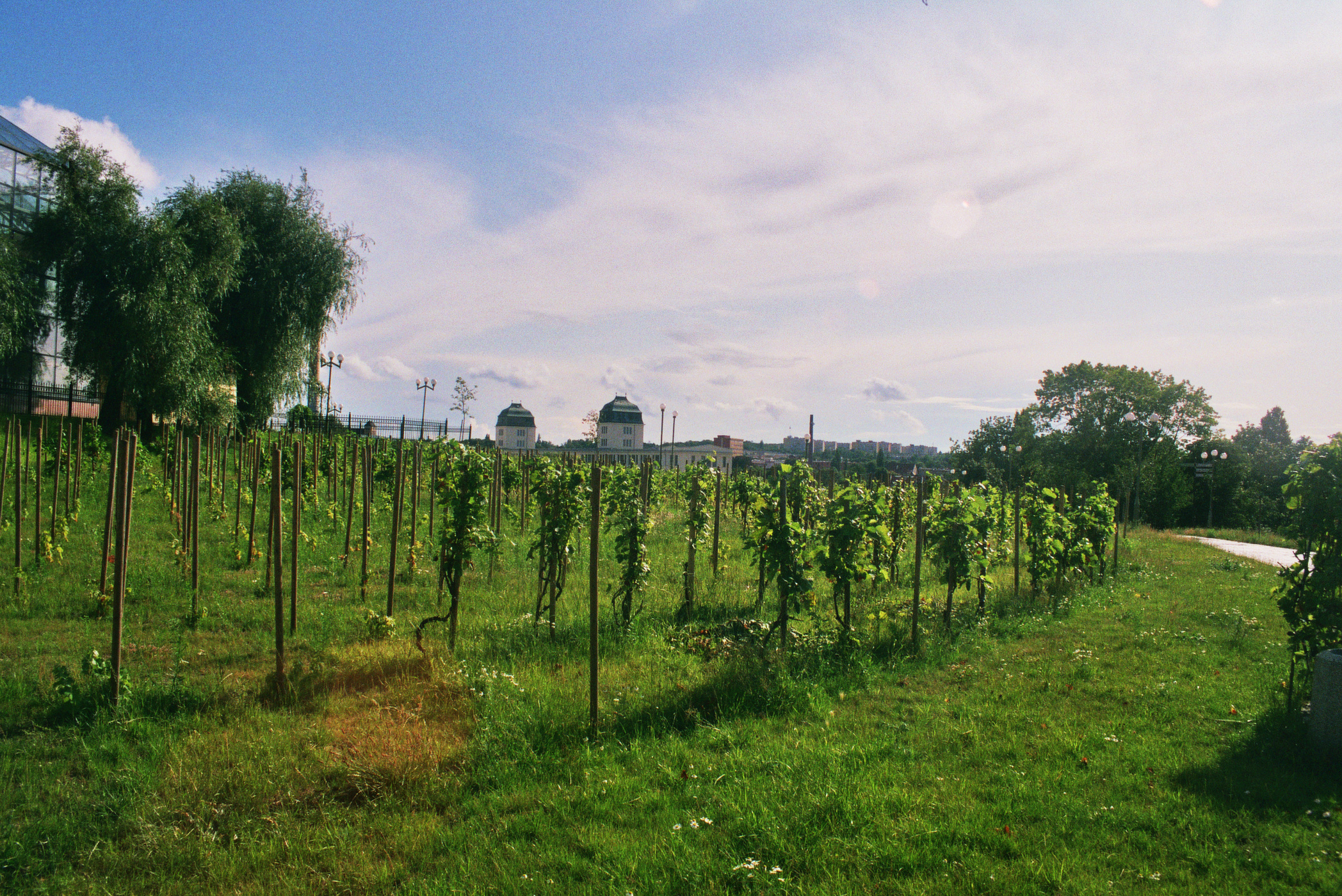
Polskie winnice są jednymi z najbardziej wysuniętych na północ w Europie

Wiele krajów winiarskich produkuje wina białe – białe winogrona potrzebują mniej ciepła niż ciemne, aby dojrzeć. Brak dojrzałości tanin nie stanowi problemu, ponieważ nie są one ekstrahowane podczas tłoczenia w prasach. Co więcej, wyważony smak opiera się na rześkości związanej z kwasowością. Winogrona do produkcji białego wina wytrawnego są więc zbierane tuż przed dojrzeniem. Z takich warunków produkcji wynika bardziej północna lub górska lokalizacja takich winnic.
W Europie winnice niemieckie uprawiają w większości białe winogrona (61% produkcji w 2001), podobnie winnice szwajcarskie (ponad 50% powierzchni upraw winogron) czy też winnice luksemburskie (93% powierzchni). Północna połowa Francji również produkuje głównie białe wina (Alzacja, Jura, Szampania, Dolina Loary). Paradoksalnie w ciepłej strefie klimatycznej Hiszpanii, w regionie Kastylia-La Mancha, gdzie znajduje się 50% winnic tego kraju, także produkuje się głównie białe wina. Katalonia produkuje dużo białych winogron, z których robi się wina musujące – cava. Powierzchnia upraw przeznaczona do produkcji tego wina wynosi 45 000 ha z 65 600 ha. W Kanadzie wytwarza się wyjątkowe wina lodowe, pomimo, wydawałoby się, niesprzyjających warunków klimatycznych. Kanada jest największym producentem tego wina.

### Strefy geologiczne

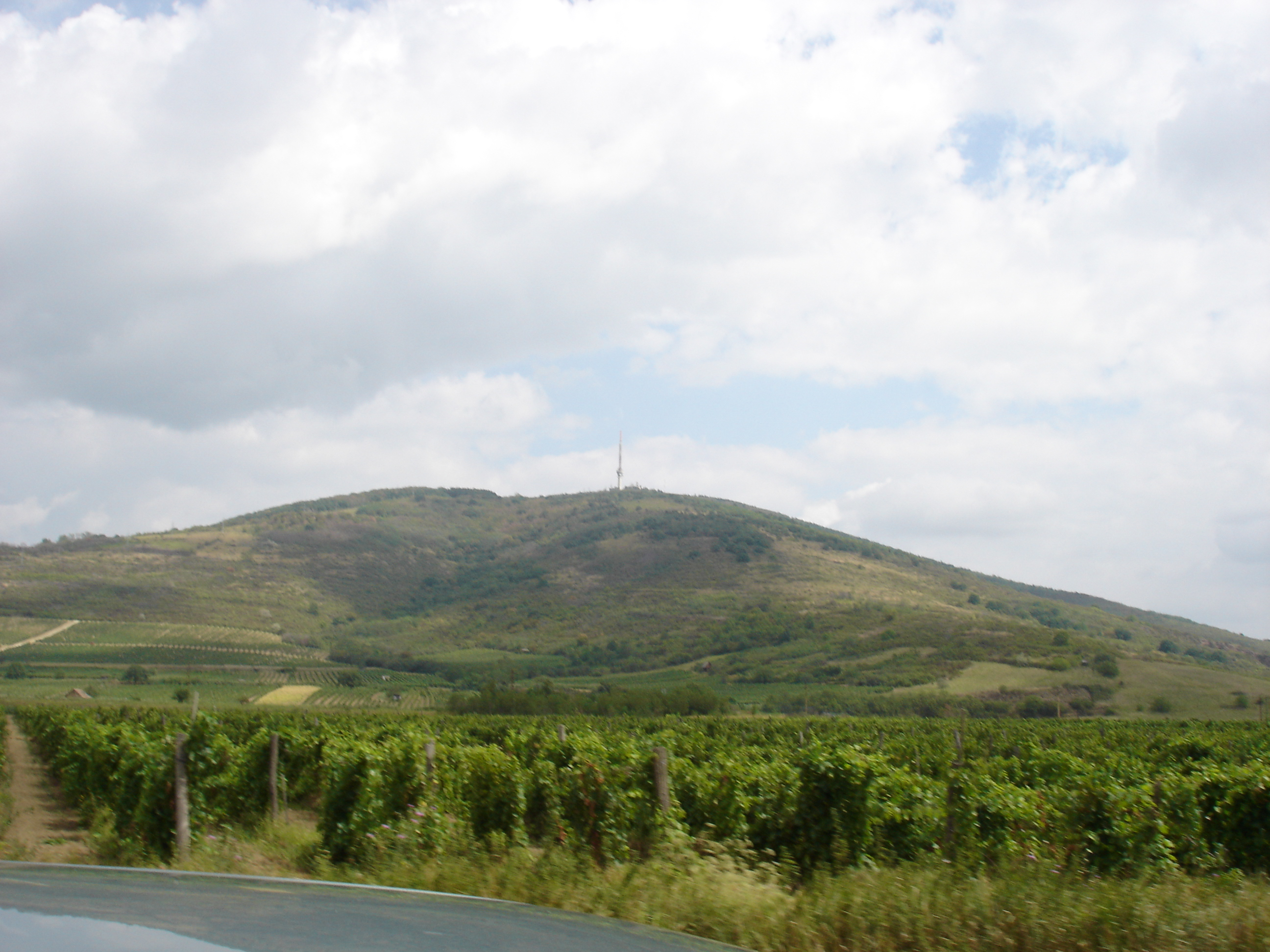
Wulkaniczne tereny Tokaju

Wina czerwone najlepiej udają się na glebach wytworzonych na skale wapiennej, podczas gdy najlepsze wina białe produkowane są na glebach ze skały metamorficznej (Alzacja, Mozela, Andegawenia) lub wulkanicznej (Tokaj na Węgrzech lub Słowacji). Jednakże wielkie wina białe są produkowane także na terenach o podłożu wapiennym – podłoża kredowe winnic Szampanii czy też margle krzemionkowe w apelacji Chassagne-Montrachet należą do najbardziej prestiżowych na świecie.

### Konsumpcja
| Państwo           | Udział |
| Średnia światowa  | 40,6%  |
| Australia         | 60%    |
| Czechy            | 60%    |
| Nowa Zelandia     | 56%    |
| Luksemburg        | 53%    |
| Finlandia         | 50%    |
| Wielka Brytania   | 47%    |
| Austria           | 46,9%  |
| Irlandia          | 44%    |
| Polska            | 43%    |
| Japonia           | 43%    |
| Stany Zjednoczone | 40%    |
| Niemcy            | 39,8%  |
| Argentyna         | 39%    |
| Włochy            | 37%    |
| Szwecja           | 36%    |
| Kanada            | 35,1%  |
| Szwajcaria        | 31%    |
| Holandia          | 30%    |
| Rosja             | 30%    |
| Belgia            | 28,4%  |
| Hiszpania         | 28%    |
| Dania             | 27%    |
| Norwegia          | 25,1%  |
| Chile             | 25%    |
| Portugalia        | 25%    |
| Francja           | 21%    |

## Winogrona i moszcz

### Szczepy winogron
Bardzo liczne szczepy winogron mogą zostać użyte do wytwarzania win białych. Niektóre stały się bardzo popularne ze względu na marketing win, w których produkcji są używane.
- chardonnay – pochodzi z Burgundii; udaje się w regionach bardzo różnorodnych pod względem klimatycznym i geologicznym, m.in. we Francji, USA, Australii, RPA[49].
- sauvignon blanc – pochodzi z Francji; dostrzeżony przez anglosaskich konsumentów, rozprzestrzenił się w m.in. USA, Australii, Nowej Zelandii i RPA[50].
- riesling – pochodzi z niemieckich winnic (Niemcy, Alzacja, Szwajcaria). Może dawać jakościowe wina na różnych glebach pod warunkiem regulacji plonu (stosowanie tzw. zielonych zbiorów) i przy klimacie kontynentalnym[51].
- müller-thurgau – szczep uprawiany w Niemczech. Daje wina owocowe, wyważone, ale nienadające się do dłuższego przechowywania[52].
- muszkat – grupa szczepów o specyficznej palecie aromatów.

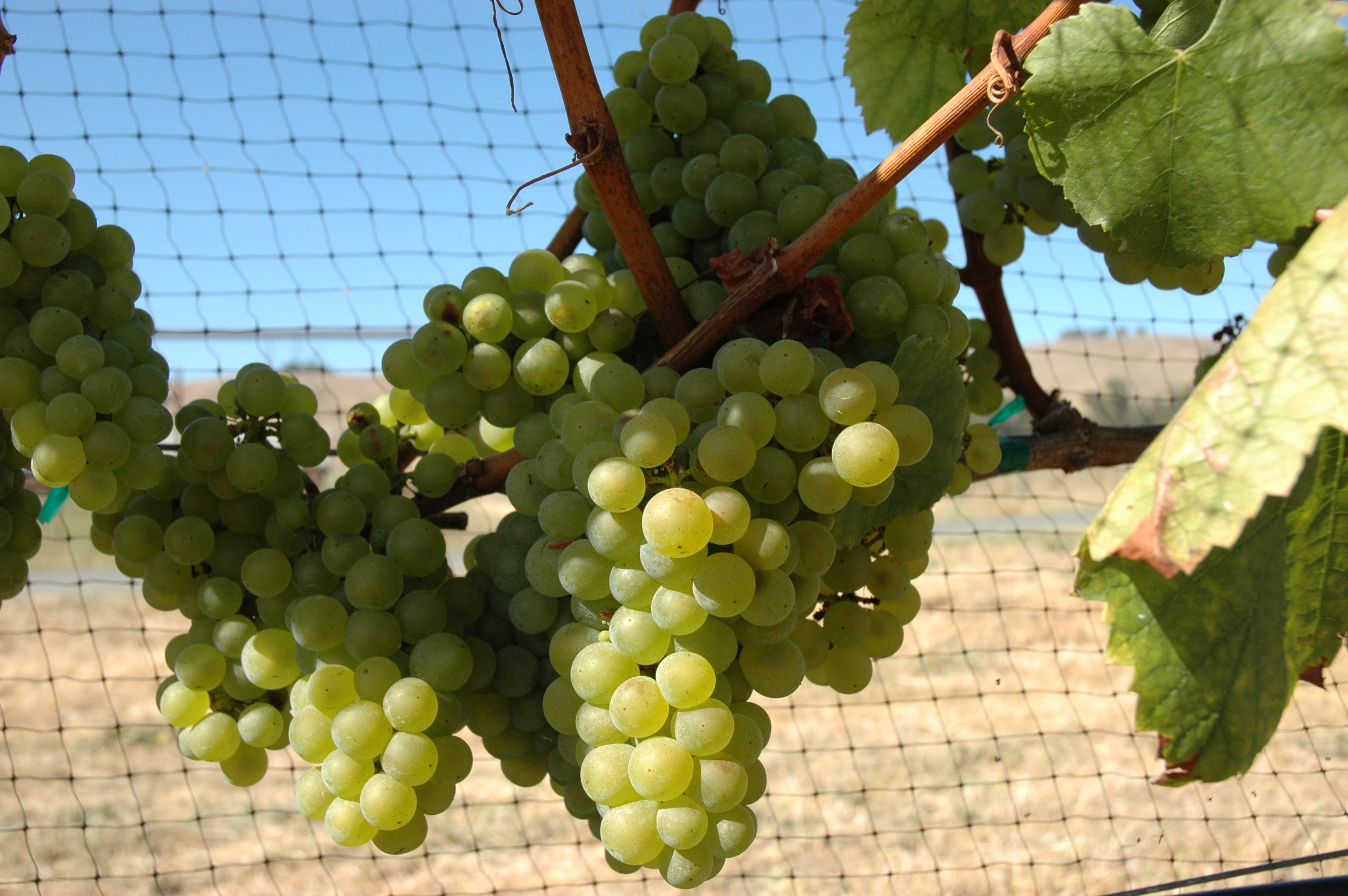
Winogrona szczepu chardonnay
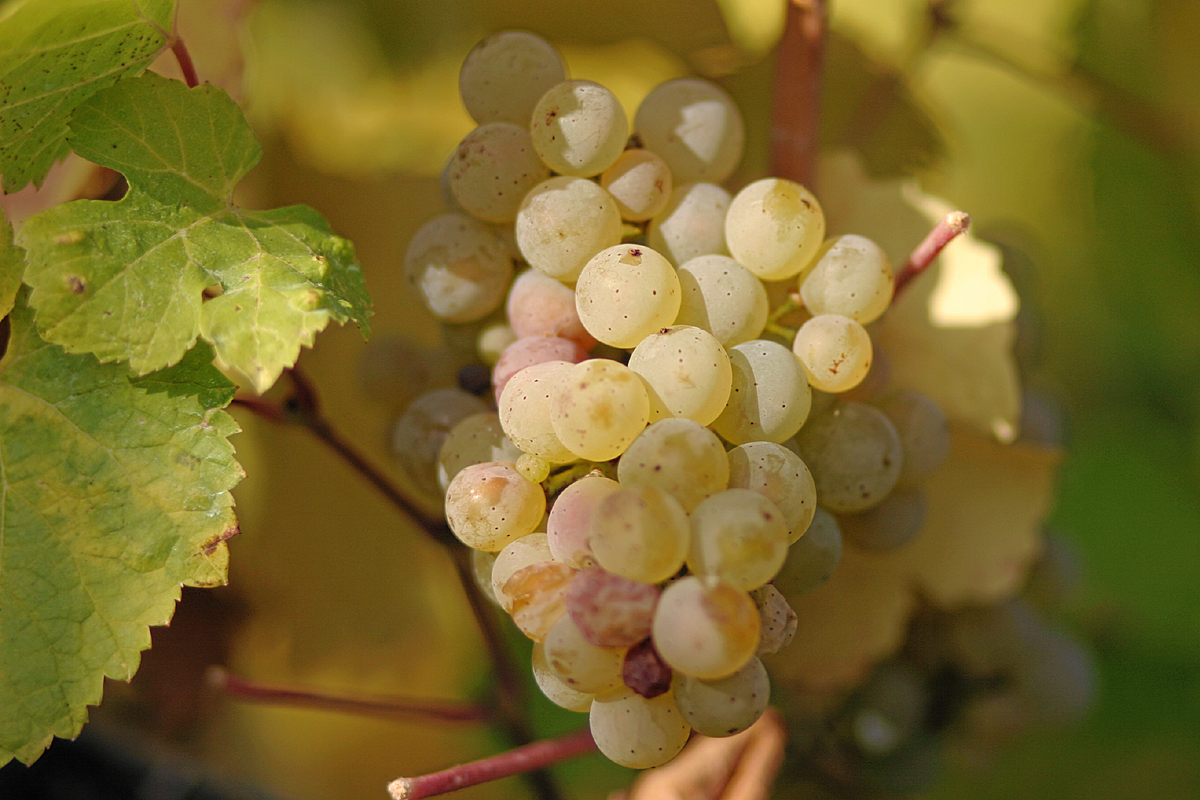
W pełni dojrzały niemiecki riesling
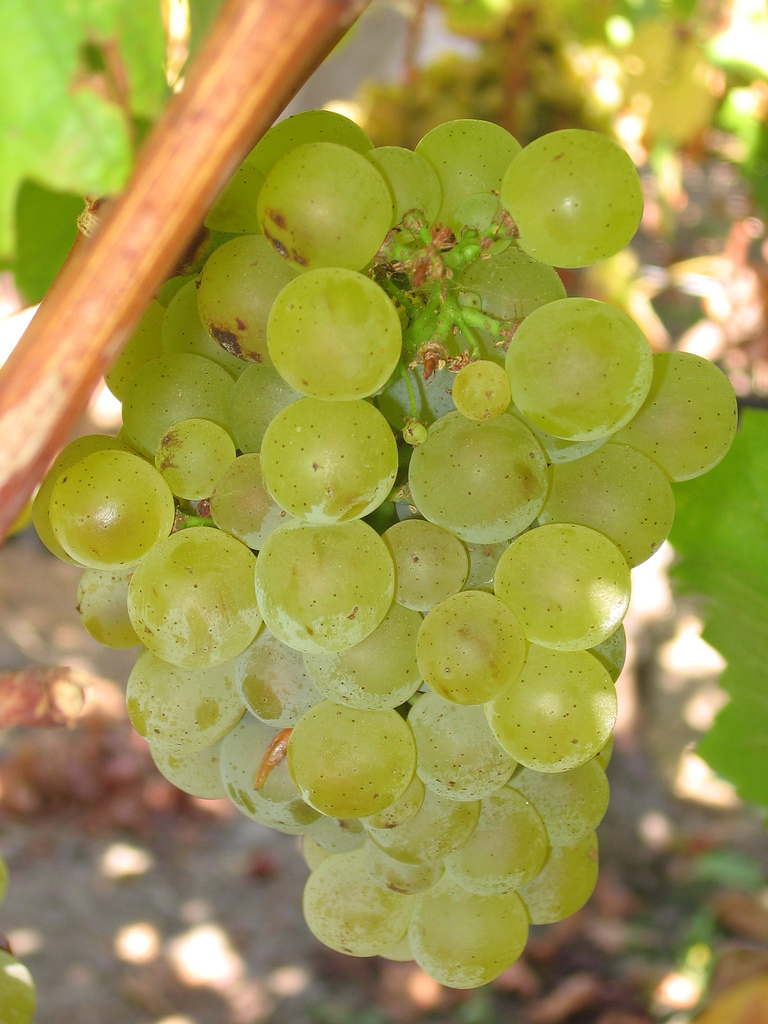
Winogrona sauvignon blanc
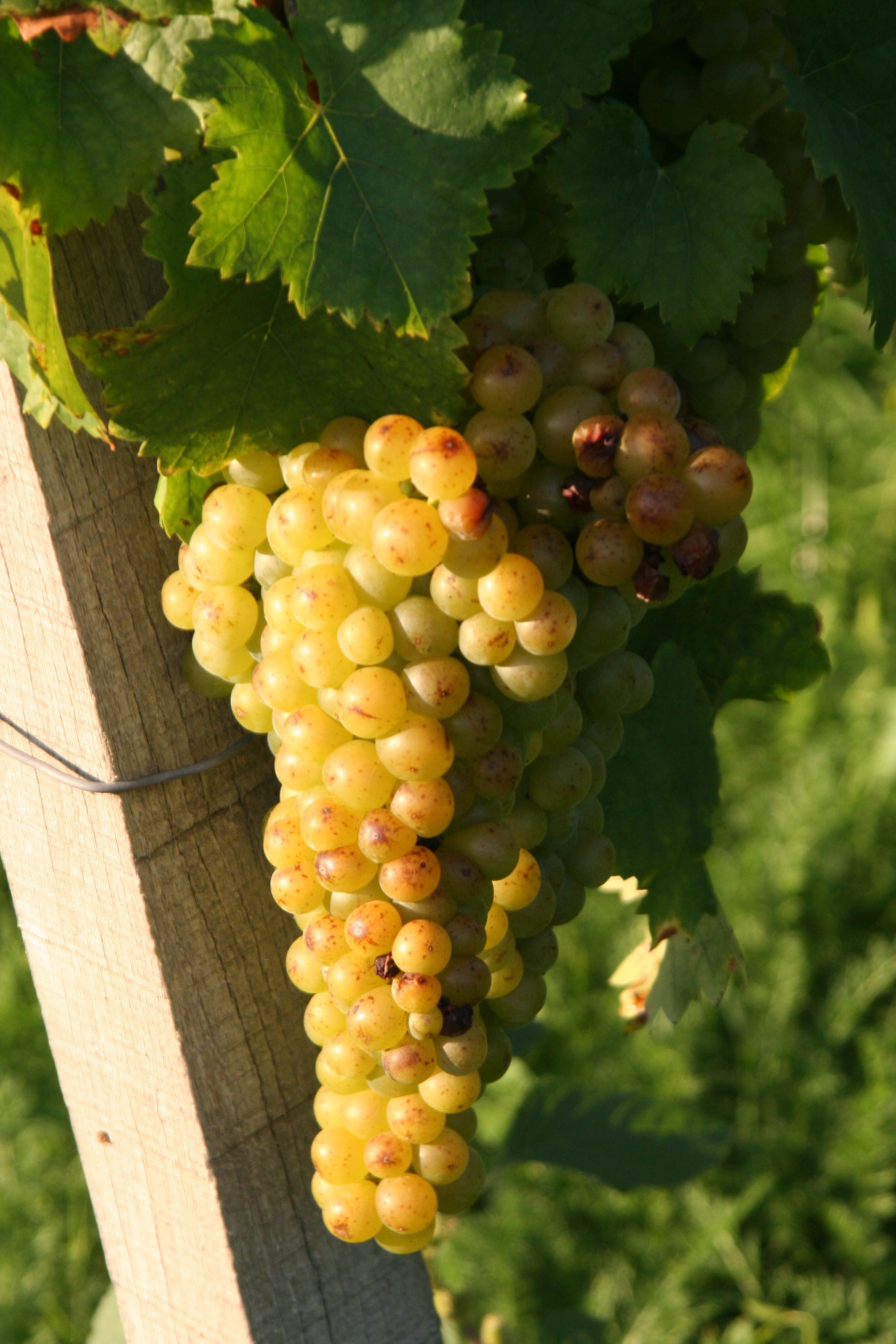
Drobne winogrona szczepu muscat

Inne szczepy są mniej znane, ponieważ są sprzedawane pod nazwą apelacji lub mieszane z innymi szczepami.
- airén – uprawiany prawie wyłącznie w Hiszpanii, używany do produkcji win wytrawnych konsumowanych lokalnie.
- catarratto bianco – szczep z południa Włoch, daje wina aromatyczne i wysoko alkoholowe (14% objętości). Stosowany jako jeden ze szczepów do produkcji wina marsala i madery[53].
- chenin blanc – szczep francuski z Doliny Loary, który podbił również RPA. Daje wina bardzo owocowe, czasami mineralne, wytrawne lub słodkie w zależności od gleby. Może być długo przechowywany i jest podatny na botrytyzację[54].
- macabeo – szczep hiszpański, służy do produkcji win musujących (cava). Daje wina wytrawne i owocowe lub może być używany do produkcji win wzmacnianych[55].
- sémillon – szczep wywodzący się z Bordeaux, główny szczep używany do słodkich win z Bordeaux i Bergerac dzięki podatności na szlachetną pleśń[56].
- trebbiano bianco – szczep włoski dający dość neutralne wina. We Francji wino z niego jest destylowane do wyrobu koniaku i armaniaku[57].
- viognier – francuski szczep z Doliny Rodanu, daje wina bardzo owocowe i wielowymiarowe[58].
- grenache blanc – biała forma grenache noir. Daje wykwitne, pełne wina, choć czasem z nieco brakującą kwasowością. Szczep stosowany również do wyrobu win słodkich wysokiej jakości[59].

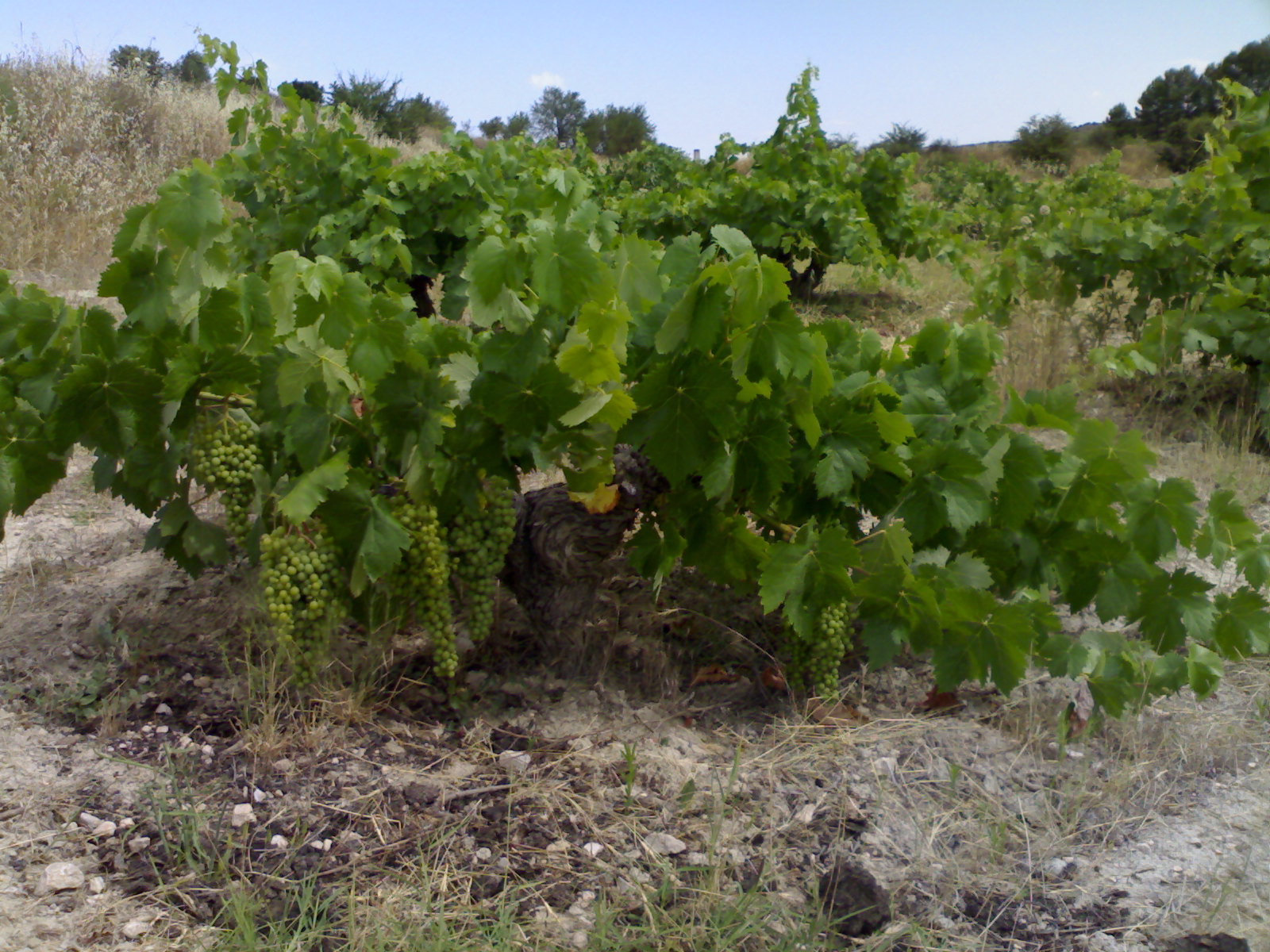
Winorośl airén
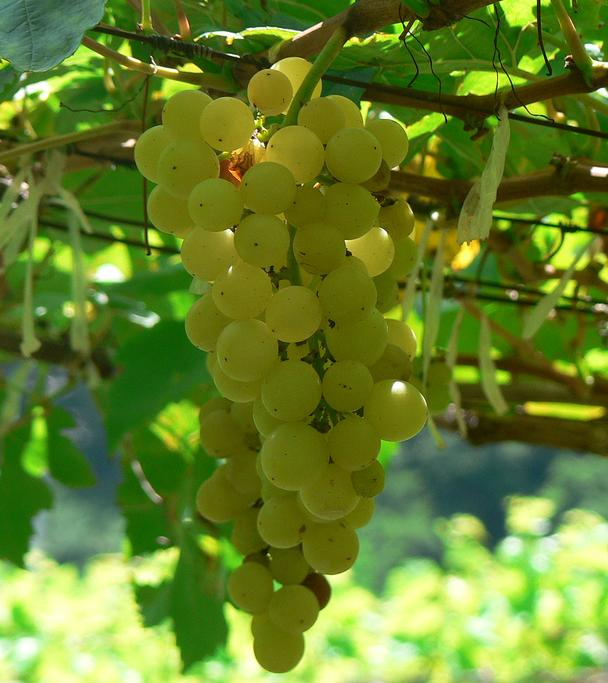
Winogrona szczepu chenin blanc
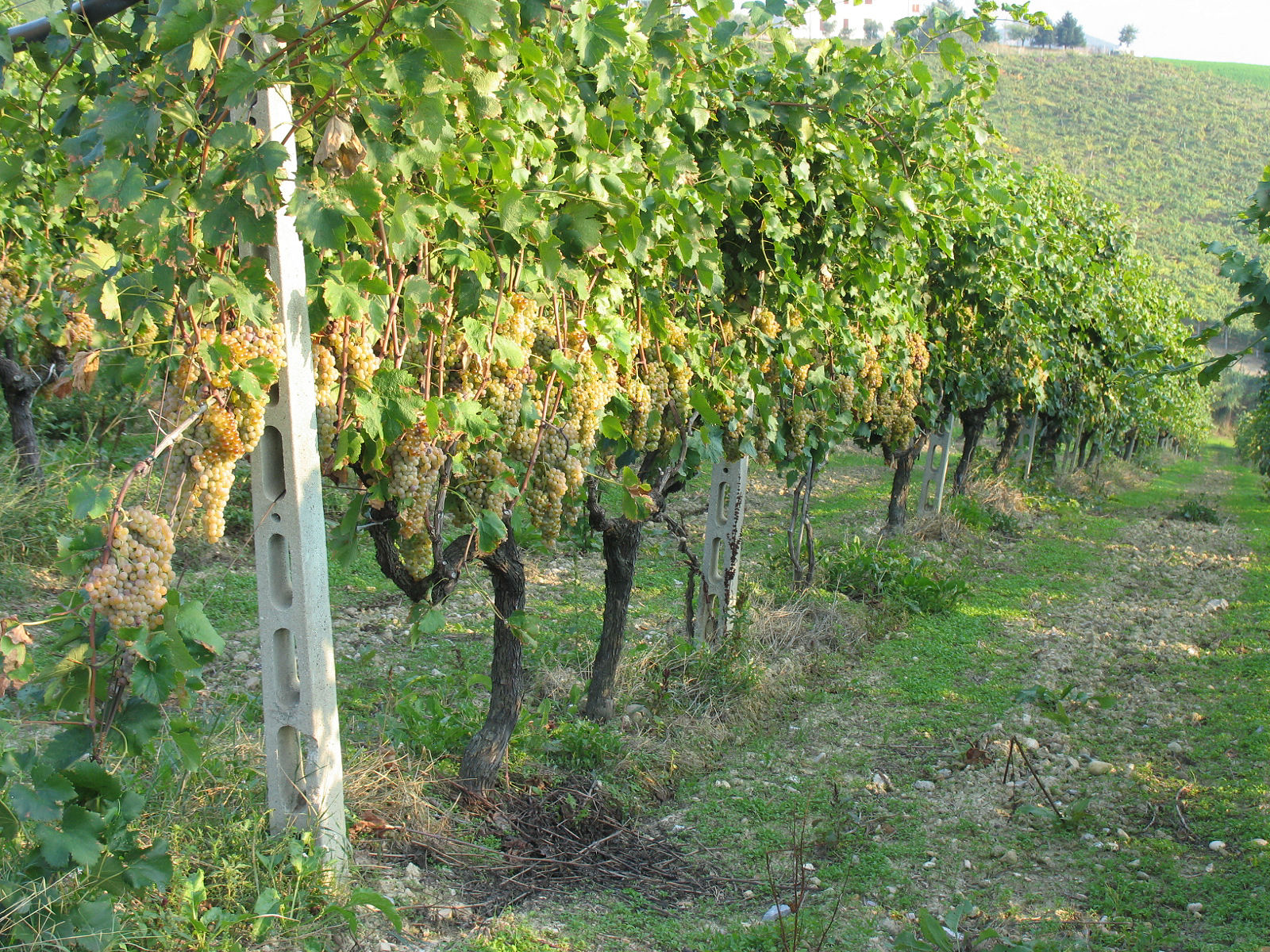
Winogrona szczepu trebbiano blanco

Niektóre szczepy o zabarwionej skórce są również używane do produkcji win białych:
- gewürztraminer – ma różową skórkę, jest bardzo aromatyczny, przypomina kwiat róży i liczi[60]. Uprawiane wokół masywu alpejskiego.
- pinot noir i pinot meunier – stosowany to wyrobu szampana białego lub różowego.
- sauvignon gris – różowa forma sauvignon blanc, jest bardziej bogaty w cukier i cięższe aromaty. Używany zwłaszcza do produkcji win słodkich[59].
- grenache gris – różowa forma grenache. Stosowany do wyrobu bursztynowych wersji grenache z apelacji Rivesaltes, słodkiego wina o ciemniejszym kolorze z utlenienia[61].

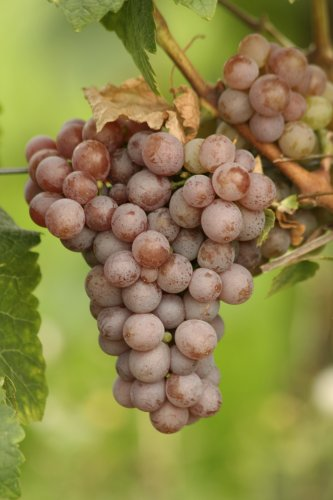
Gewürztraminer
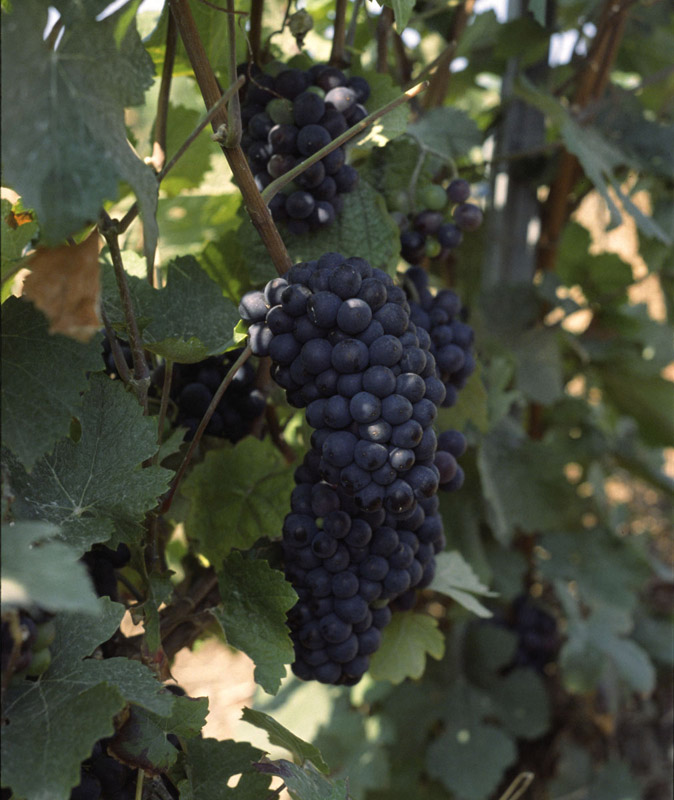
Pinot meunier
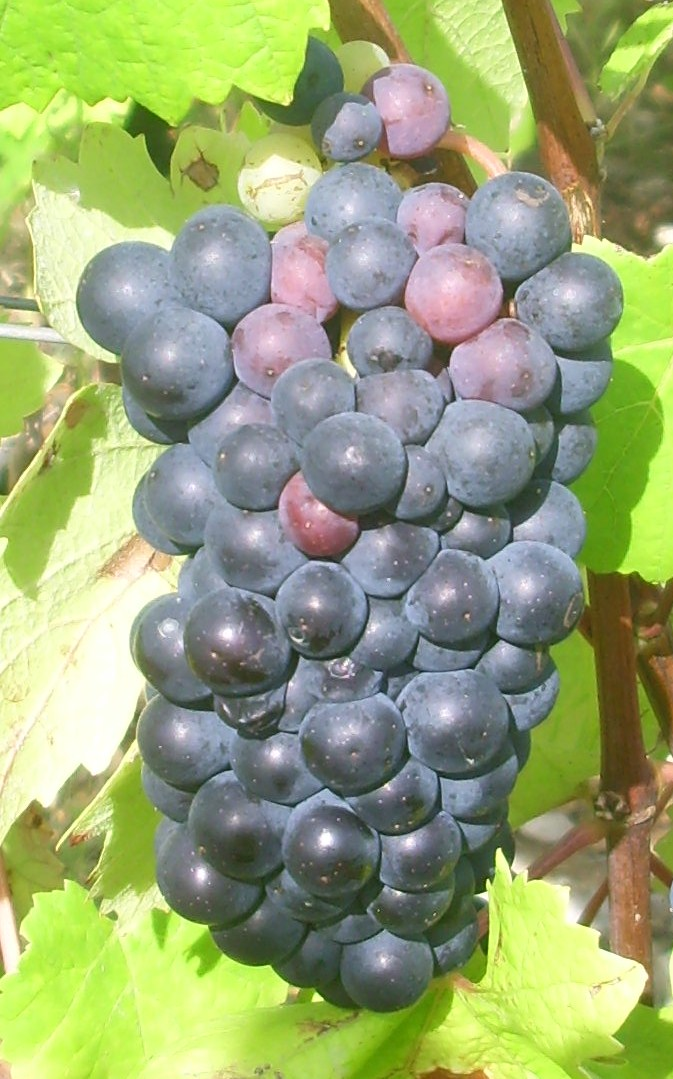
Pinot noir

### Winogrona i składniki moszczu

#### Szypułki
Szypułki to niezdrewniałe części pędu, z których wyrastają winogrona. Składają się z około 80% wody, związków mineralnych (około 3%, z czego połowa to potas) oraz polifenoli. Polifenole składają się głównie z tanin, które są odpowiedzialne za gorzki smak i właściwości ściągające. W produkcji białego wina nie znajdują żadnego zastosowania – ich zawartość wody może niepotrzebnie rozcieńczać moszcz, a obecność tanin nie jest pożądana w tym winie. Dlatego też szypułki oddziela się szybko od owoców przez użycie młynka lub prasy.

#### Jagody

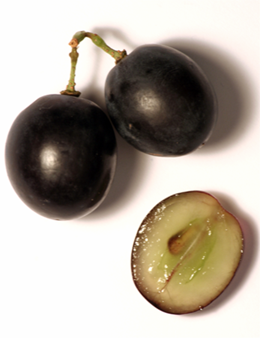
Przekrój jagody winorośli z białym sokiem i wybarwioną skórką

Jagody winorośli składają się ze skórki, miąższu i pestek. Pestki są twarde i tworzą 2–5% masy jagody. Zawierają 25–45% wody, 34–36% węglowodanów, 13–20% tłuszczów (olej z pestek winogron), 4–6% tanin, 4–6,5% białek, 2–4% substancji mineralnych i 1% kwasów tłuszczowych. Nie mają wpływu na wino białe, ponieważ usuwa się je przy zgniataniu, które nie pozwala na wyekstrahowanie z nich czegokolwiek.
Skórka odpowiada za 6–12% masy jagody. Pokryta jest na powierzchni nalotem woskowym, który nadaje matową barwę winogronom i zawiera komórki drożdży przeprowadzające fermentację alkoholową. Skórka zawiera również związki lotne w głębszych warstwach. Odpowiadają za aromat winogron, a także mogą być prekursorami aromatów, które przekształcają się w nie podczas fermentacji. W czerwonych skórkach występują poza tym antocyjany i inne barwniki o różnych odcieniach czerwieni. Przy produkcji białego wina ważne jest, by nie macerować winogron ani nie zgniatać ich zbyt mocno w celu uniknięcia rozpuszczenia antocyjanów w soku. Skórka zawiera dużo celulozy, nierozpuszczalnych pektyn i białek, kwasów organicznych: cytrynowego, jabłkowego, winowego. Skórka sauvignon blanc ma pH około 4,2 i zawiera 2–3% tanin.
Miąższ winogron jest najważniejszą częścią jagody – stanowi 75–85% jej masy. Składa się z dużych, wielobocznych komórek o bardzo cienkich ścianach komórkowych. Już przy niewielkim nacisku uwalniają swoją zawartość. Miąższ zawiera głównie wodę. Do związków organicznych należą cukry fermentujące (170–230 g/l dla win wytrawnych i między 200 a 300 g/l lub nawet więcej w przypadku win słodkich) oraz kwasy organiczne, zwłaszcza kwas jabłkowy i winowy. Kwasy występują w największych ilościach na środku jagody, podczas gdy cukrów więcej jest w peryferyjnych częściach. To nierówne rozmieszczenie cukrów, kwasów i związków nieorganicznych w jagodzie jest wykorzystywane podczas tłoczenia soku, zwłaszcza przy produkcji szampana, kiedy w miarę postępu tego procesu można wyróżnić samociek, moszcz z prasy oraz „dopraskę” (rebêches) o niewystarczającej jakości, by wyrabiać z niej wina spełniające wymagania apelacji.

#### Moszcz
W przypadku wyrobu win białych moszczem jest po prostu sok winogronowy pozyskany z wytłaczania winogron.

#### Cukry

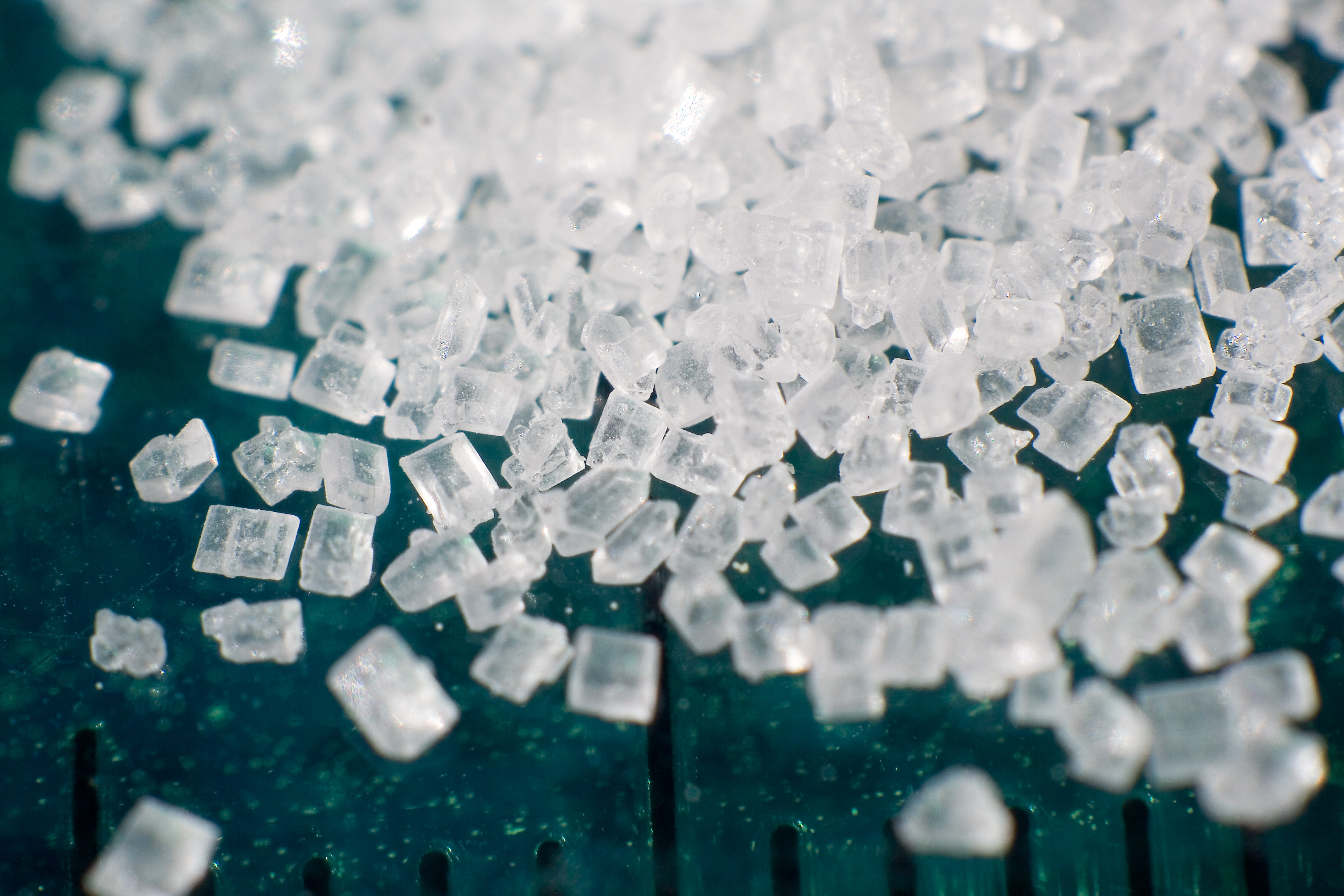
Kryształki sacharozy (cukru używanego w szaptalizacji)

Cukry są węglowodanami pozyskiwanymi w wyniku fotosyntezy. Sacharoza wytworzona głównie w liściach krąży po roślinie i rozkłada się na glukozę i fruktozę gromadzoną w jagodach, co jest charakterystyczne dla dojrzewania winogron. Cukry te są wykorzystywane w warunkach beztlenowych przez drożdże, uwalniając alkohol podczas fermentacji. W celu określenia końca fermentacji, pozostała ilość cukrów fermentujących może zostać zmierzona w próbie Fehlinga (glukoza i fruktoza są cukrami redukującymi, które reagują z kationami miedzi w środowisku zasadowym), metodami enzymatycznymi lub z wykorzystaniem spektroskopii w podczerwieni.
Po wykorzystaniu cukrów fermentujących przez drożdże pozostają cukry niefermentujące (arabinoza, ksyloza) w ilości 0,5–1,7 g/l. Mają one wpływ na smak – łagodzą odczucie kwasowości i paloności alkoholu.

#### Kwasy organiczne

Kwas winowy o konfiguracji L to główny kwas organiczny w winie

Kwasami organicznymi winogron są głównie kwas jabłkowy i winowy. Kwas winowy jest charakterystyczny dla winogron. Powstaje w liściach i zielonych winogronach. Przy osiągnięciu dojrzałości jego zawartość wynosi około 5–7 g/l. Kwas jabłkowy obecny jest w zielonych winogronach i jego udział maleje wraz z postępem dojrzewania, osiągając zawartość 2–7 g/l przy zbiorze. Zakres ten jest zmienia się w zależności od szczepu, terroir – w ciepłym klimacie jego rozkład jest przyśpieszony i zawartość jest mniejsza. Występują również inne kwasy w mniejszej ilości – kwas cytrynowy, askorbinowy, α-ketoglutarowy, fumarowy, galakturonowy, kumarowy etc. Ze względu na ich różną zawartość, pH moszczu może się różnić. Moszcz z białych winogron jest na ogół bardziej kwaśny niż moszcz z winogron czerwonych, ponieważ sporządany jest z winogron o mniejszym stopniu dojrzałości.

#### Witaminy
Witamina C (kwas askorbinowy) jest obecna w winogronach i moszczu w ilości około 50 mg/l. Chroni moszcz przed utlenieniem. We Francji od 1962 dozwolony jest dodatek witaminy C do wina, aby zwiększyć jego stabilność.
Witamina B1 (tiamina) jest obecna w winogronach stężeniu ok. 0,2–0,5 mg/l. Niezbędna jest dla prawidłowego wzrostu drożdży. W moszczu ze zdrowych winogron jej ilość jest wystarczająca, jednak w przypadku późnego zbioru rozkład tej witaminy powoduje, że konieczny jest jej dodatek, aby zapobiec problemom przy fermentacji.

#### Związki mineralne
Moszcz zawiera makroelementy – sód, wapń, potas, magnez. Potas i wapń mogą tworzyć sole z kwasem winowym – wodorowinian potasu i winian wapnia. Po przekroczeniu progu rozpuszczalności przyczyniają się do odkwaszania moszczu. W południowych regionach, gdzie czasem brakuje kwasowości w winie, zjawisko to może pogłębiać ten niedobór.

## Produkcja wina

### Winobranie

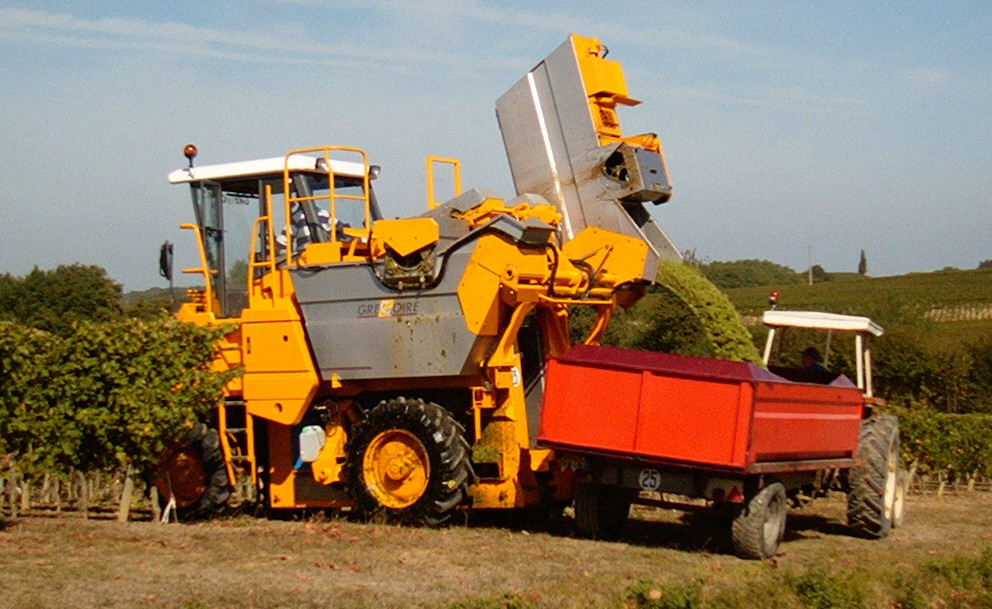
Zebrane maszynowo winogrona przeładowywane na przyczepę

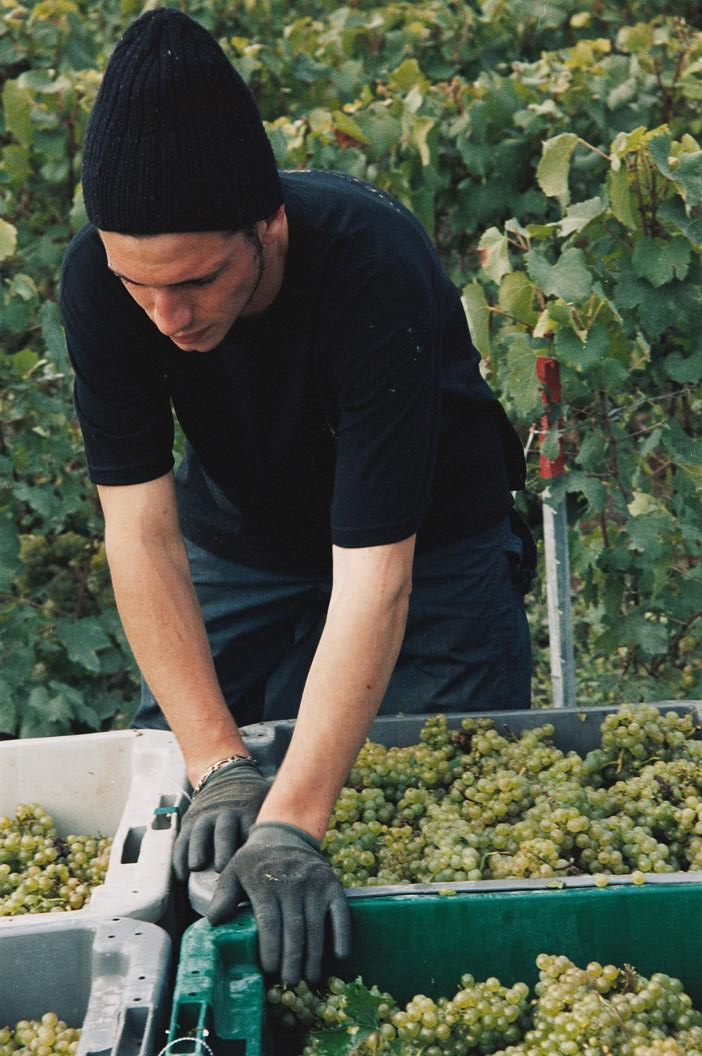
Zbiór ręczny w Szampanii

Stopień pożądanej dojrzałości winogron zależy od wytwarzanego produktu. Dla białych win słodkich, deserowych poziom cukru jest najważniejszym kryterium. W przypadku wina wytrawnego pożądane jest osiągnięcie dojrzałości technologicznej i owoce są zbierane tuż przed (na ogół osiem dni) osiągnięciem „dojrzałości cukrowej”. Wtedy stosunek zawartości cukrów do kwasów jest optymalny. Później kwasowość się obniża i wino końcowe jest niewyważone przez nadmiar alkoholu i brak rześkości. Poza tym aromaty stają się mniej świeże i mniej intensywne.
Tradycyjny ręczny zbiór całych gron jest coraz częściej zastępowany zbiorem maszynowym, co jest bardziej ekonomiczne, ale nie zawsze gwarantuje odpowiednią jakość. Delikatne, zebrane winogrona muszą być albo szybko przetransportowane do winiarni, albo zabezpieczone przed utlenieniem. Jeśli czas transportu jest długi, należy schłodzić zbiory i chronić przed tlenem z powietrza, np. przez użycie azotu lub suchego lodu.
W przypadku niektórych win słodkich wymagany jest ręczny zbiór przez przeszkolonych zbieraczy, którzy zrywają kiści o optymalnym stopniu dojrzałości lub też wybierają te porażone szlachetną pleśnią. W przypadku win musujących zbiór ręczny jest zalecany, a przy winach białych wytwarzanych z winogron o zabarwionych skórkach – wręcz konieczny.
Po zakończeniu zbiorów wyciska się sok z winogron, pozyskując moszcz. Moszcz ulega fermentacji alkoholowej, gdzie cukier przekształca się w alkohol przez działalność drożdży.

### Postępowanie przed fermentacją

#### Mielenie i szypułkowanie

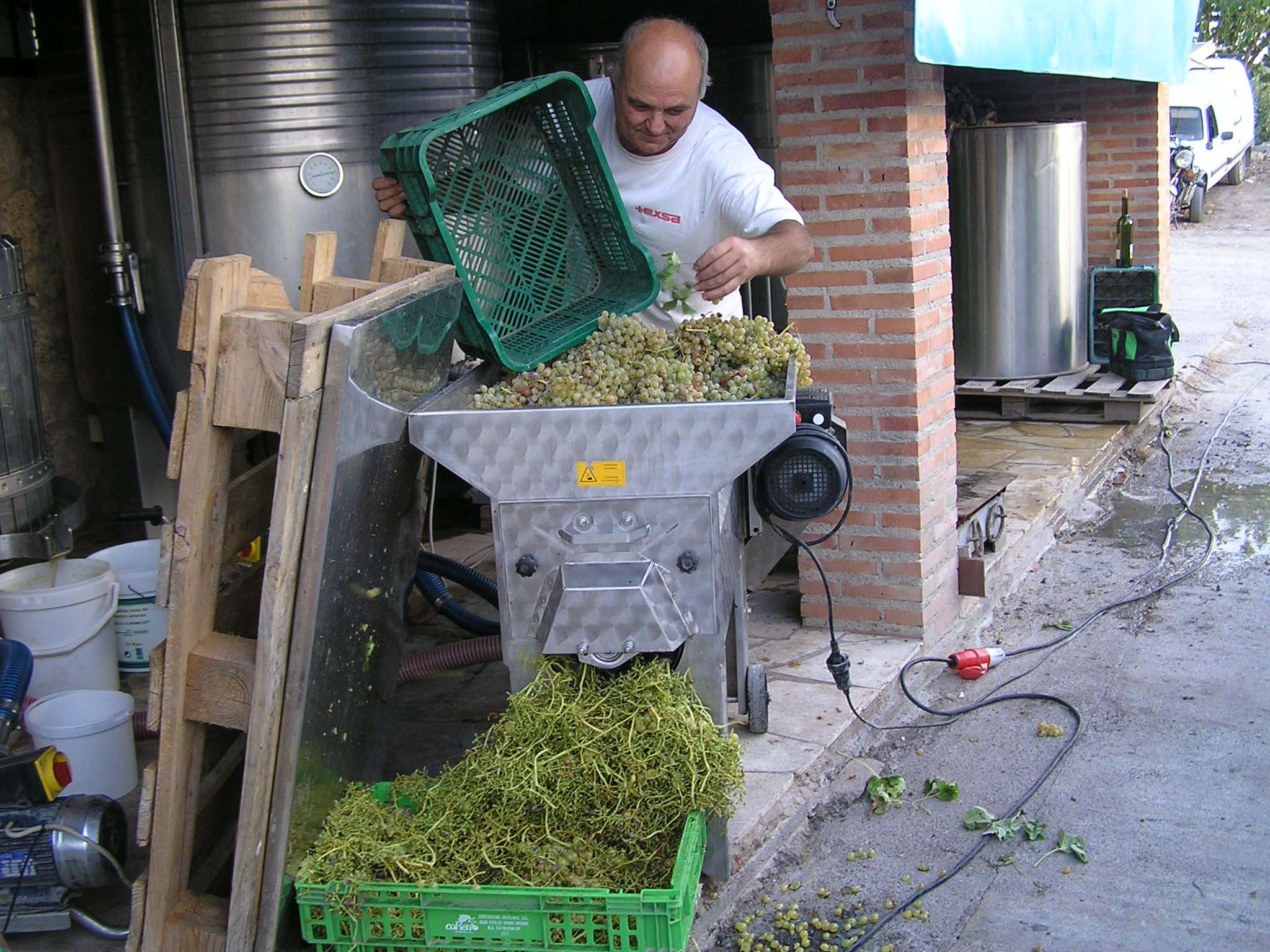
Młynek do miażdżenia owoców i szypułkowania

W pierwszym etapie należy oddzielić składniki moszczu, które chce się zachować, od niepożądanych elementów winogron. Od właściwego przeprowadzenia tego etapu w dużej mierze zależy jakość przyszłego wina. Kiście są mielone i szypułkowane. Umiarkowane mielenie powoduje pękanie winogron i uwalnia w ten sposób sok i miąższ. Nie stosuje się jednak tej praktyki w przypadku wyrobu wina białego z ciemnych winogron, ponieważ takie przedwczesne pęknięcie mogłoby spowodować zabarwienie się moszczu. Szypułkowanie zapobiega przenikaniu do moszczu nieprzyjemnych związków wpływających na smak.
Winiarz może przeprowadzić macerację skórek białych winogron, która odbywa się w obniżonej temperaturze, aby opóźnić fermentację. Technika ta poprawia ekstrakcję różnych aromatów i ich prekursorów zawartych w skórce. Zmniejsza się kwasowość, podobnie jak udział związków tworzących układy koloidowe (dużych cząsteczek jak pektyny) oraz potencjał starzenia. Technika ta wymaga dokładnego odszypułkowania gron, umiarkowanego mielenia i siarkowania, aby uchronić moszcz przed utlenieniem. Długość maceracji (dla win białych na ogół 5–18 godzin w 18 °C) zależy od szczepu, temperatury, dojrzałości winogron i jakości terroir.

#### Tłoczenie

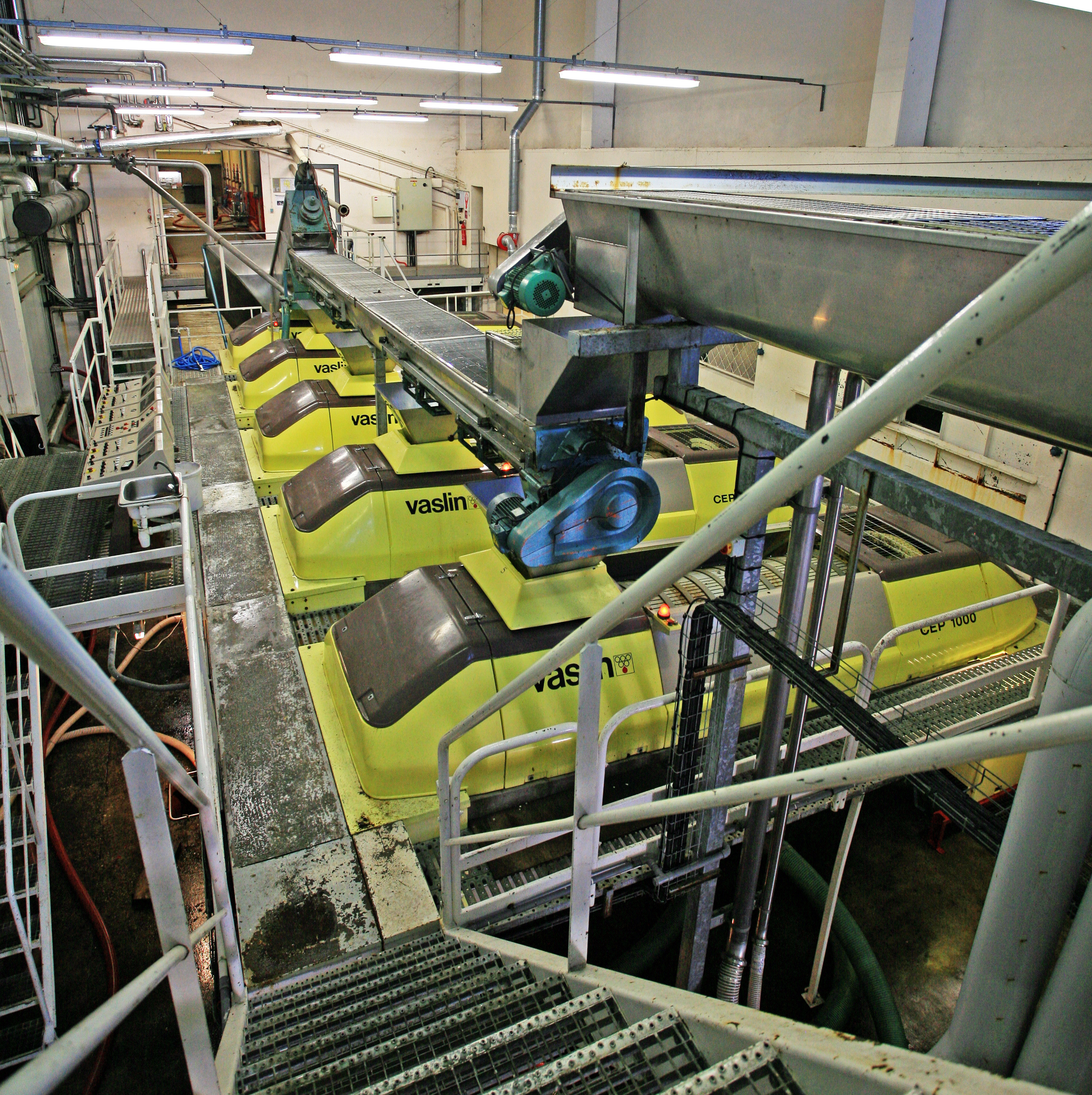
Prasa winiarska

Winogrona są następnie tłoczone. Typ stosowanej prasy winiarskiej ma również wpływ na jakość końcowego wina. Od lat 80. XX w. prasy pneumatyczne uprawniły przerób winogron, nie dopuszczając szkodliwego powietrza i pozwalając na dokładną kontrolę wyciskania soku. Samociek jest sokiem, który naturalnie wypływa z pękniętych winogron pod ich własnym ciężarem przed zastosowaniem nacisku prasy. Mielenie zwiększa jego ilość i przynosi korzyści ekonomiczne, pozwalając na wytłaczanie większej ilości winogron w tym samym czasie. Moszcz z prasy jest frakcją, która wypływa w wyniku tłoczenia winogron. Jest bogaty w aromaty, związki tworzące koloidy oraz związki fenolowe. Odzwierciedlają się w nim zarówno zalety, jak i wady winogron, np. zapach grzybów z zepsutych winogron czy aromaty warzywne wynikające z przedwczesnego zbioru. Decyzja, czy mieszać samociek z moszczem z prasy zależy od stanu winogron, sposobu tłoczenia oraz stylu wina, który chce się wyprodukować. Prawie wszystkie najwyższej jakości wina białe są produkowane wyłącznie z samocieku.

#### Klarowanie moszczu
Wytłoczony moszcz zawiera fragmenty skórek, szypułek, miąższu i inne zewnętrzne zanieczyszczenia. Samoczynne klarowanie moszczu polega na osadzaniu się zanieczyszczeń na dnie zbiornika przez 8–12 godzin (sedymentacja). Następnie moszcz zlewa się znad osadu (dekantacja). W procesie tym należy unikać dostępu powietrza. Zabieg ten ułatwia dodatek enzymów pektolitycznych, które rozkładają pektyny odpowiadające za lepkość soku. Dzięki temu osiadanie osadu następuje szybciej. Chłodzenie moszczu jest konieczne – jeśli rozpocznie się fermentacja, uwalniające się pęcherzyki CO
2 wzburzą osad.
Moszcz można również klarować z zastosowaniem wirówek, dzięki którym można się pozbyć dużych cząstek, ale nie osiąga się wysokiego poziomu klarowności. Klarowanie z zastosowaniem flotacji polega na przepuszczaniu gazu przez spód kadzi. Powoduje to powstawanie bąbelek, które ciągną ze sobą cząstki zanieczyszczeń aż na powierzchnię, skąd się je usuwa. Filtracja z użyciem próżniowego filtra obrotowego jest stosunkowo powolna, ale efektywna. Stosowana jest często do pozyskania klarownego moszczu, który wcześniej był oczyszczany za pomocą wirówek.
Aby przyśpieszyć sedymentację, można zastosować bentonit. Żelatynę stosuje się do flokulacji zawieszonych tanin. Jako że często nadają one gorycz, ich usunięcie jest na ogół korzystne dla białego wina. Poliwinylopolipirolidon (PVPP) pozwala na związanie polifenoli i ich eliminację. Odpowiadają one za brunatnienie wina i ich usunięcie przyczynia się do zwiększenia stabilności przyszłego trunku.
Nie zawsze osad z moszczu jest natychmiast usuwany. Winiarz może wzburzać osad przez kilka dni w niskiej temperaturze zanim go usunie powyższymi metodami. Pozwala to wzbogacić moszcz o prekursory aromatów pochodzenia tiolowego (marakuja, cytrusy), które naturalnie są słabo rozpuszczalne. Technika ta jest używana zwłaszcza do szczepów takich jak sauvignon i colombard

Pięć etapów winifikacji muszkatela
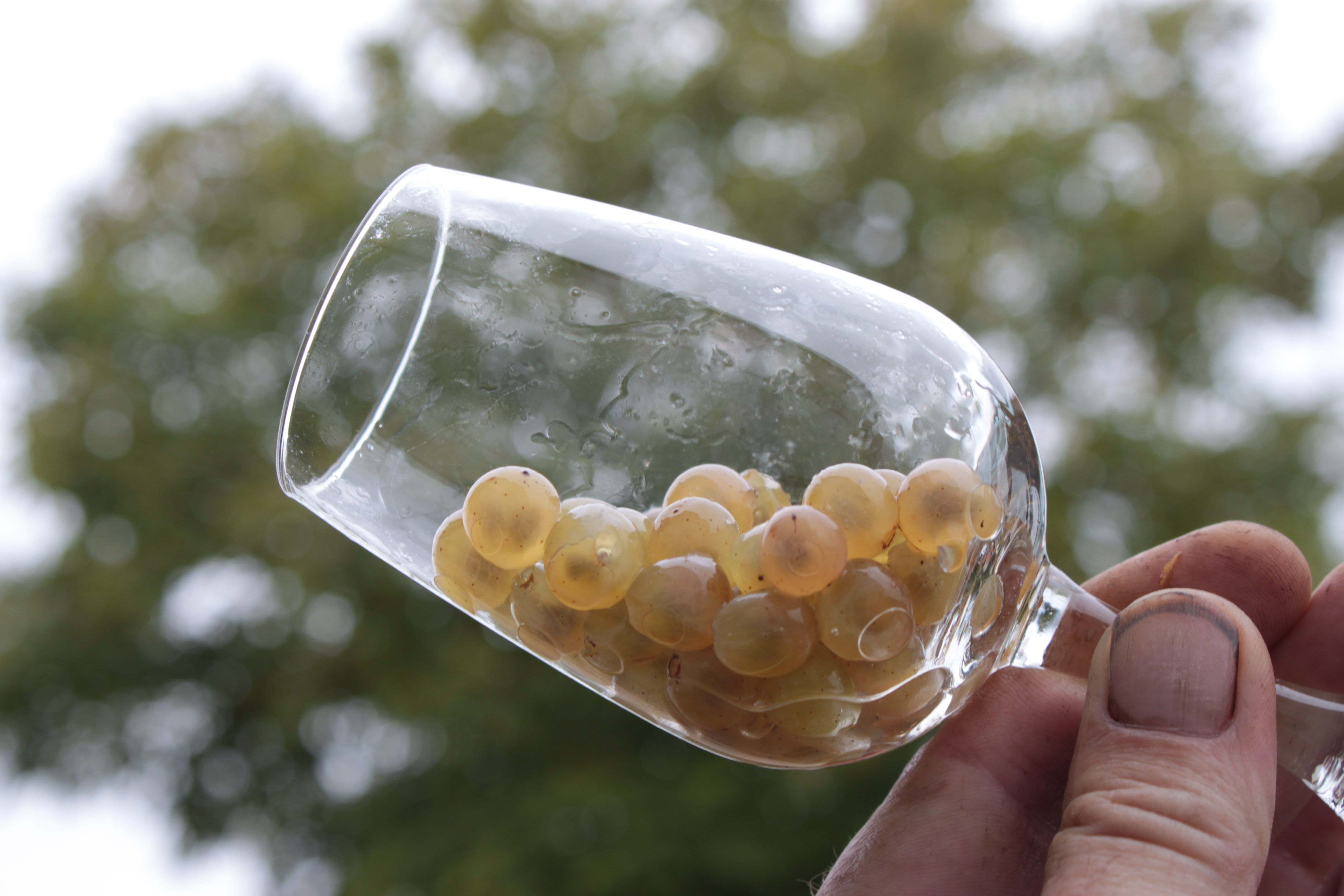
Etap 1 winogrona
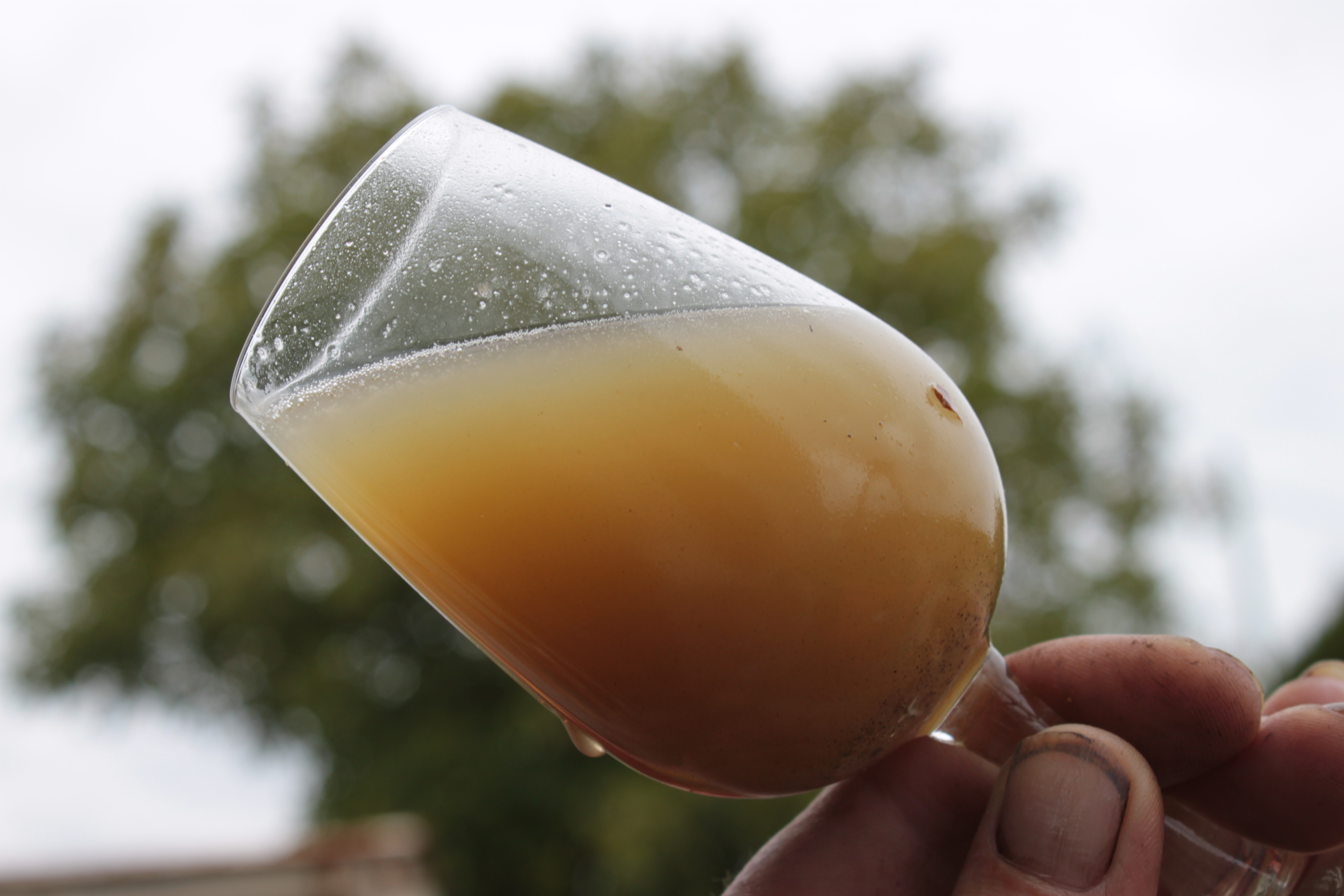
Etap 2 sok z winogron
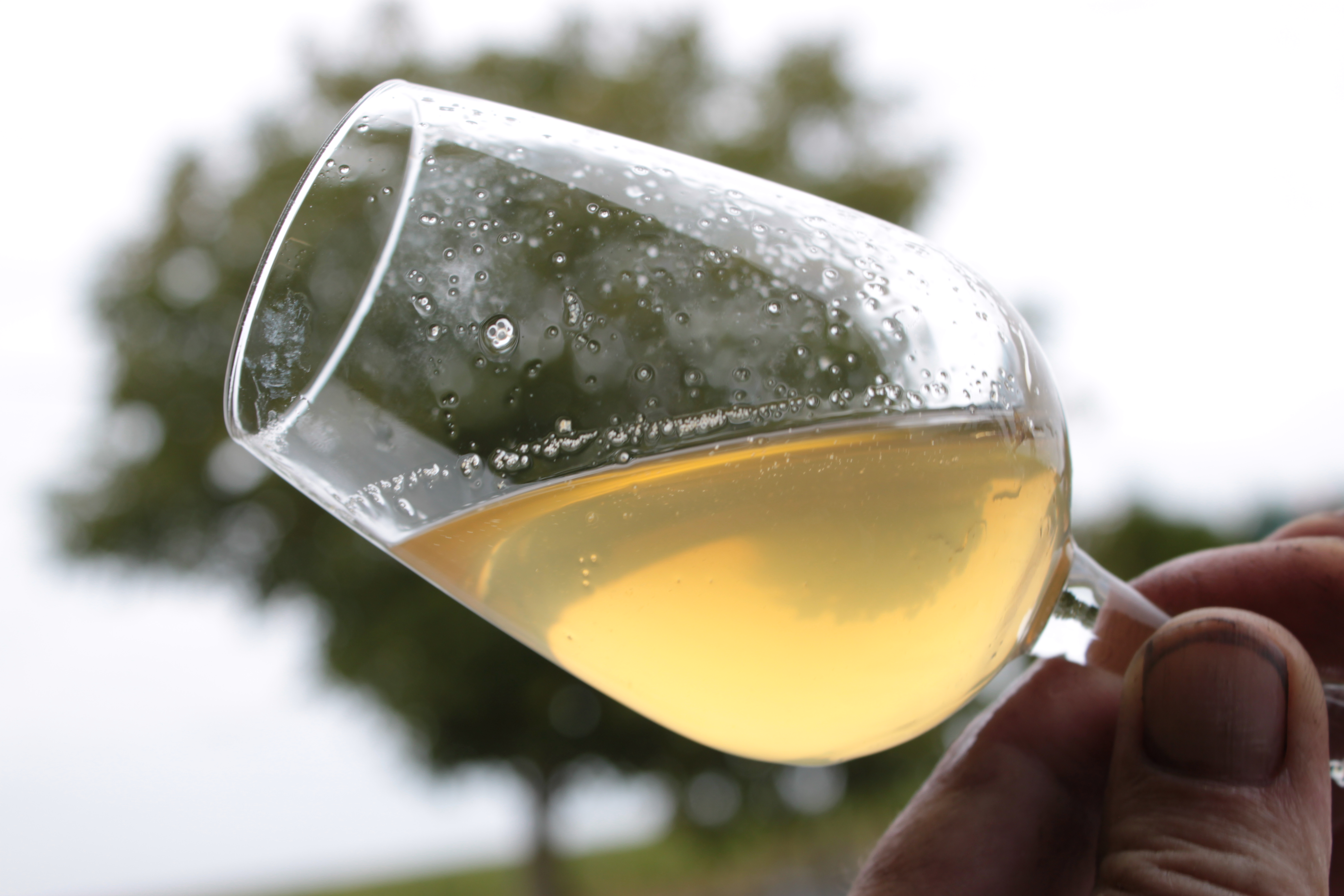
Etap 3 sok filtrowany, niesklarowany
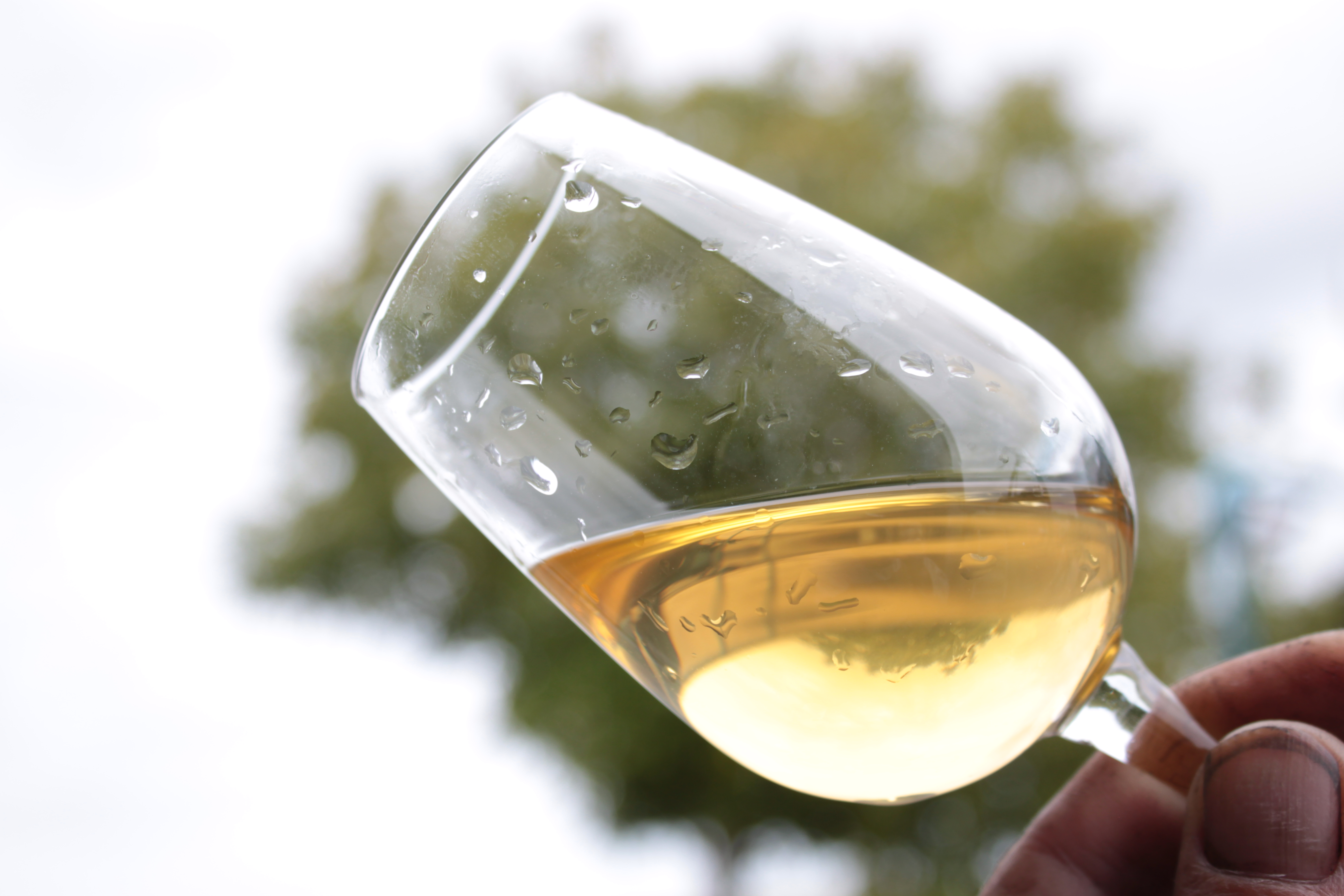
Etap 4 sok filtrowany, sklarowany
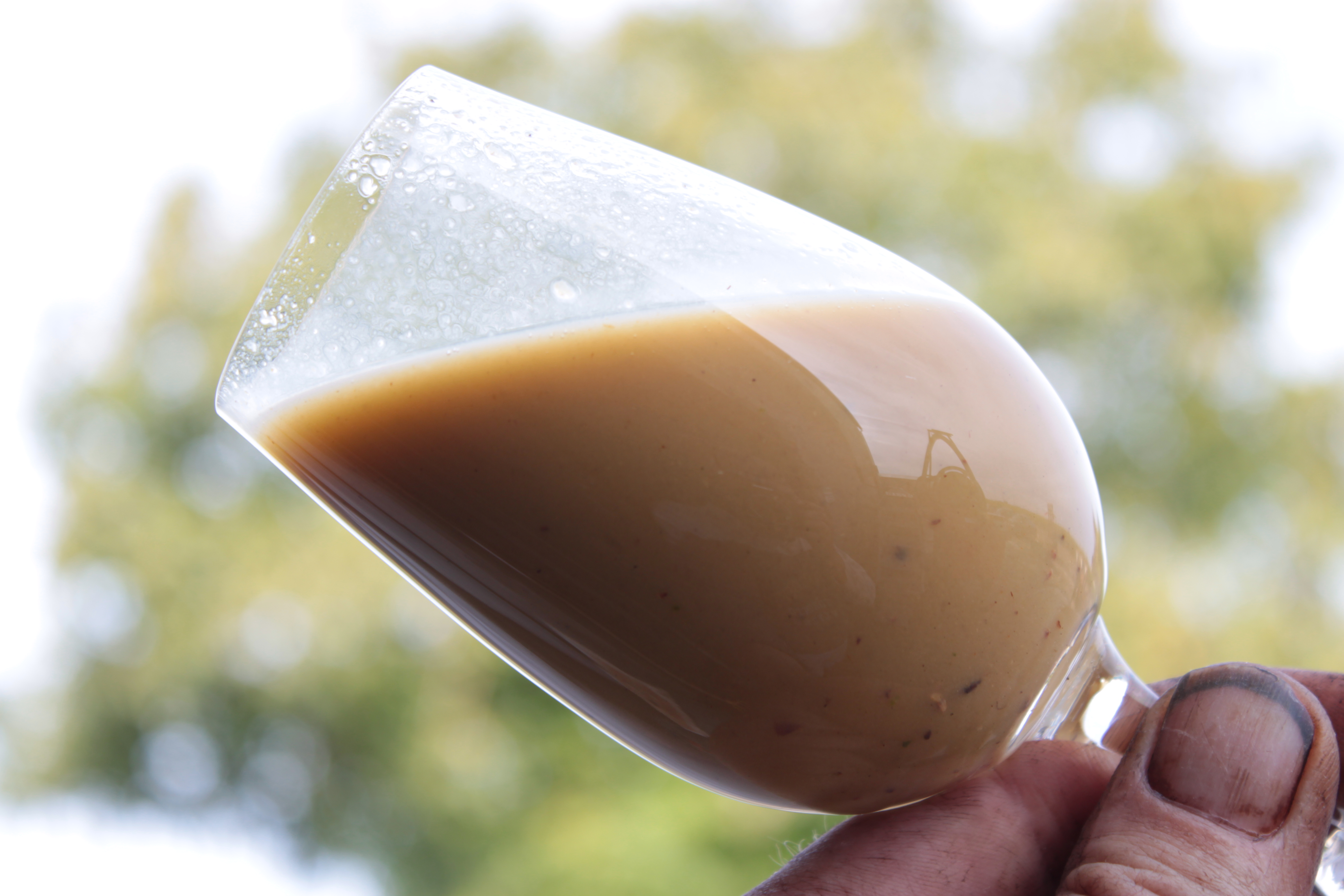
Etap 5 osad z moszczu do filtracji

### Fermentacja

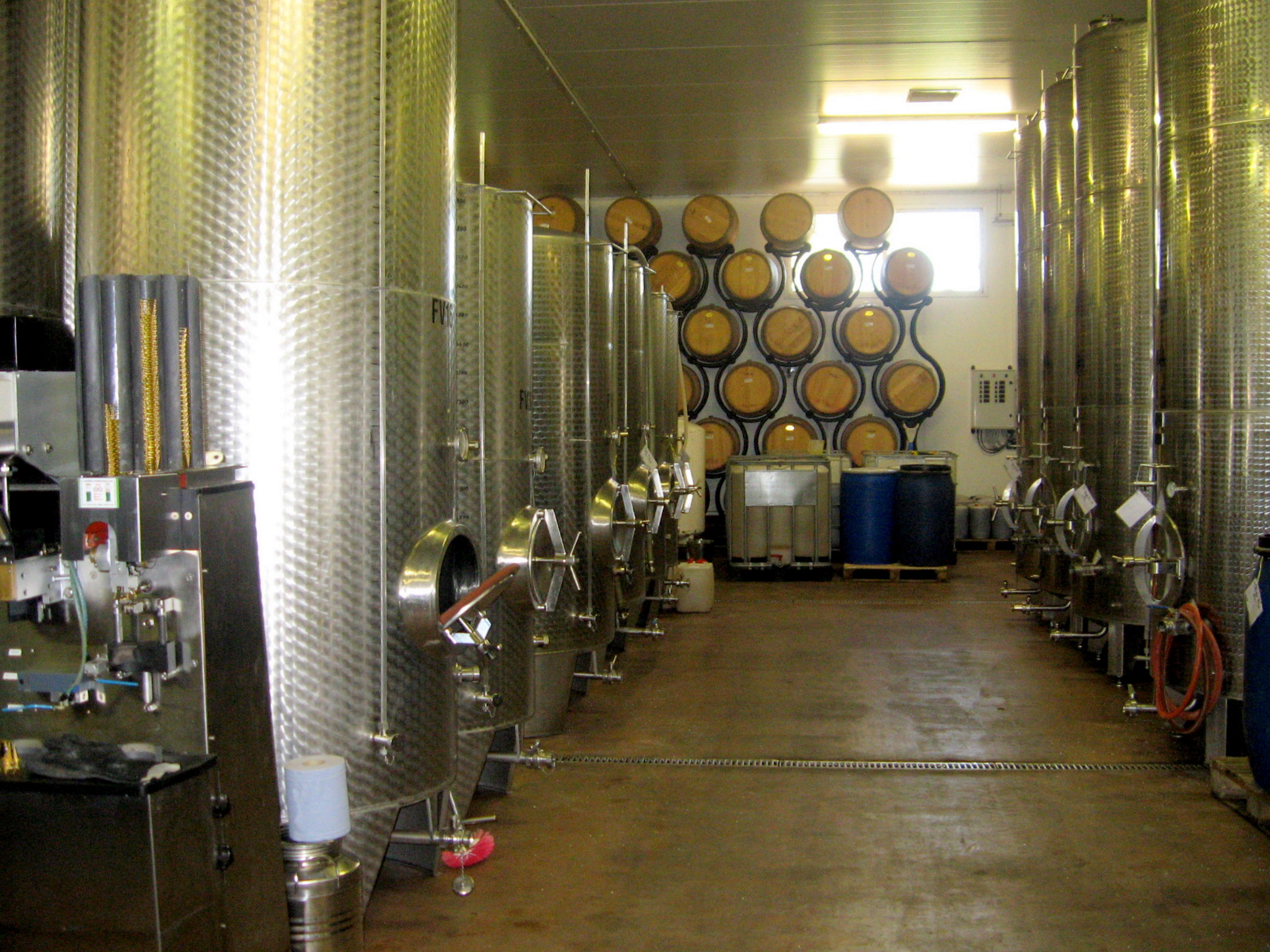
Fermentacja w kadziach ze stali nierdzewnej w Wielkiej Brytanii

Moszcz jest następnie przenoszony do kadzi, gdzie ulega fermentacji alkoholowej. Dla dużych kadzi niezbędne są mechanizmy kontroli temperatury, która zazwyczaj wynosi około 18 °C. W Nowym Świecie winiarze fermentują na ogół w niższych temperaturach rzędu 12–17 °C, co sprawdza się w przypadku szczepów bardzo aromatycznych.
Fermentacja rozpoczyna się spontanicznie przez działalność naturalnych drożdży na winogronach. Winiarz może także zdecydować się na użycie suchych drożdży aktywnych dostępnych w handlu. Mogą one wydobyć charakterystyczne cechy szczepu lub zastosowanej metody produkcji. W przypadku wytrawnego białego wina fermentacja przebiega aż do wyczerpania cukrów. Wtedy wino się zlewa znad osadu drożdżowego. Podczas fermentacji w beczce temperatura przekracza często 20 °C, a nawet 25 °C.
Po fermentacji wino może także ulegać fermentacji jabłkowo-mlekowej. Fermentację tę przeprowadzają bakterie mlekowe, zmniejszając kwasowość wina. Przekształcają kwas jabłkowy w łagodniejszy kwas mlekowy. Dzięki temu zmniejsza się ostra kwasowość wina, jednak proces ten nie zawsze jest pożądany w cieplejszych regionach, gdzie poziomy kwasowości mogą być niewystarczające dla osiągnięcia odpowiedniej rześkości.
W przypadku słodkich win fermentacja alkoholowa jest zatrzymywana przed końcem, aby zachować część cukru. Można to osiągnąć przez dodatek alkoholu (wzmacnianie), siarkowanie, silne schłodzenie, mikrofiltrację lub kombinację kilku metod. W przypadku najsłodszych win deserowych fermentacja może się zatrzymać spontanicznie przez nadmiar alkoholu i cukru. Fermentacja jabłkowo-mlekowa jest niepożądana w winach słodkich, ponieważ pozbawia wino kwasowości, rześkości i owocowości.
Winifikacja w warunkach redukcyjnych jest stosowana szczególnie często w Australii i Nowej Zelandii. Pozwala na uzyskanie bardzo aromatycznych win i daje dobre rezultaty przy użyciu aromatycznych szczepów takich jak sauvignon blanc, colombard, riesling. Ogranicza przedwczesne utlenienie moszczu lub wina. Użycie gazów inertnych jak CO
2 izoluje winogrona od tlenu z powietrza, a obniżenie temperatury hamuje aktywność enzymów utleniających, zwłaszcza tyrozynazy, naturalnego enzymu winogron, oraz lakazy, enzymu produkowanego przez szarą pleśń, bardzo aktywnego w utlenianiu. Obecności lakazy można uniknąć, przebierając wcześniej winogrona. Silne ograniczenie ilości polifenoli w winie przez redukowanie czasu, który upływa między zbiorem a tłoczeniem pozwala na ochronę bardzo jasnych win przed żółknięciem.

### Dojrzewanie

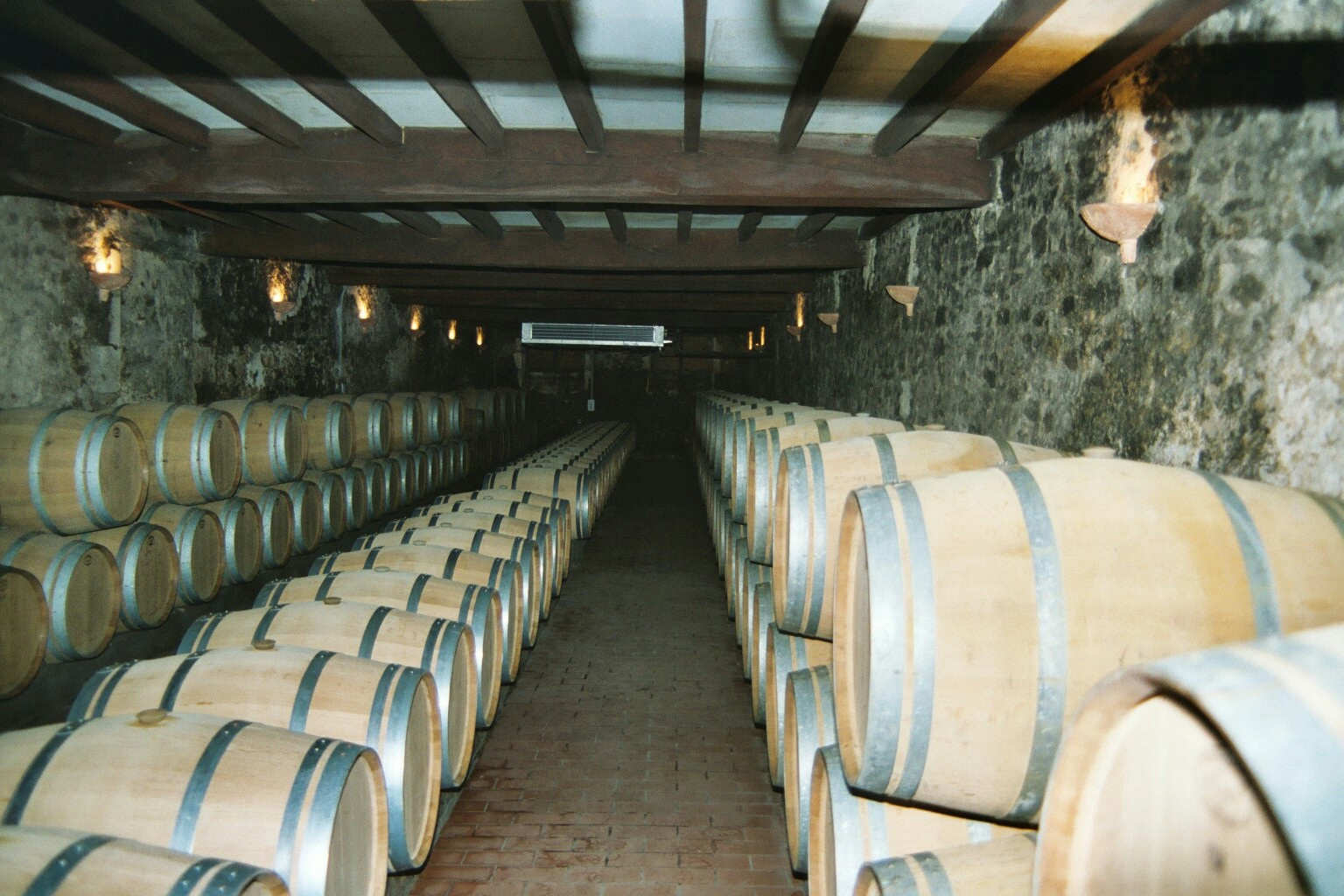
Piwnica z dojrzewającym słodkim winem sauternes

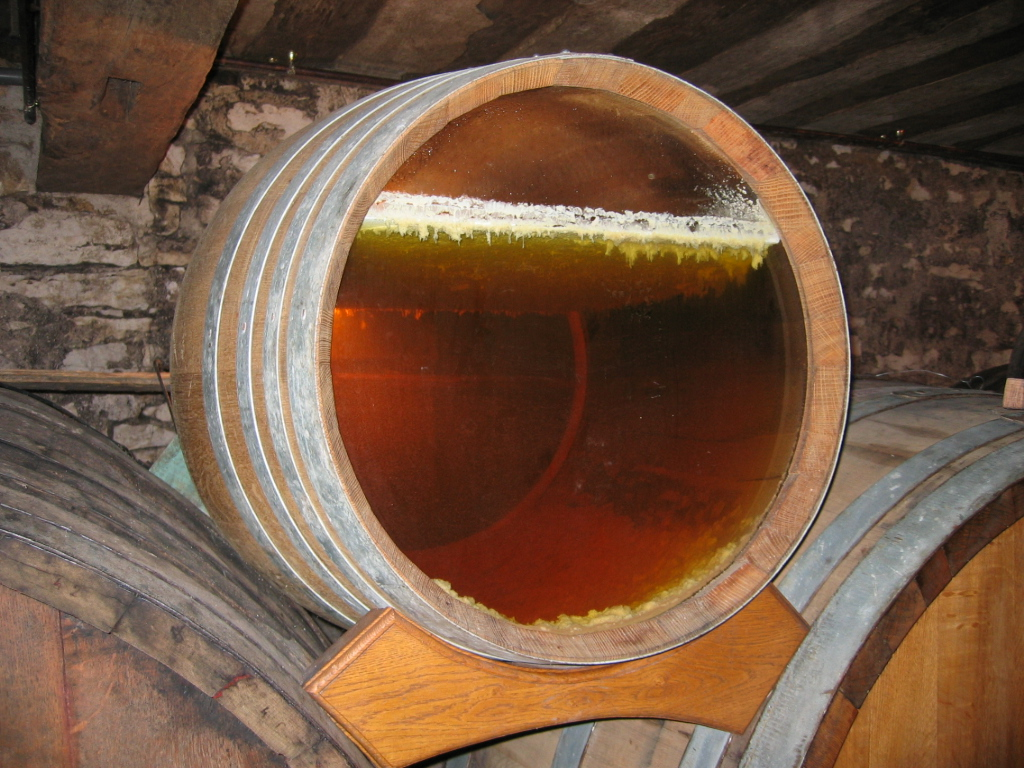
Dojrzewanie szczególnego rodzaju wina, tzw. żółtego wina (vin jaune), pod warstwą drożdży

Tuż po fermentacji lub jeszcze w jej końcowej fazie dokonuje się pierwszego obciągu wina (zlewania znad osadu drożdżowego). Kolejny obciąg można opóźnić, jeśli stosuje się dojrzewanie nad osadem drożdży (fr. élevage sur lies fines lub po prostu sur lie). Martwe komórki drożdży, które tworzą ten osad, ulegają degradacji (autolizie). Dzięki produktom autolizy wino staje się pełniejsze w smaku, „tłuste” i bogatsze aromatycznie. Osad powinien być mieszany (bâtonnage), aby drożdże były zawieszone w winie. Przy nieumiejętnym przeprowadzeniu tego zabiegu istnieje ryzyko wady wina w postaci tzw. zapachów redukcyjnych ze względu na aktywność reduktazy siarczynowej drożdży. Dojrzewanie nad osadem może przebiegać w kadzi (jak w przypadku wina muszkatołowego), w beczkach (jak to ma miejsce w burgundach i często w przypadku chardonnay) lub też w butelkach (jak w szampanie).
Im dłużej trwa ten okres sedymentacji i klarowania wina, tym mniej zabiegów czyszczących będzie ono wymagało później. Młode wina typu nouveau (vin primeur) dojrzewają kilka tygodni, podczas gdy większość kwasowych win białych oraz białych i czerwonych win komercyjnych rozlewa się pierwszej wiosny po winobraniu.
Wino może dojrzewać w beczkach. Jest do nich przenoszone po fermentacji, ale sama fermentacja może również być prowadzona w beczkach. Beczki mają podwójną rolę – aromatyzują wino zapachami tostowymi, maślanymi, waniliowymi, ale także pozwalają na przedostawanie się niewielkich ilości tlenu przez ściany. Tlen ten bierze udział w polimeryzacji składników wina, czyniąc je mniej agresywnym i bardziej wyważonym.

### Kupażowanie
Kupażowanie polega na mieszaniu różnych win w celu otrzymania mieszanki (cuvée) o pożądanych cechach. Może to dotyczyć mieszania różnych szczepów (jak w przypadku win z apelacji Bordeaux lub Langwedocji-Roussillon), ale również może to być mieszanie zarówno szczepów, jak i roczników (w przypadku szampana).
Kupażowanie może być czysto ilościowe, kiedy różne mieszanki są łączone ze sobą dla osiągnięcia pożądanej objętości, lub też jakościowe, kiedy określa się ilość każdego z win do mieszania, aby uzyskać optymalną jakość końcowego wina.

### Klarowanie i stabilizowanie wina

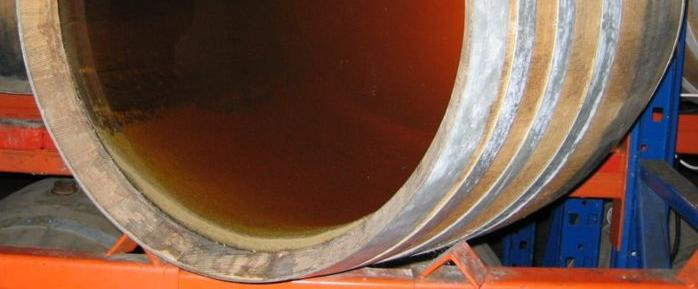
Osad drożdżowy na dnie beczki

Klarowanie wina polega na usuwaniu nierozpuszczalnych cząstek zawieszonych w wodno-alkoholowym roztworze, jakim jest wino. Klarowanie odbywa się samoczynnie przez sedymentację, kiedy to osad z czasem zbiera się na dnie, ale może być przyśpieszone przez użycie środków klarujących. Klarowanie wina poprawia stabilizację fizykochemiczną i mikrobiologiczną wina oraz zapobiega wytrącaniu się składników wina po rozlewie.
Jako środki klarujące stosuje się m.in.:
- bentonit (usuwanie białek);
- białka – żelatyna, karuk, kazeina, albuminy jaj (usuwanie tanin);
- węgiel aktywny (niespecyficzny adsorbent);
- syntetyczne polimery – PVPP (usuwanie związków fenolowych);
- żel krzemionkowy (usuwanie białek);
- taniny (wspomaganie działania środków klarujących o dodatnim ładunku);
- czynniki chelatujące (usuwanie żelaza i miedzi)[91].

Środki klarujące działają na zasadzie interakcji ładunków elektrycznych, tworzenia wiązań, absorpcji lub adsorpcji. W winie białym szczególne znacznie mają białka i kwas winowy. Niestabilne białka w gotowym czerwonym winie zwykle nie są problemem, ponieważ ze względu na stosunkowo duże stężenie związków fenolowych są one strącane znacznie wcześniej, na długo przed rozlewem. Niektóre szczepy jak muskatel, sauvignon black często zawierają wyższe stężenia niestabilnych białek.
Z czasem kwas winowy tworzy z potasem wodorowinian potasu w formie kryształków na dnie butelki (tzw. winny kamień). Zjawisko to jest zupełnie naturalne, ale wielu producentów stara się mu zapobiegać, ponieważ nieuświadomieni sprzedawcy i konsumenci postrzegają to za wadę. Dlatego też wina komercyjne są schładzane, aby wytrącić je przed rozlewem.

### Siarkowanie
Siarkowanie stosuje się w winiarstwie na wielu etapach produkcji, od zbioru winogron po butelkowanie. Pozytywne działanie dwutlenku siarki polega na:
- hamowaniu aktywności enzymów utleniających (zwłaszcza tyrozynazy, lakazy);
- zapobieganiu rozwojowi niepożądanych mikroorganizmów w moszczu i winie (drożdże są bardziej odporne na SO
2 od bakterii, a szlachetne drożdże Saccharomyces od dzikich);
- wiązaniu aldehydu octowego powstałego w wyniku utleniania się etanolu podczas dojrzewania[93].

Takie działanie wykazuje jedynie wolny, cząsteczkowy SO
2, tymczasem część dodanego SO
2 wiąże się z innymi substancjami, a reszta w roztworze wodnym przechodzi częściowo w aniony wodorosiarczynowe (SO−
3) i siarczynowe (SO2−
3). Im niższe jest pH, tym wyższy jest udział aktywnych cząsteczek SO
2. Nadmiar SO
2 również niekorzystnie wpływa na właściwości sensoryczne wina, a jego maksymalne stężenie jest regulowane przepisami.
Najwygodniejszym sposobem siarkowania na niewielką skalę jest dodawanie pirosiarczynu potasu w formie proszku lub roztworu. Do innych sposobów siarkowania należy spalanie siarki wewnątrz beczki lub kadzi, a także używanie butli ze sprężonym dwutlenkiem siarki.

### Filtracja
Szybsze od środków klarujących, choć czasami bardziej brutalne, jest zastosowanie filtracji. W jej wyniku usuwane są drobne cząstki zawieszone w winie, a nawet mikroorganizmy. W celu filtracji stosuje się m.in. ziemię okrzemkową, filtry kartonowe, membranowe, krzyżowe.

### Rozlew
Rozlewu dokonuje się do pojemników, w których wino będzie sprzedawane. Niegdyś wino przechowywano w beczkach, z których nalewano klientom wino do naczyń. Pojawienie się szklanej butelki zrewolucjonizowało świat wina. Brak konieczności przelewania, a przez to kontaktu z tlenem z powietrza przyniosło poprawę jego jakości. Do innych opakowań spotykanych dzisiaj należą opakowania kartonowe Tetra Pak, butelki PET, puszki, opakowania typu bag-in-box.

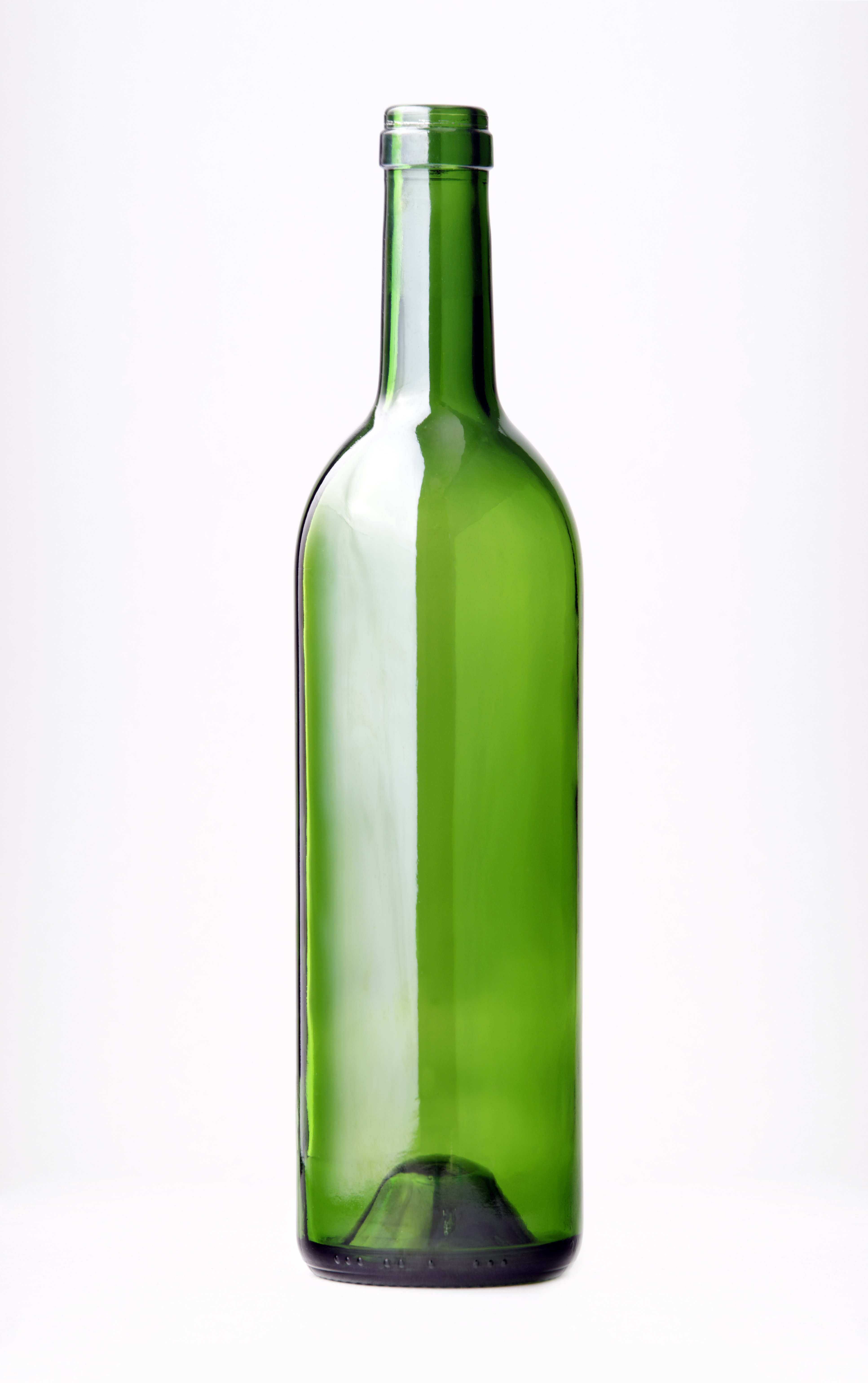
Tradycyjna butelka do wina
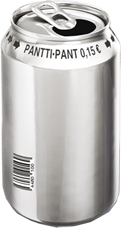
Wino z powodzeniem można przechowywać w aluminiowej puszce
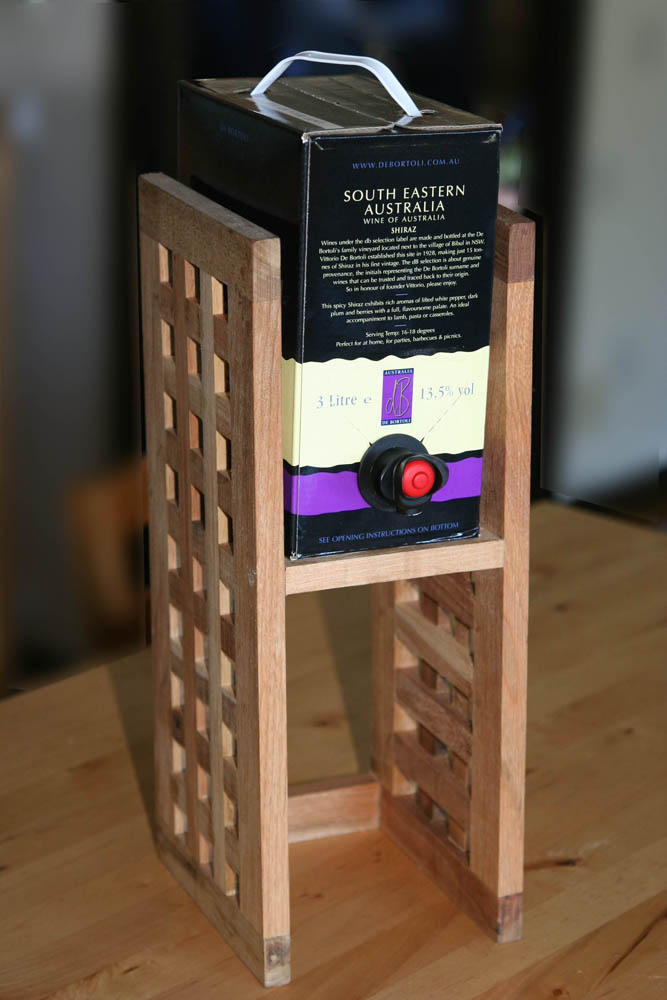
Wino australijskie w opakowaniu bag-in-box
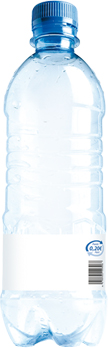
Butelka PET

Butelka do wina może przybierać wiele różnych kształtów. Butelki przechowujące wina musujące mają charakterystyczną cechę – z powodu ciśnienia, jakie w nich panuje, są wykonane z dość grubego szkła. Wiele butelek do wina białego ma bardziej smukły kształt niż te używane do wina czerwonego.

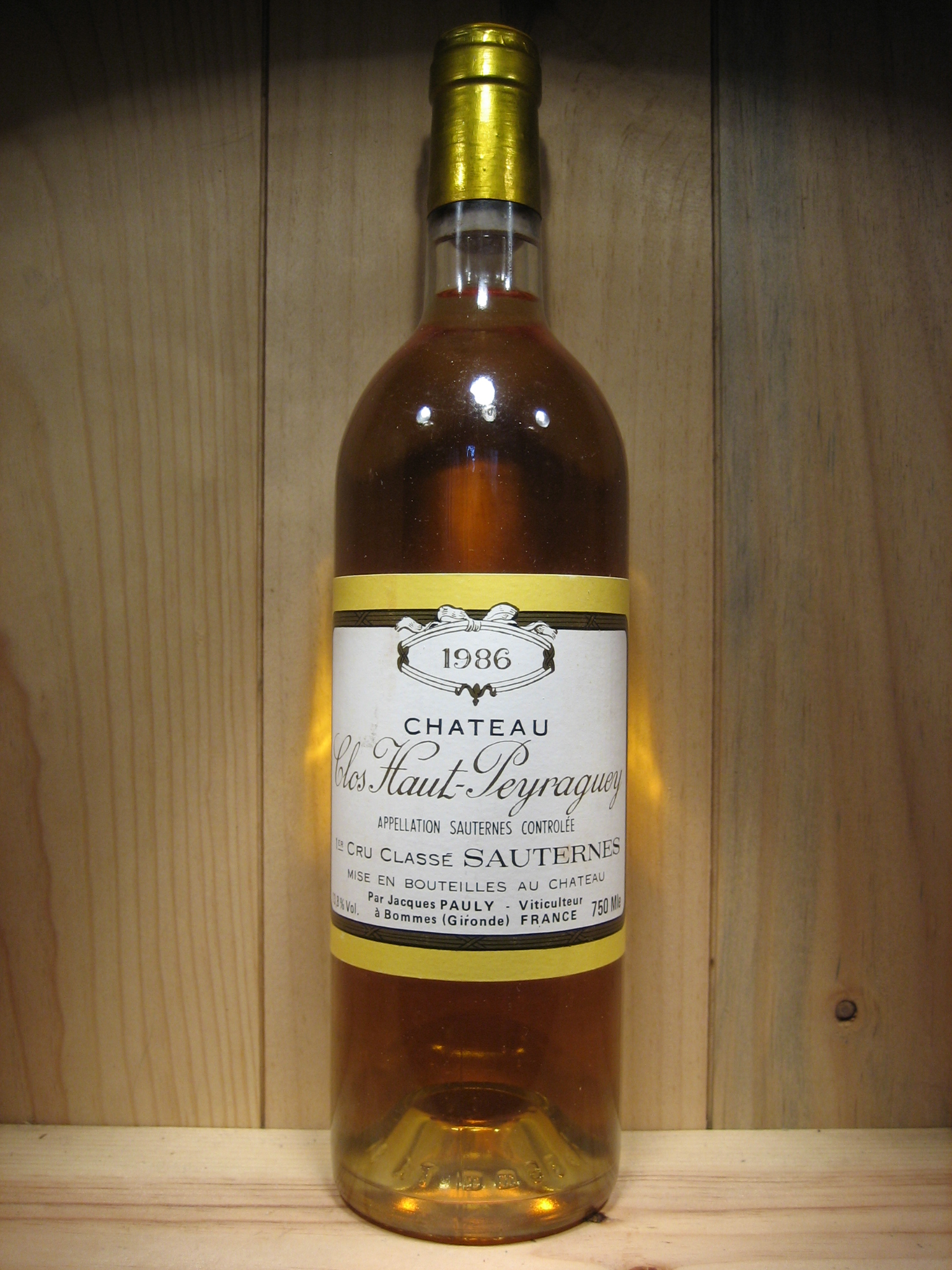
Butelka wina z Bordeaux
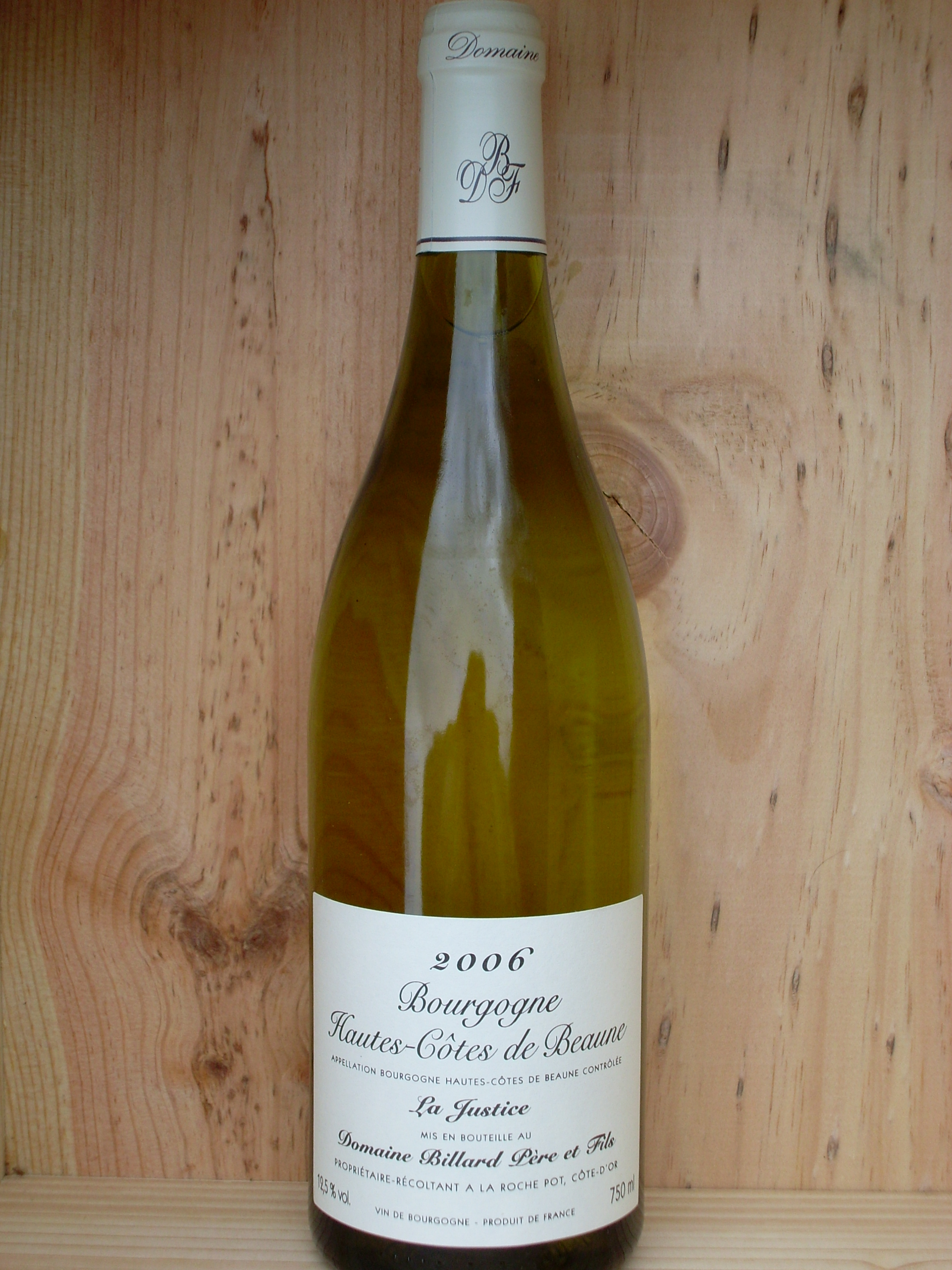
Butelka wina z Burgundii
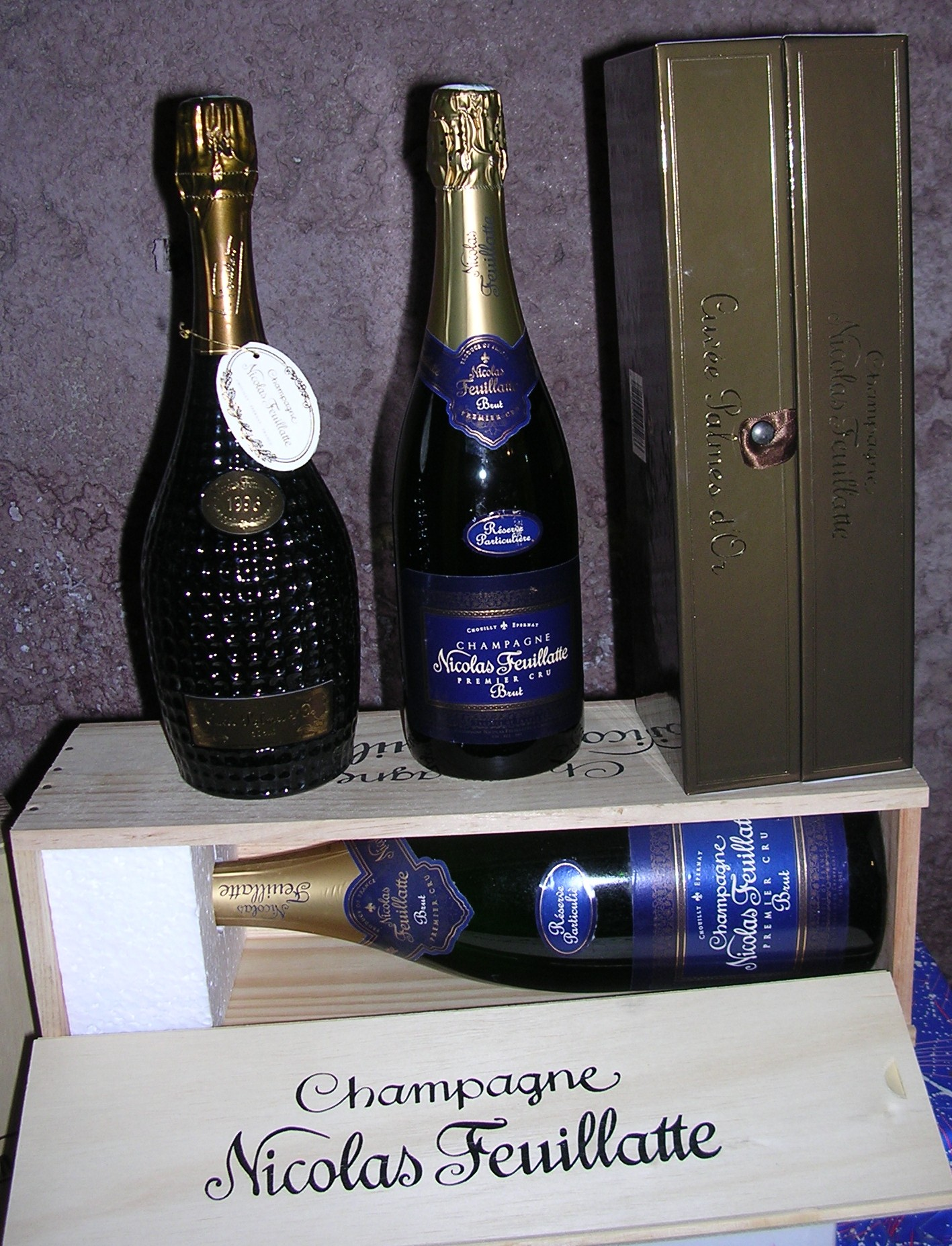
Butelki szampana
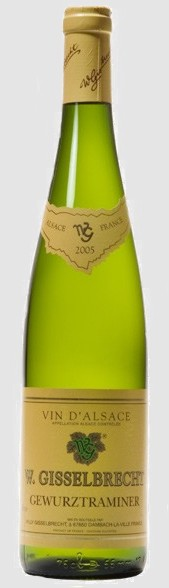
Butelka wina z Alzacji
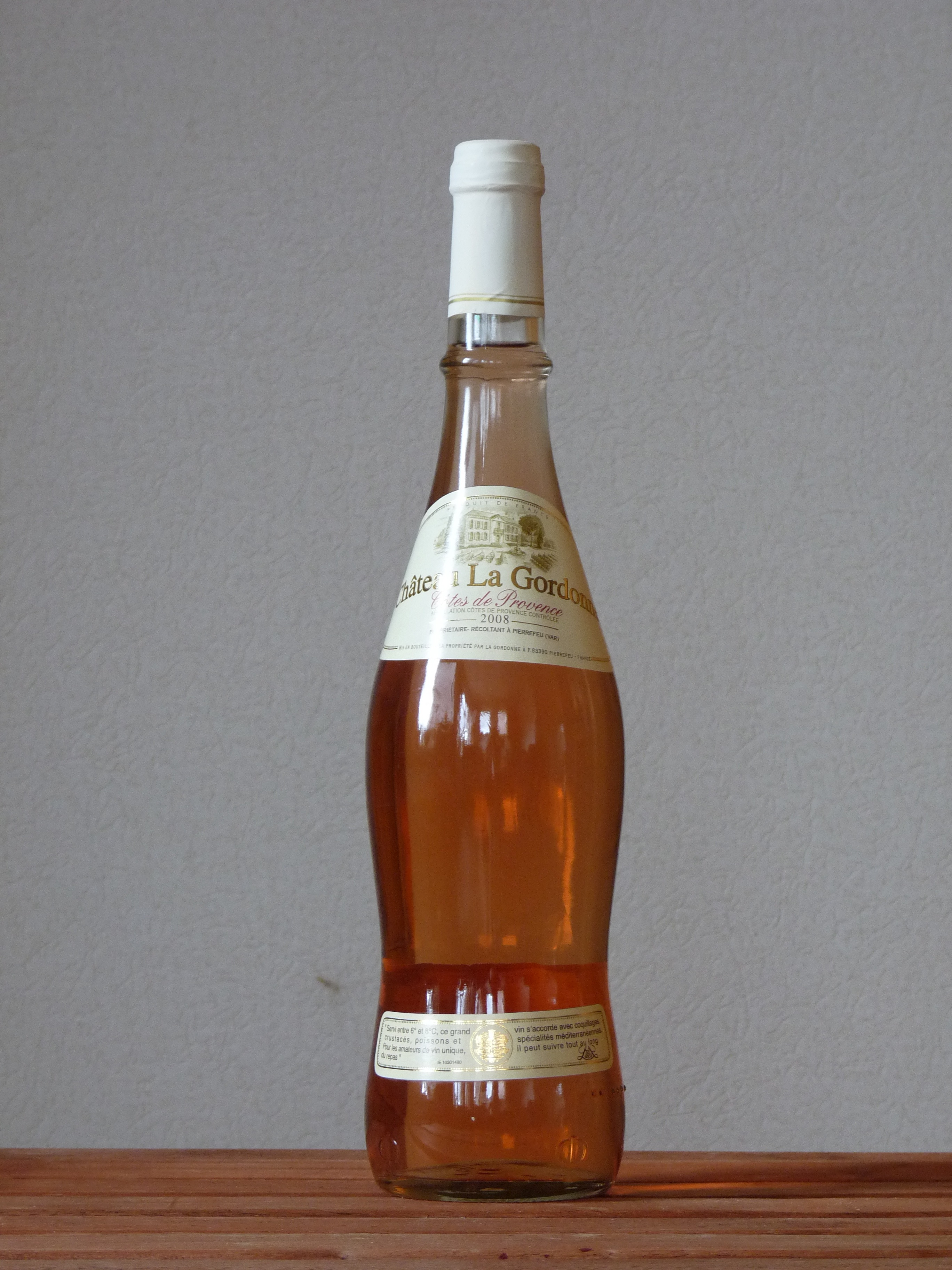
Butelka wina z Prowansji
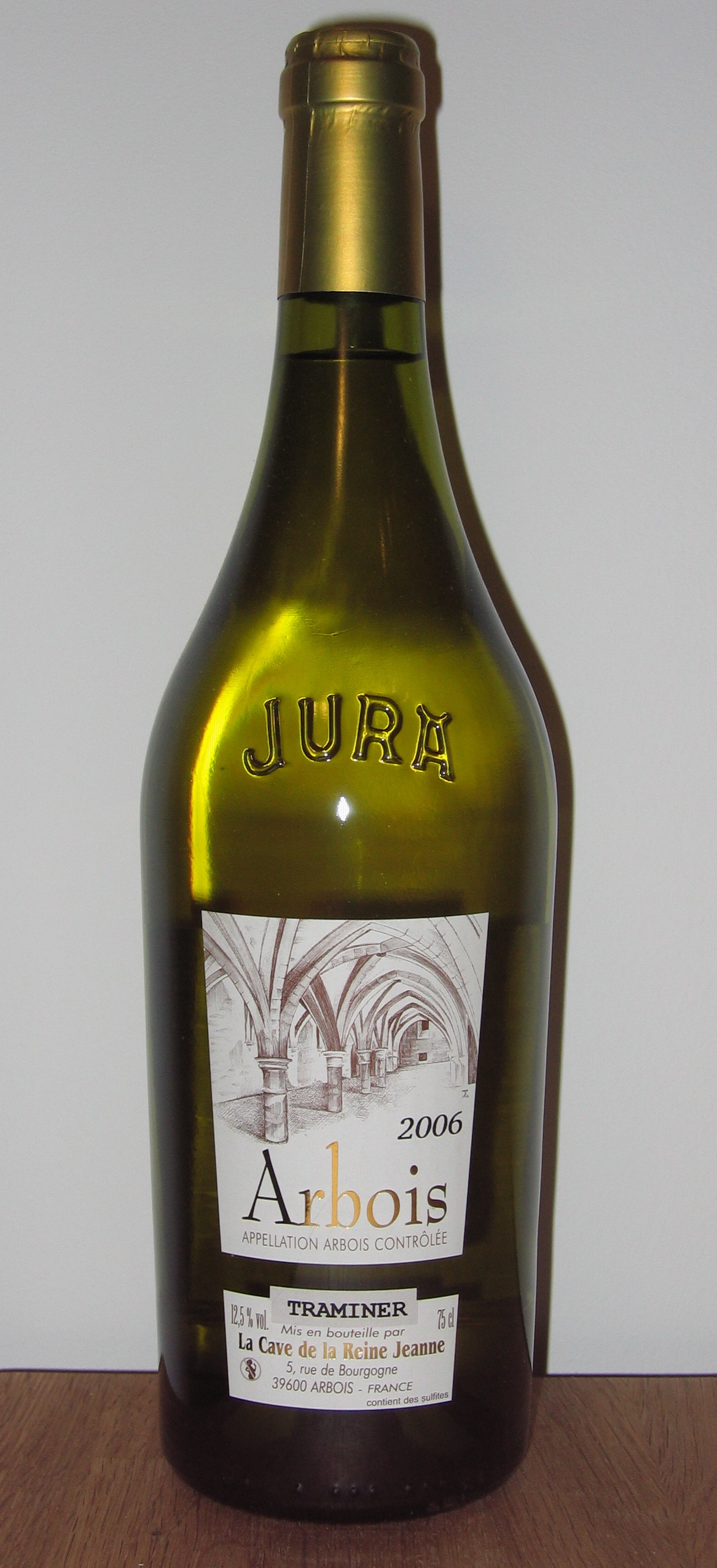
Butelka wina z Jury
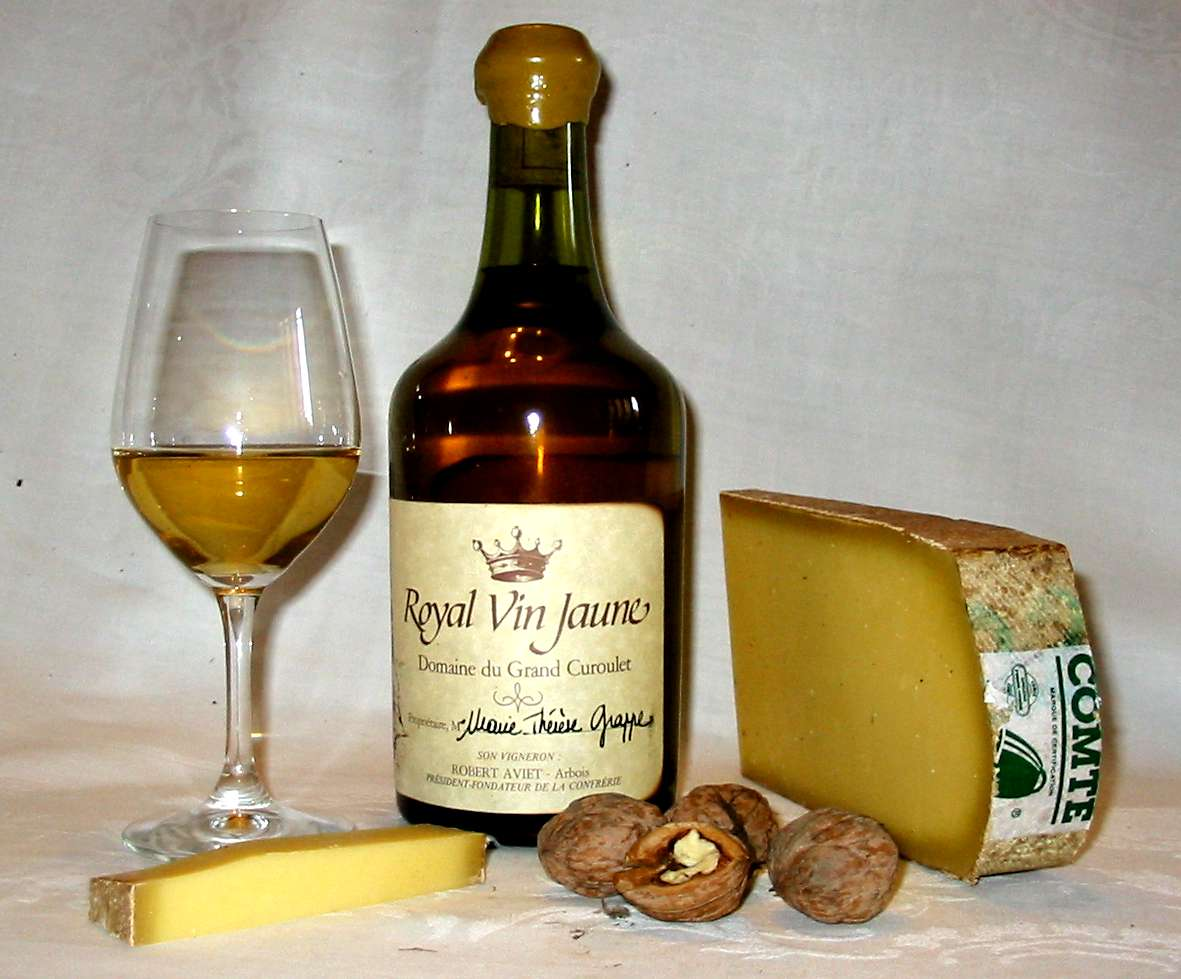
Butelka wina żółtego
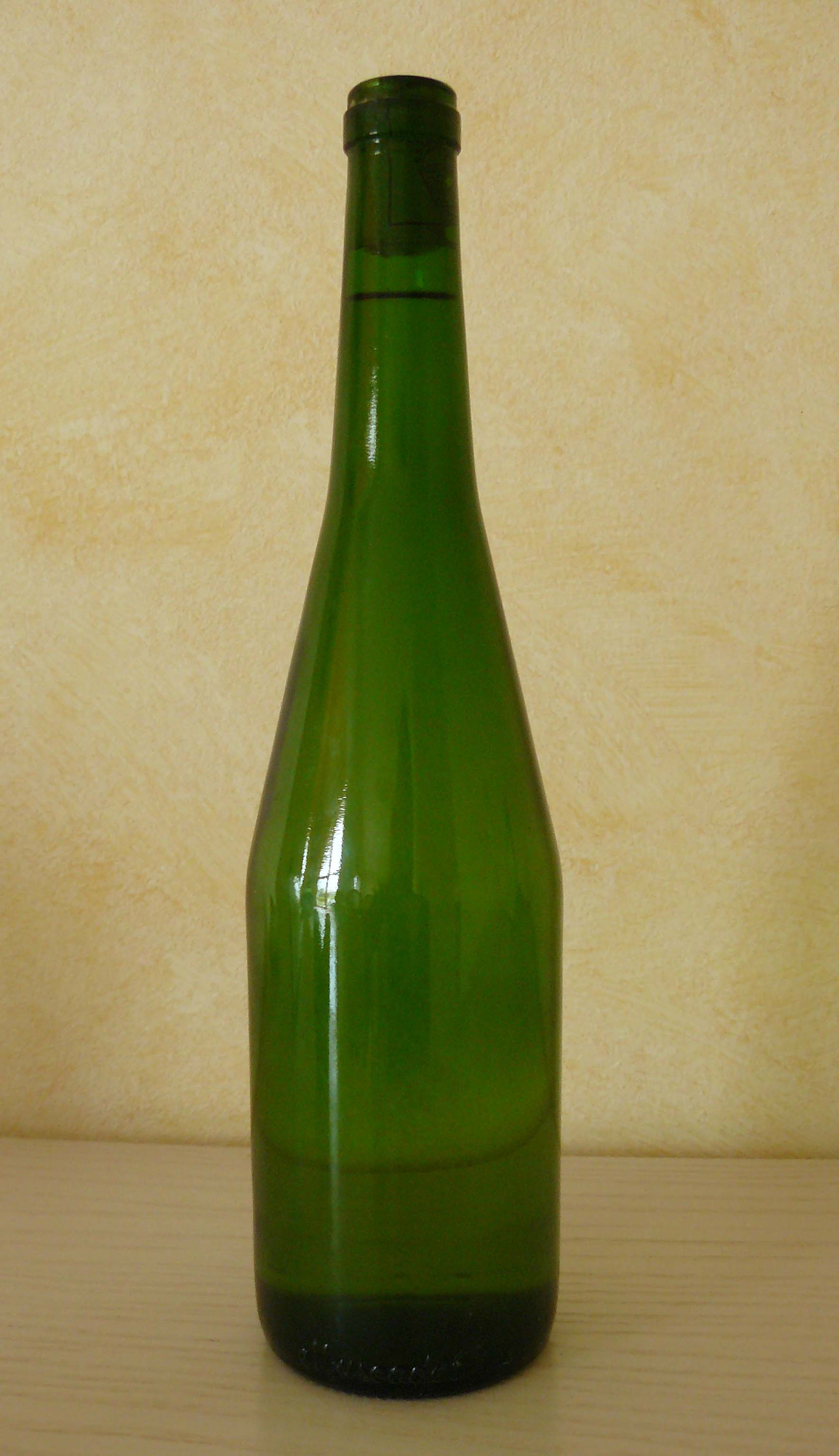
Butelka do wina muszkatołowego
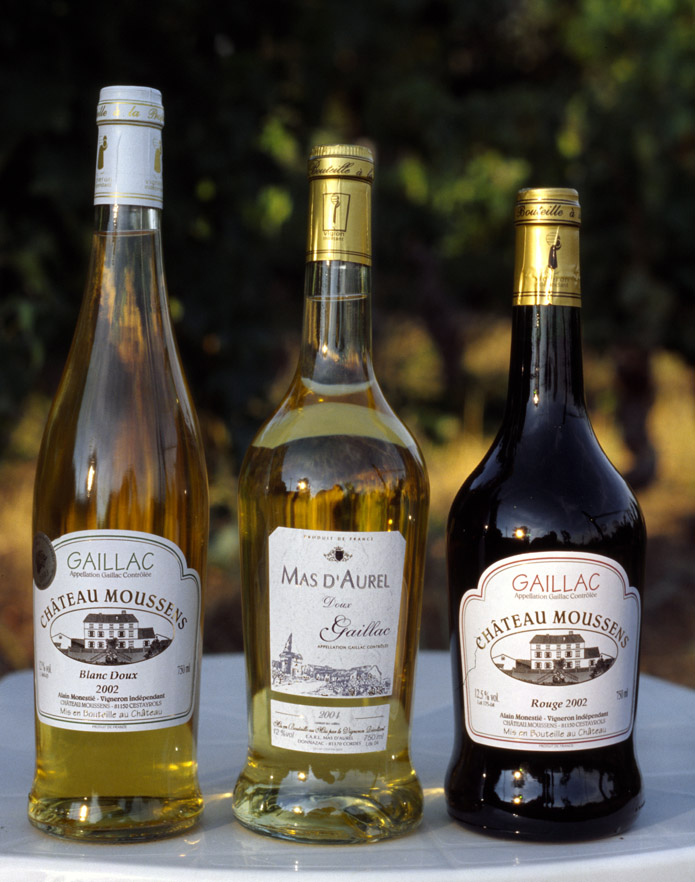
Butelki wina z Gaillac
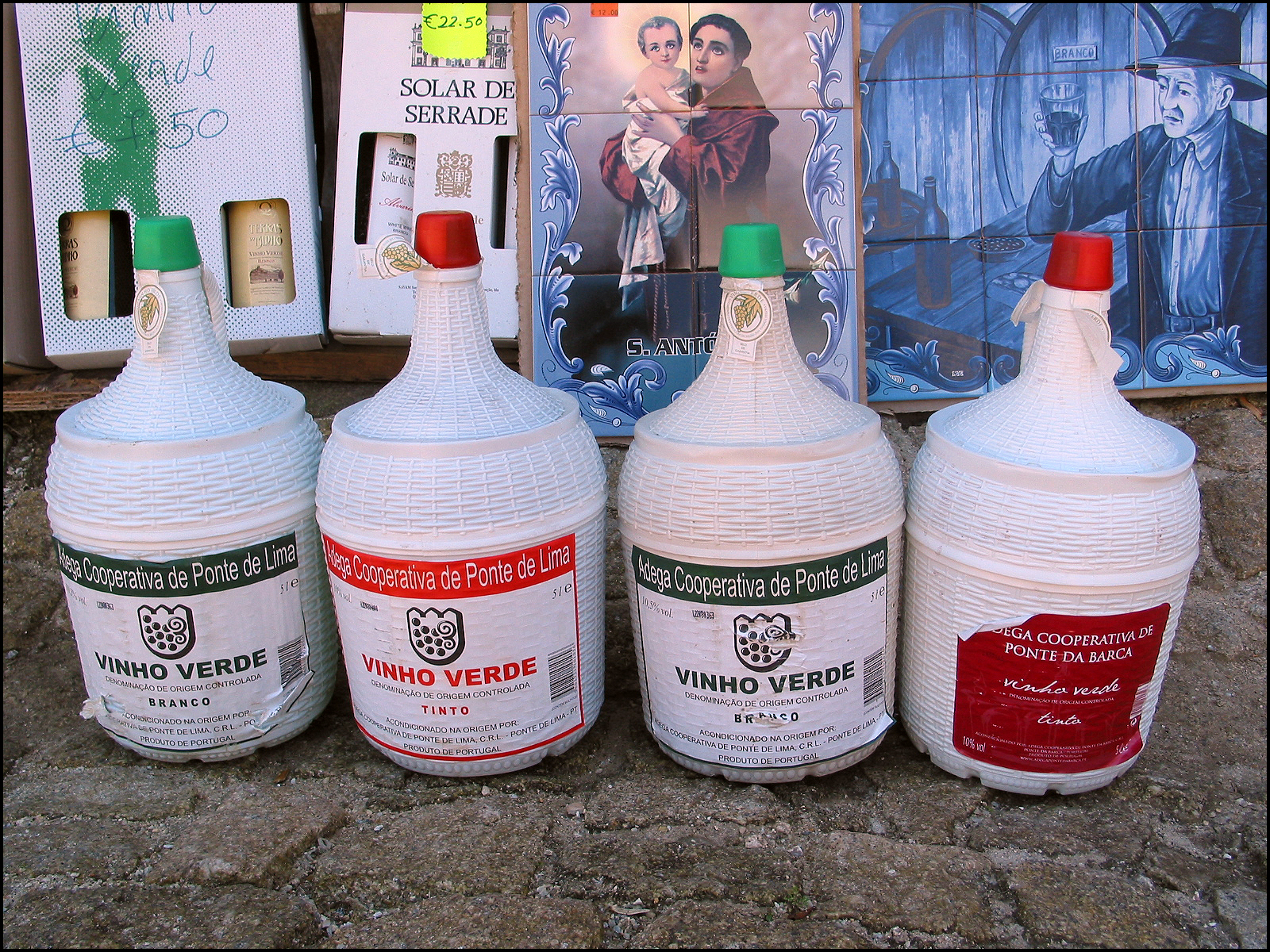
Plastikowe butelki vinho verde
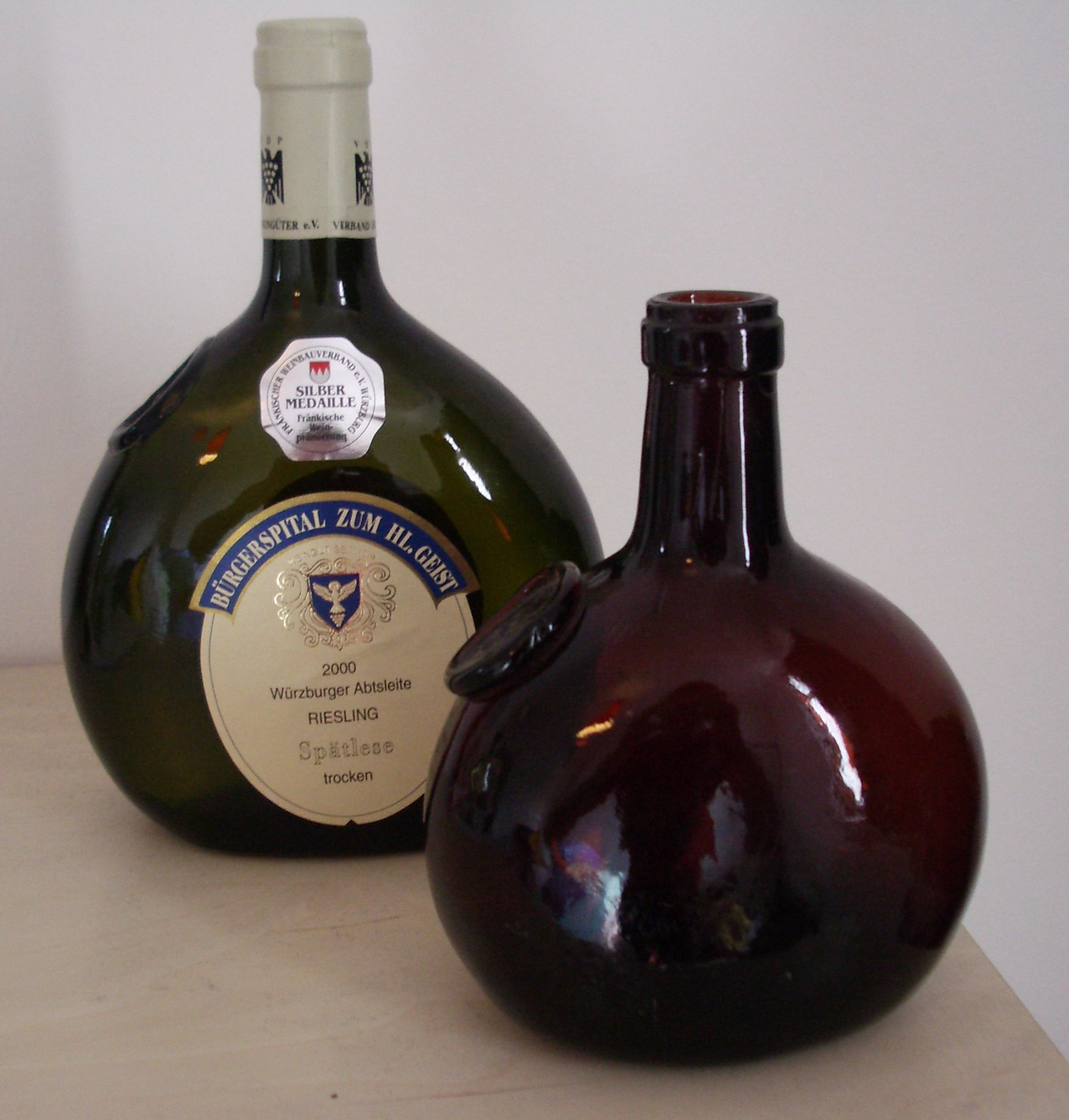
Butelki win z Frankonii, tzw. bocksbeutel
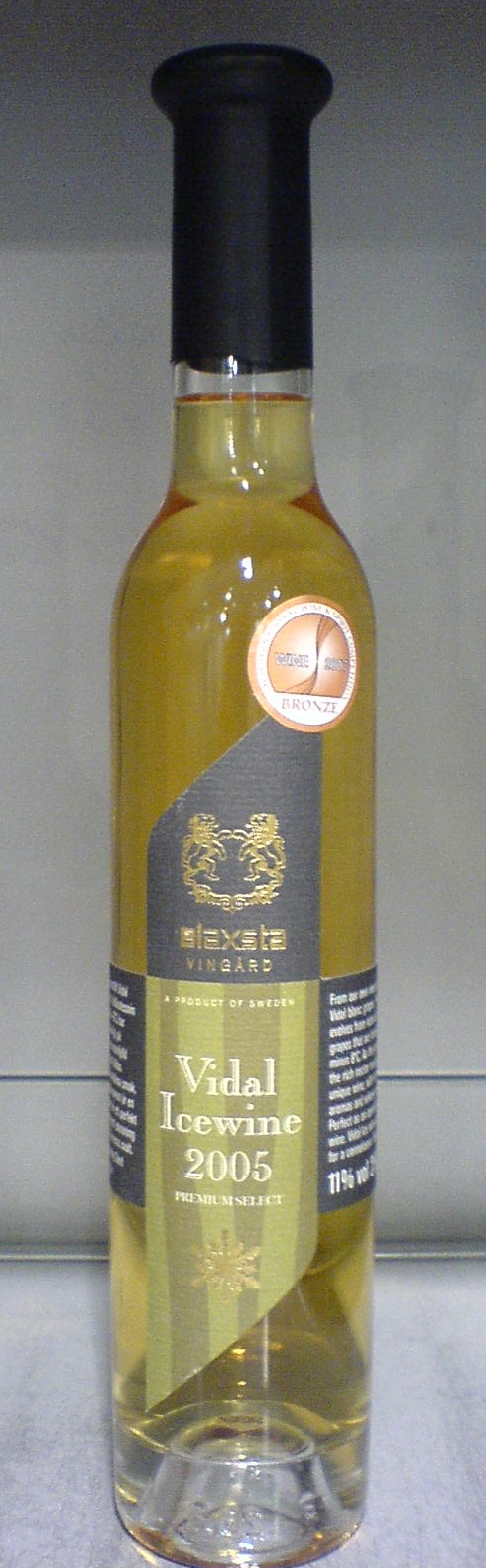
Butelka wina lodowego

## Degustacja

### Temperatura
Odpowiednia temperatura serwowania pozwala stworzyć najlepsze warunki dla degustacji danego wina. Białe wino powinno być schłodzone, ale nie zmrożone. Temperatura między 8 a 9 °C akcentuje rześkość bąbelków win musujących, ale zmniejsza odczucie słodyczy win słodkich i wzmacnianych. Serwowanie wytrawnego wina aromatycznego w temperaturze między 10 a 12 °C stymuluje jego rześkość i świeżość aromatu. Cięższe białe wina są serwowane w temperaturze między 12 a 14 °C, co pozwala na lepszą percepcję aromatów i struktury wina.

### Kolor
Kolor wina białego różni się w zależności od typu wina. Najczęściej określany jest jako żółty. Jednakże bogactwo słownictwa pozwala na dokładniejszą analizę wizualną rzeczywistej barwy wina oraz odcieni krawędzi między winem a kieliszkiem po jego przechyleniu.
Pochodzenie żółtej barwy w winach białych nie jest dobrze zbadane. Na barwę mają wpływ związki fenolowe, m.in. taniny, a także kwasy fenolowe, które przyczyniają się do brunatnienia białego wina. Duże zmiany barwy wina indukuje utlenienie, przekształcając związki fenolowe, zarówno w sposób enzymatyczny (np. aktywność lakazy), jak i nieenzymatyczny. Jednak generalnie stężenie związków fenolowych w białym winie nie jest wysokie. Poza nimi na barwę mogą wpływać głównie polisacharydy i związki białkowe.
Młode wino jest zwykle bladozielonkawe lub bladożółte. Jego barwa żółknie i ciemnieje wraz z upływem czasu i dojrzewania.

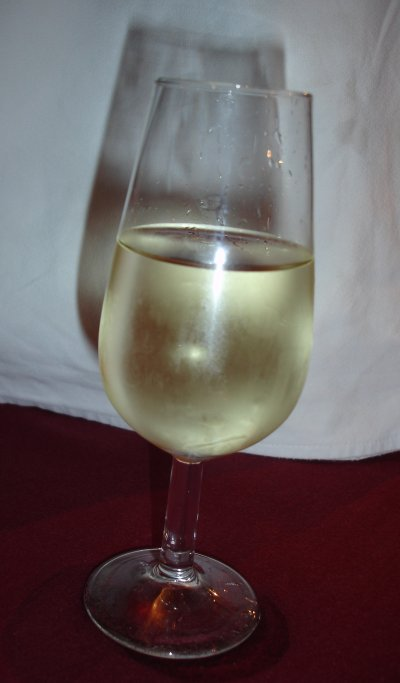
Kieliszek sherry
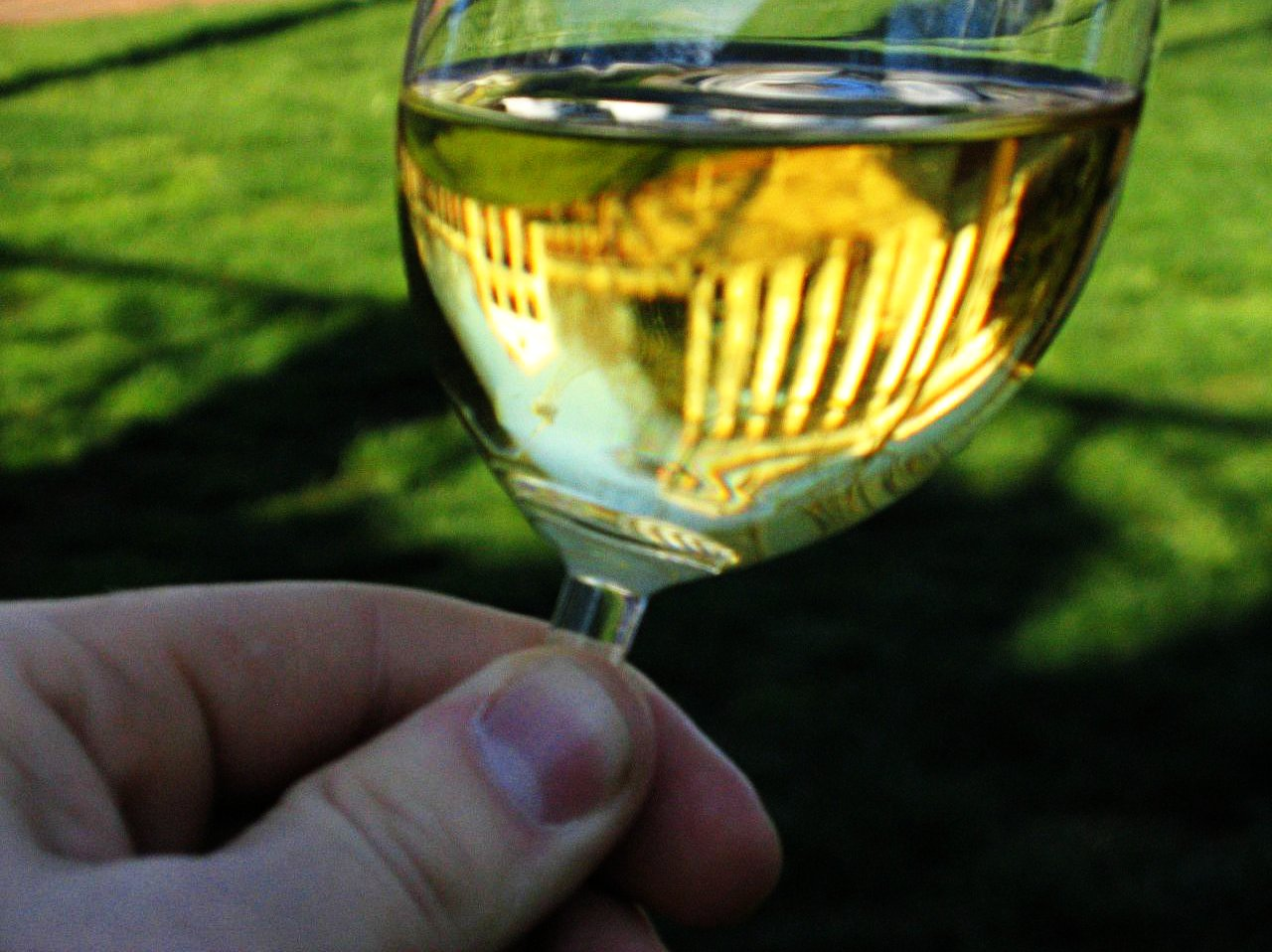
Chardonnay
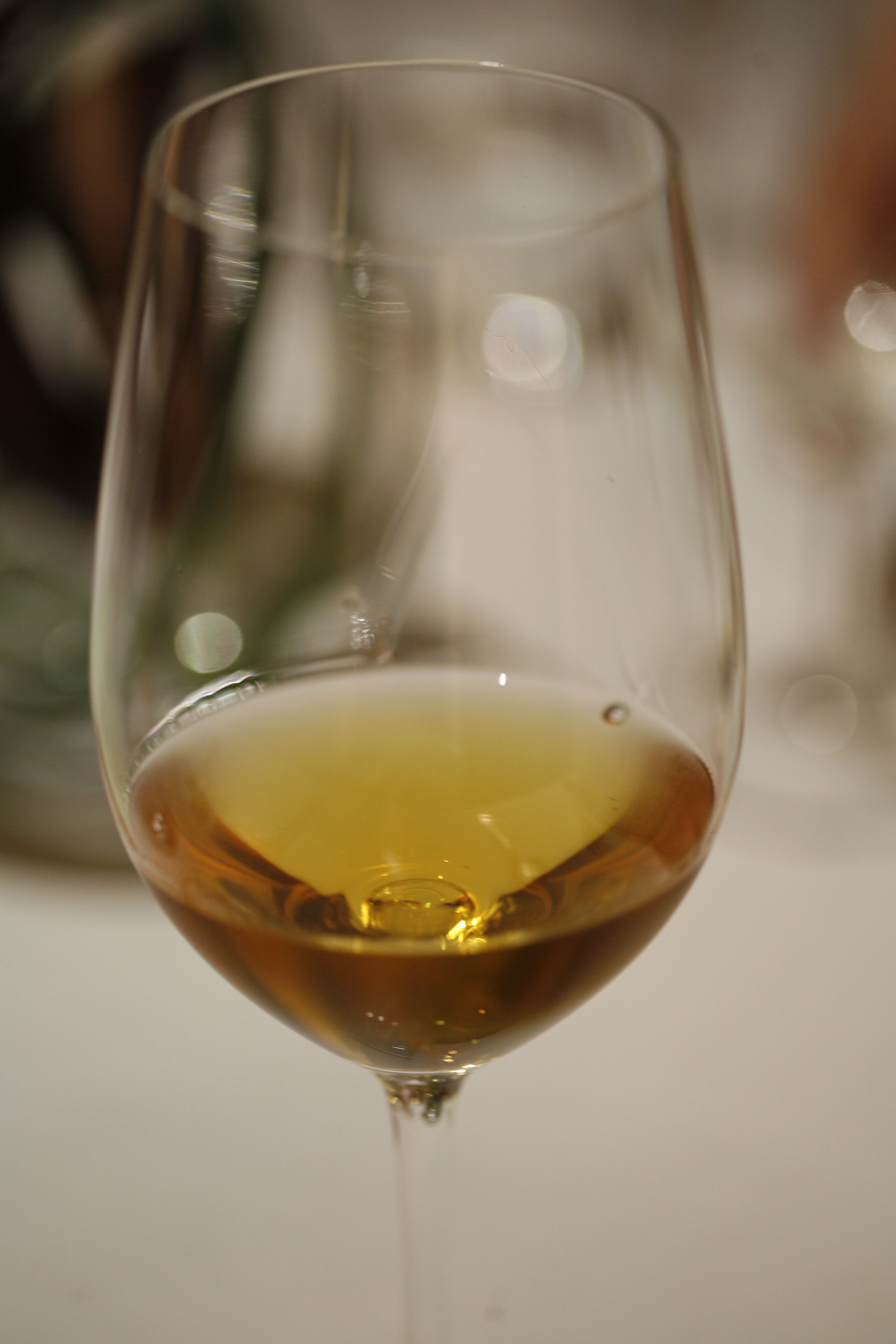
Kieliszek tokaju
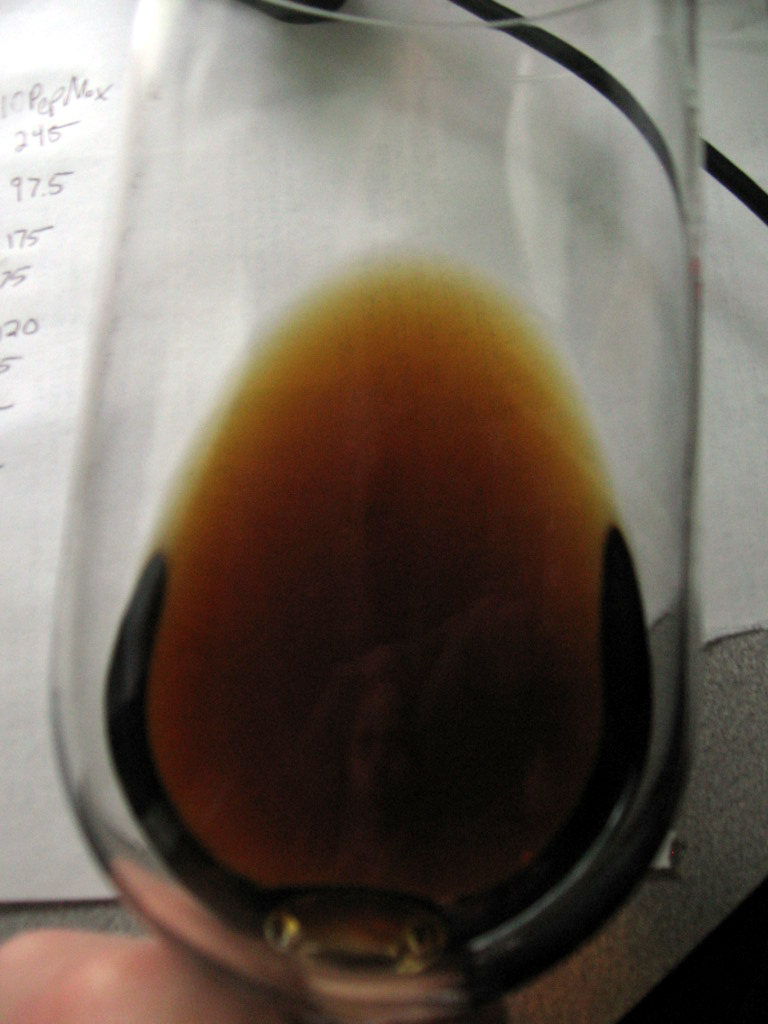
Starzone białe wino madera

### Aromaty
Aromaty wina białego pokrywają niemal całą paletę aromatów wina. Aromaty owocowe mogą zawierać nuty zapachowe cytrusów, w tym cytryny i grejpfruta, białych owoców jak jabłko, pigwa, brzoskwinia oraz orzechów – włoskiego lub laskowego. Obecne mogą być owoce tropikalne – ananas, mango, liczi. Paleta aromatów zawiera również ich pieczone wersje: pieczone jabłko, dżem, owoce kandyzowane itd. Wina białe mogą też rozwijać aromaty kwiatowe, np. akacje, fiołki, oraz związane z nimi aromaty miodu. Starzenie wina wprowadza inne aromaty do wina. Dojrzewanie w beczkach daje woń wanilii, masła, bułki maślanej, tostów, karmelu itd. Długie dojrzewanie jak w przypadku vin jaune czy sherry daje aromaty typowe dla orzechów włoskich, laskowych i migdałów.
Specyficzne warunki geologiczne i klimatyczne mogą wyzwalać aromat charakterystyczny dla danego regionu. W ten sposób wydobywają się aromaty mineralne z akcentami krzemienia w chardonnay i sauvignon blanc, a zapachy nafty są typowe dla starych rieslingów alzackich.
Nawet aromaty, które wydawałoby się, że są spotykane tylko w winach czerwonych, mogą być obecne w winach białych. Ma to miejsce zwłaszcza w niektórych białych szampanach, które częściowo są produkowane z ciemnych winogron, dając nuty zapachowe, które przypominają czerwone owoce.

### Smak
W ustach białe wino jest w inny sposób wyważone niż wino czerwone, ponieważ pozbawione jest taniczności, a kwasowość odgrywa znacznie ważniejszą rolę w tworzeniu równowagi i budowaniu struktury wina, niż ma to miejsce w winie czerwonym. W białych winach słodkich i wzmocnionych obecność cukru jest dodatkowym parametrem pozwalającym zbalansować alkohol i kwasowość. Dojrzewanie w beczkach nadaje winu nuty drewniane, a taniny dębu nadają mu strukturę.

### Kieliszki do wina białego
Dla każdego typu wina tworzone są specjalne kieliszki i liczne rodzaje kieliszków do wina białego można spotkać w winiarskich rejonach. Kieliszek musi być absolutnie przejrzysty i bezbarwny, aby móc właściwie oceniać barwę wina.
Wina musujące podaje się specjalnych kieliszkach typu flet lub czarka. Flet jest preferowany przez profesjonalnych degustatorów, ponieważ dzięki jego kształtowi aromaty koncentrują się, a jego wysokość pozwala na podziwianie drobnych bąbelków, które unoszą się na powierzchnię. Czarkę nie poleca się ze względu na zbyt rozszerzający się ku górze kształt – nie pozwala na wytworzenie się pianki i gaz wraz z aromatem zbyt szybko się ulatnia.
W 1970 w wyniku prac zespołu degustatorów, w tym Jules’a Chauveta z Krajowego Instytutu Oznaczeń Pochodzenia (INAO) powstał znormalizowany kieliszek INAO. Ma on cienkie ścianki i kształt odpowiedni do degustacji wszystkich win. Jest on używany między innym podczas degustacji przy nadawaniu oznaczenia AOC.

Kieliszki do białego wina są generalnie wyższe i węższe niż te do wina czerwonego
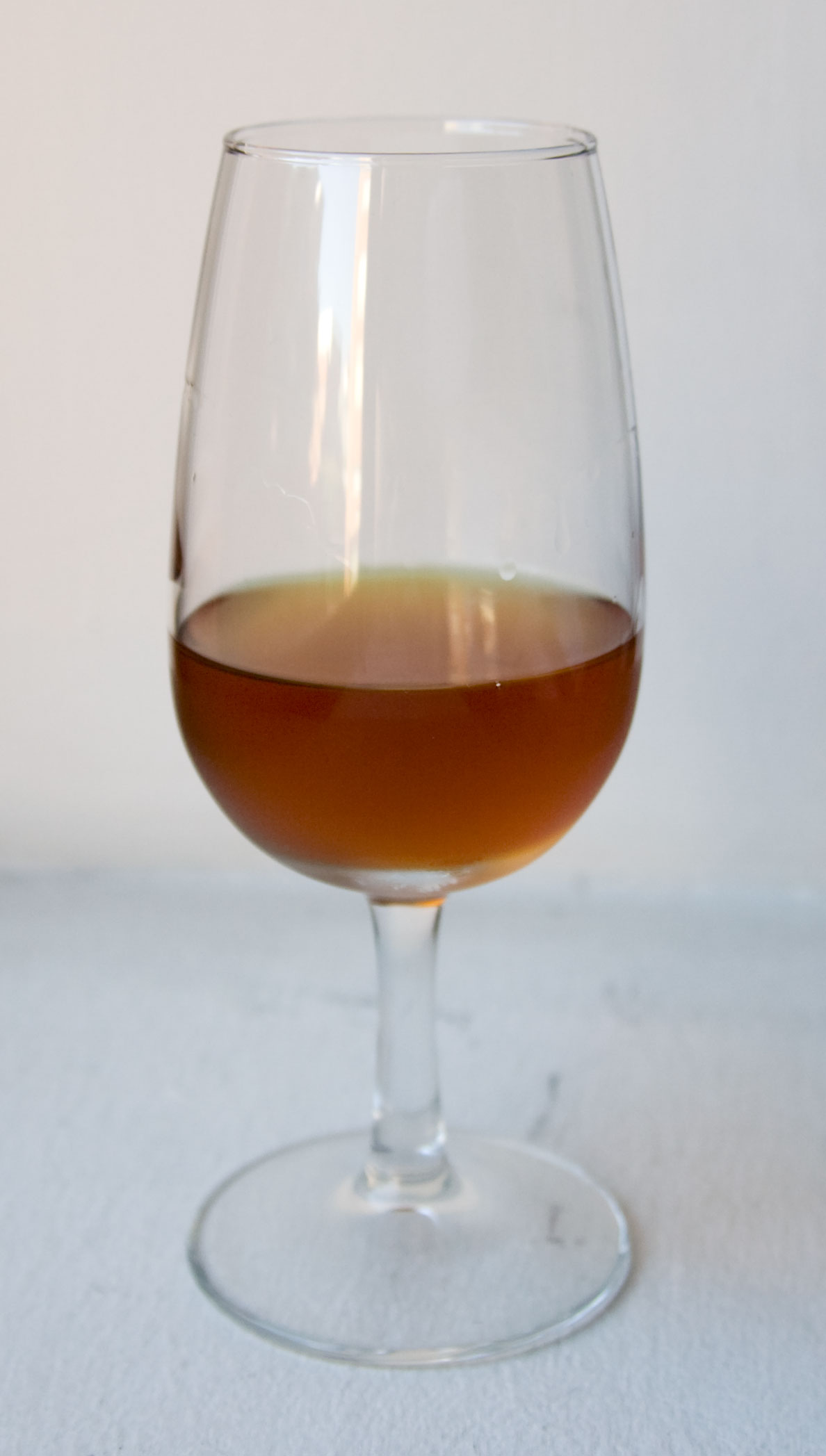
Kieliszek INAO zawierający sherry amontillado
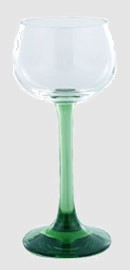
Kieliszek typu alzackiego. Kolorowa nóżka nie jest zalecana, ponieważ utrudnia prawidłową ocenę barwy wina
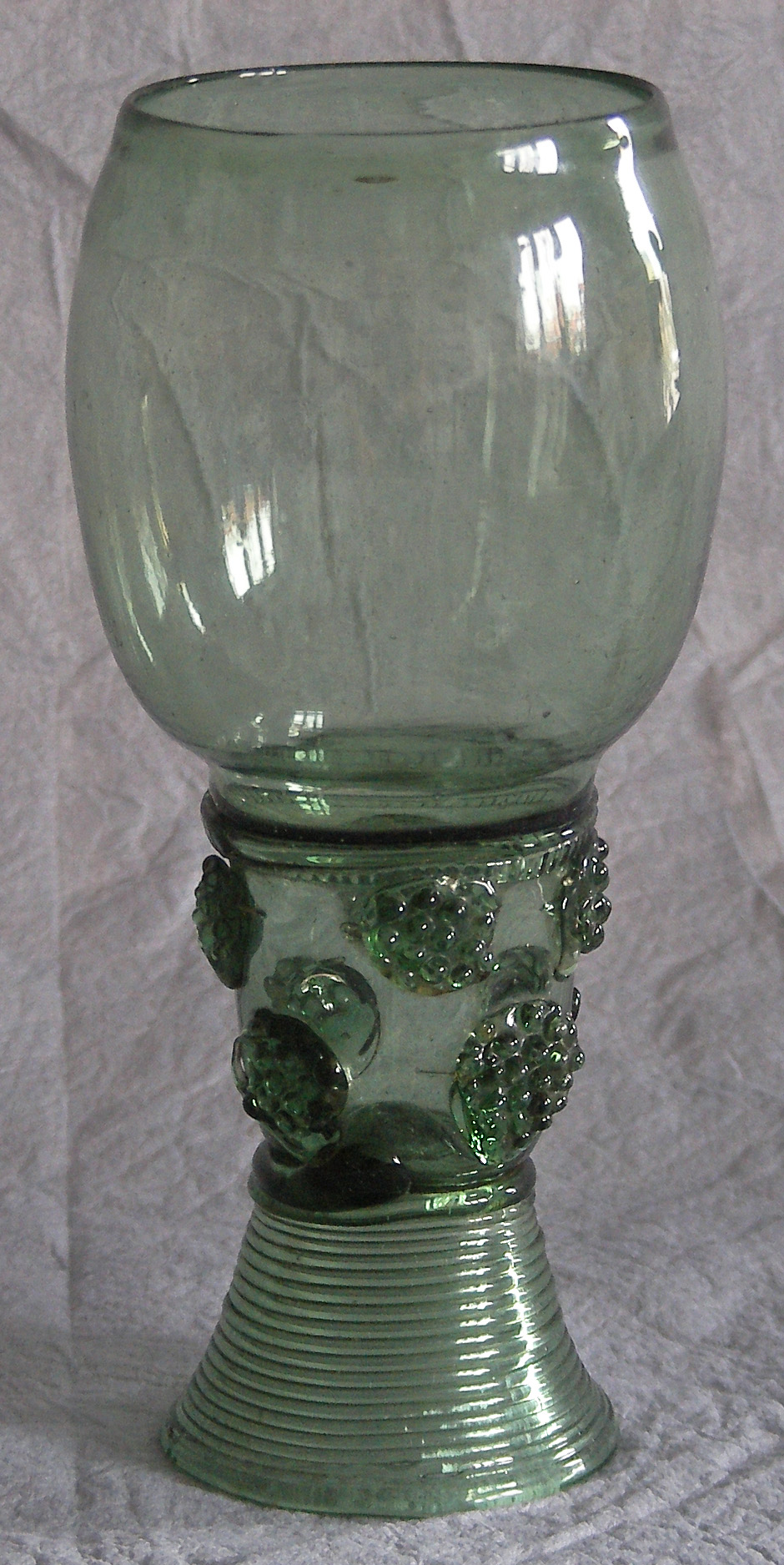
Kieliszek typu rzymskiego z XVII w.
Kieliszek typu flet do wina musującego
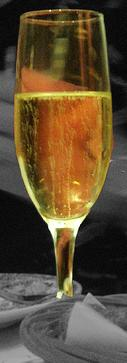
Kieliszek typu flet zawierający cavę
Kieliszek typu czarka
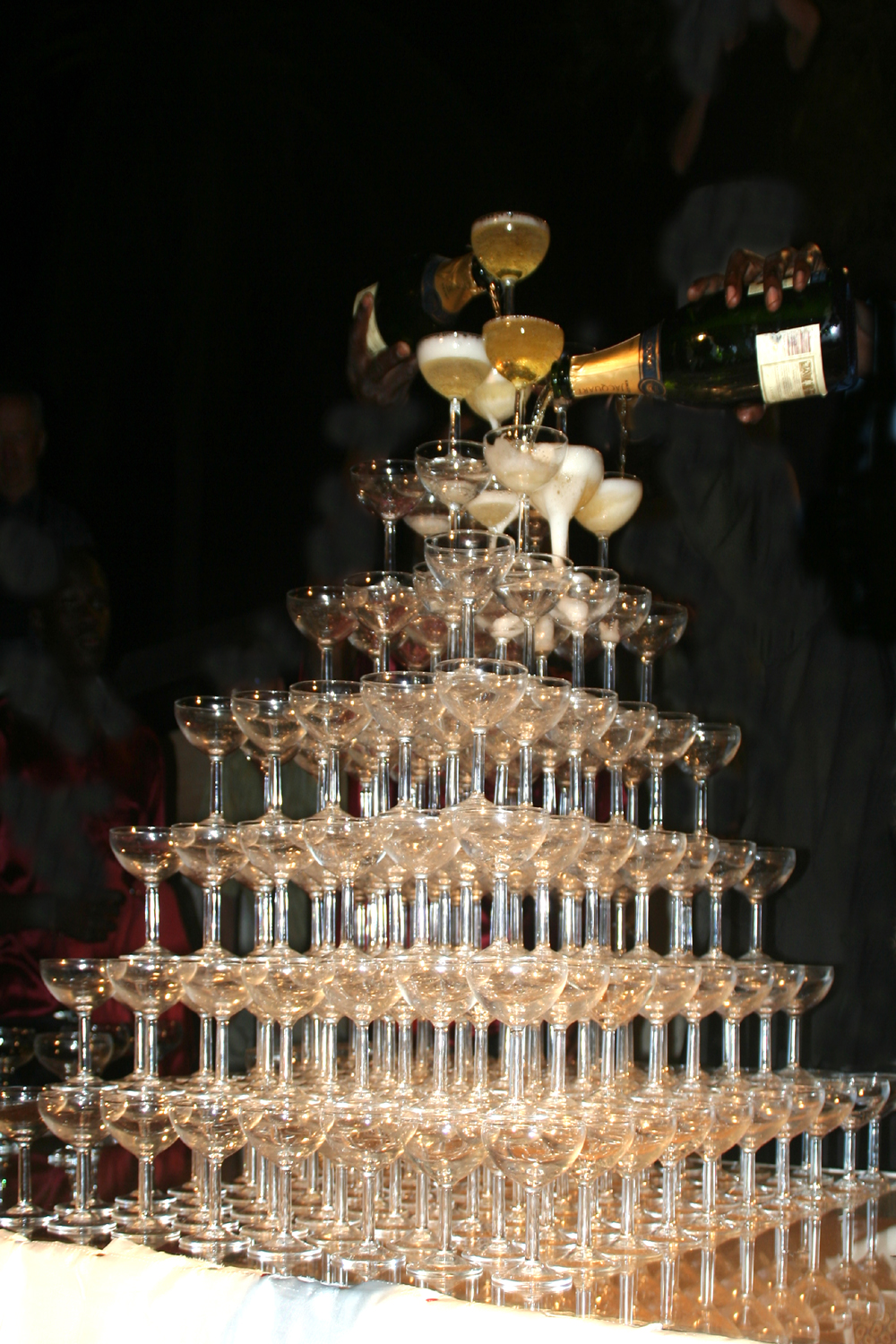
Widowiskowe ułożenie kieliszków w formie piramidy

## Białe wino w malarstwie i grafice
Od średniowiecza wino białe inspirowało wielu malarzy, czy to w przedstawianiu martwej natury, czy też życia codziennego, zabaw i zbytku. W XVII w. wielu malarzy angielskich, holdenderskich czy niemieckich ukazywało duże spożycie białego wina w swoich pracach, co było związane ze zmniejszaniem się spożycia piwa wśród arystokracji i burżuazji.

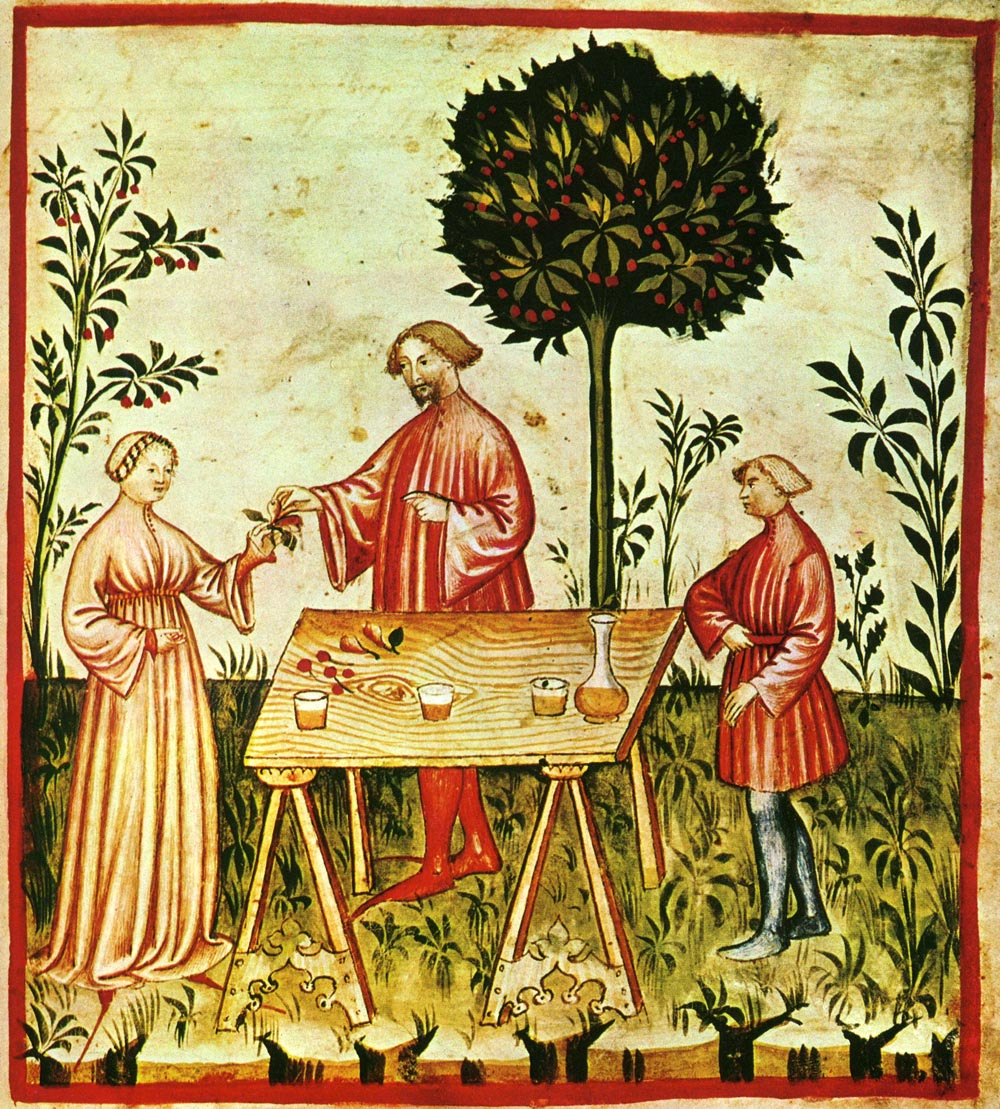
Tacuinum Sanitatis, XIV w.
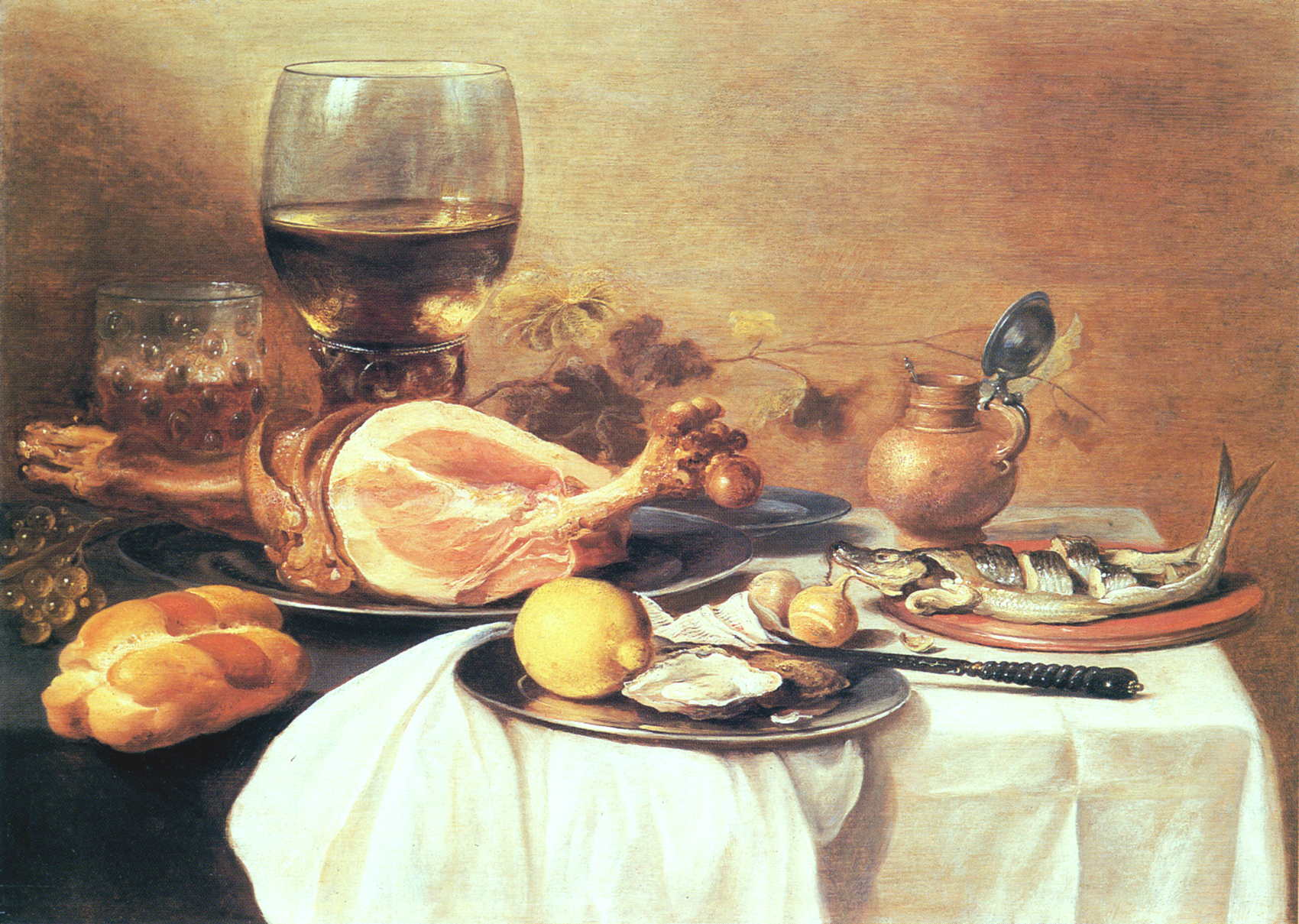
Pieter Claesz, Martwa natura z kieliszkiem rzymskim, 1645
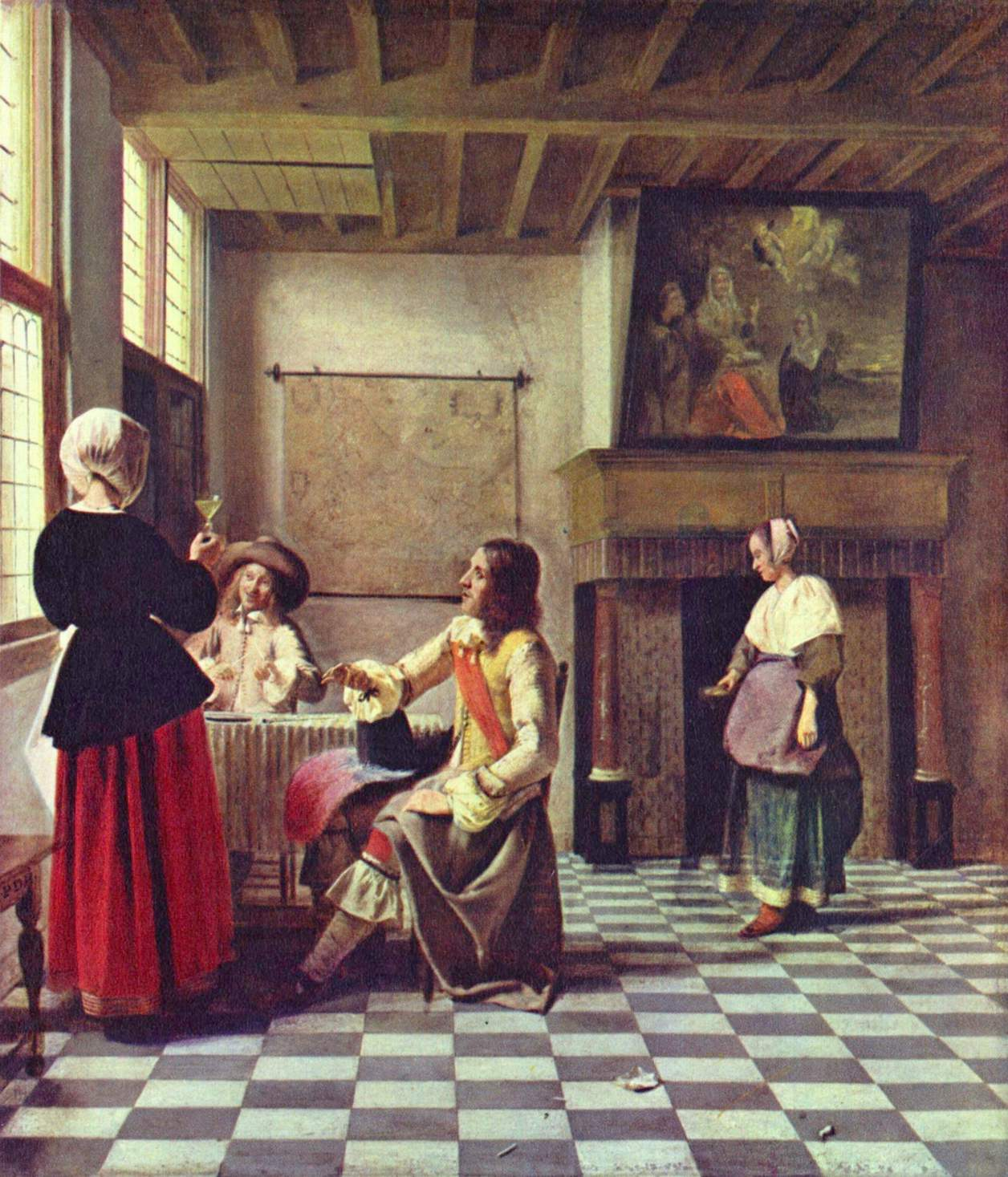
Pieter de Hooch, Pijąca kobieta z dwoma mężczyznami i służącą, 1658
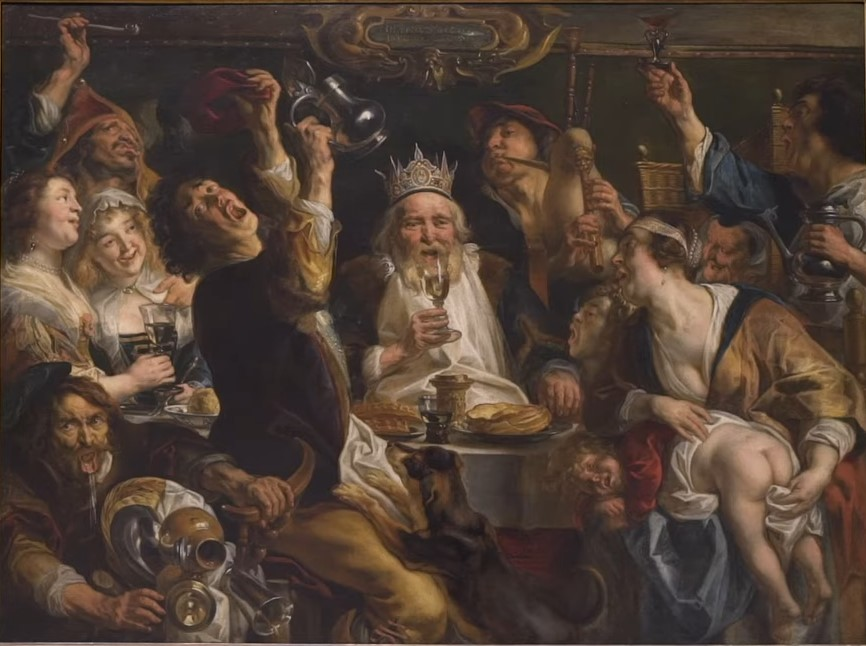
Jacob Jordaens, Król pije, ok. 1638
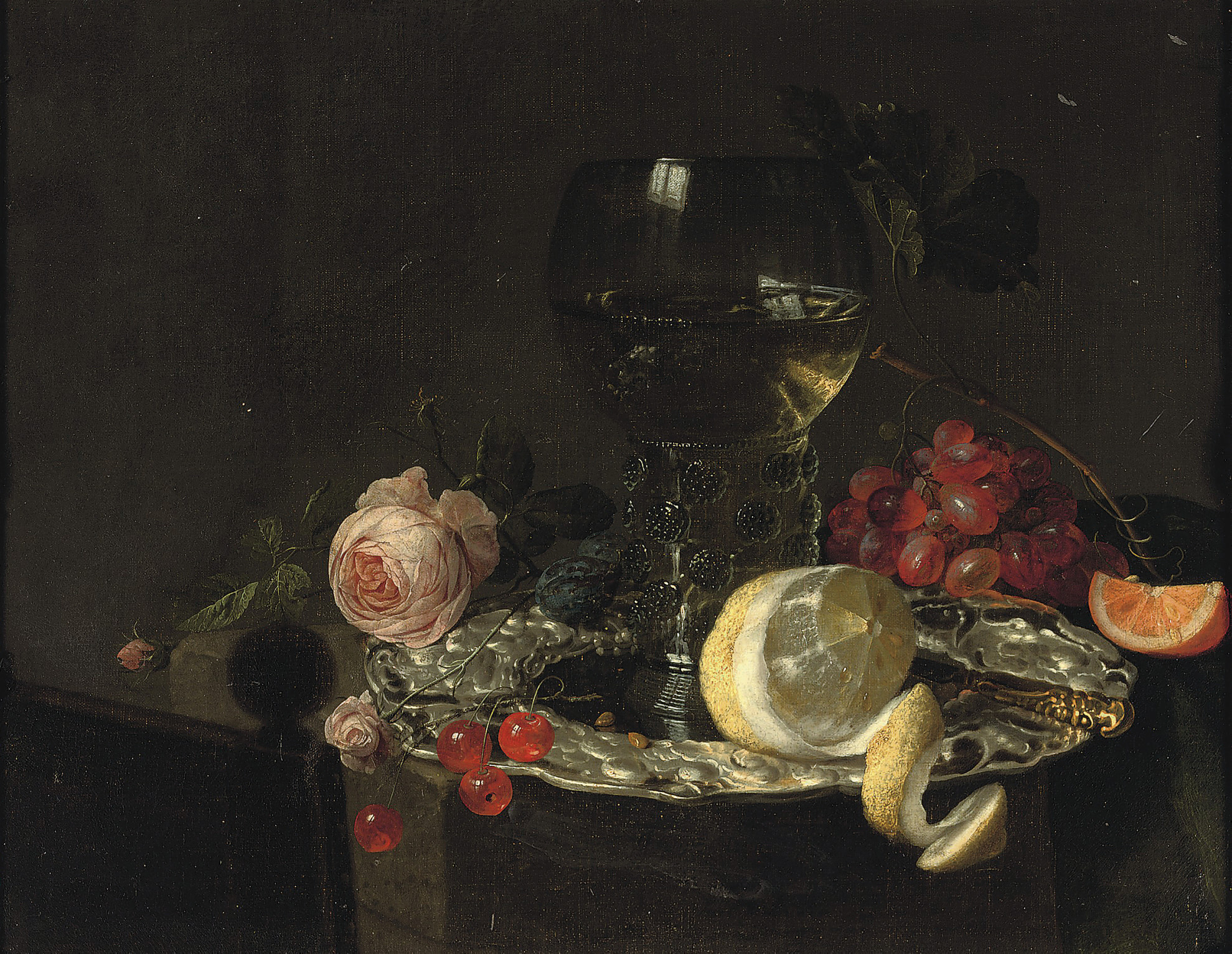
Simon Luttichuys i Cornelis de Heem, Martwa natura, XVII w.
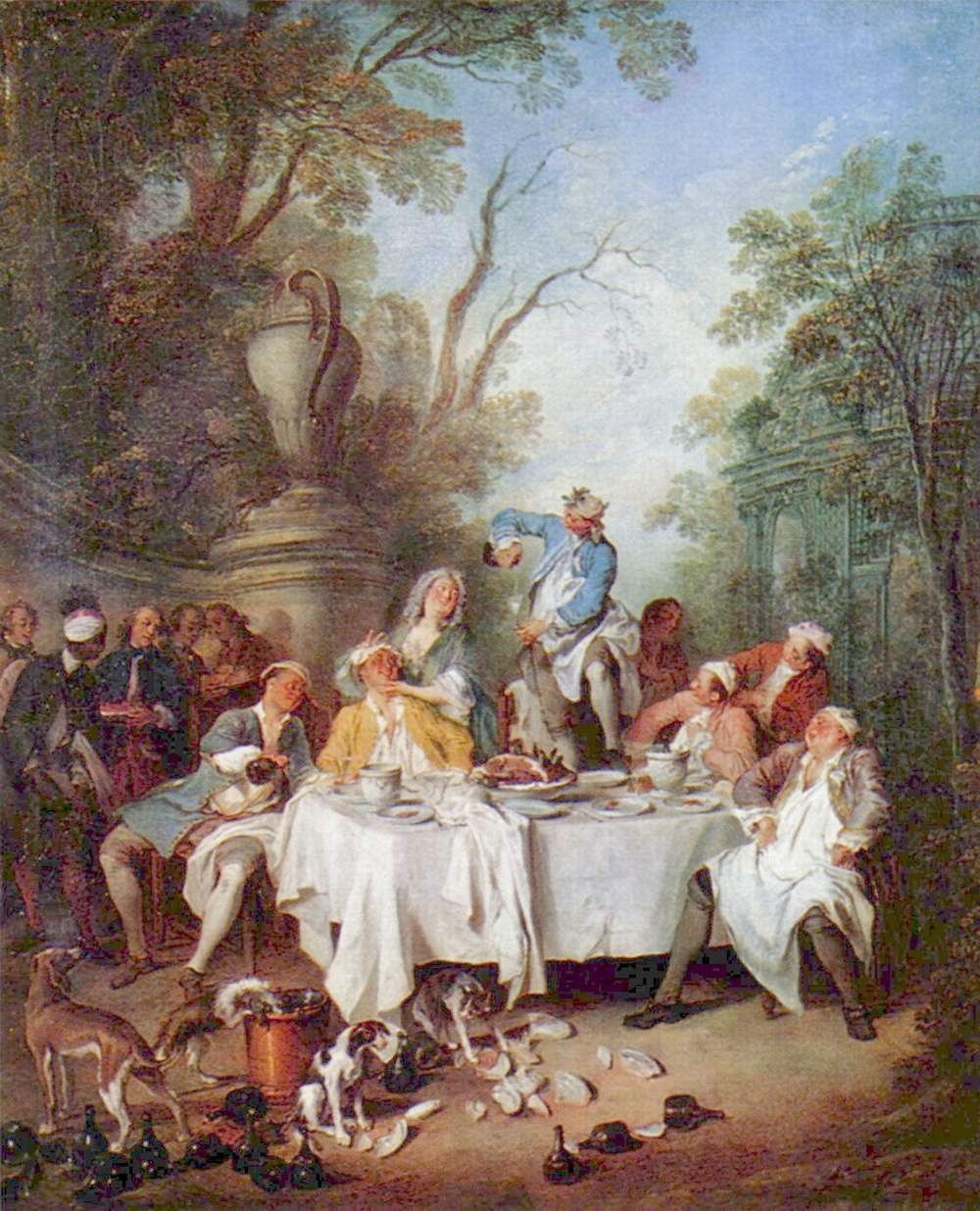
Nicolas Lancret, Śniadanie z szynką, 1735
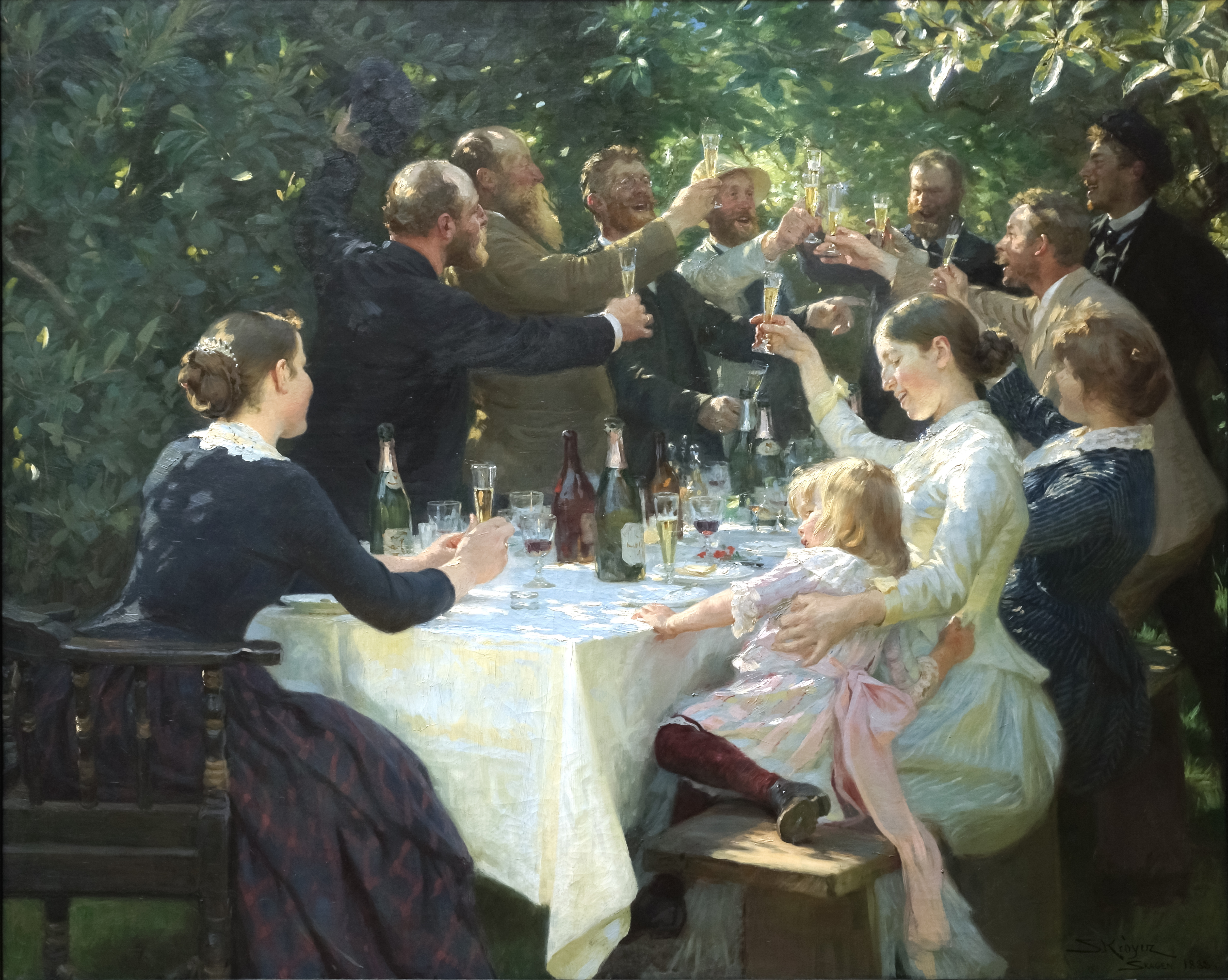
Peder Severin Krøyer, Hip hip hurra! Uczta artystów w Skagen, 1888
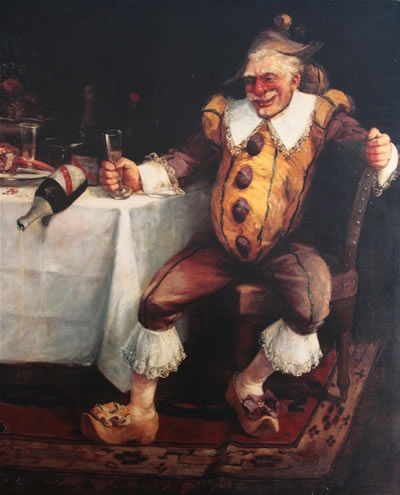
Joseph Faverot, Pijaństwo poliszynela, 1894

Białe wino inspirowało również rysowników, karykaturzystów, twórców reklam.

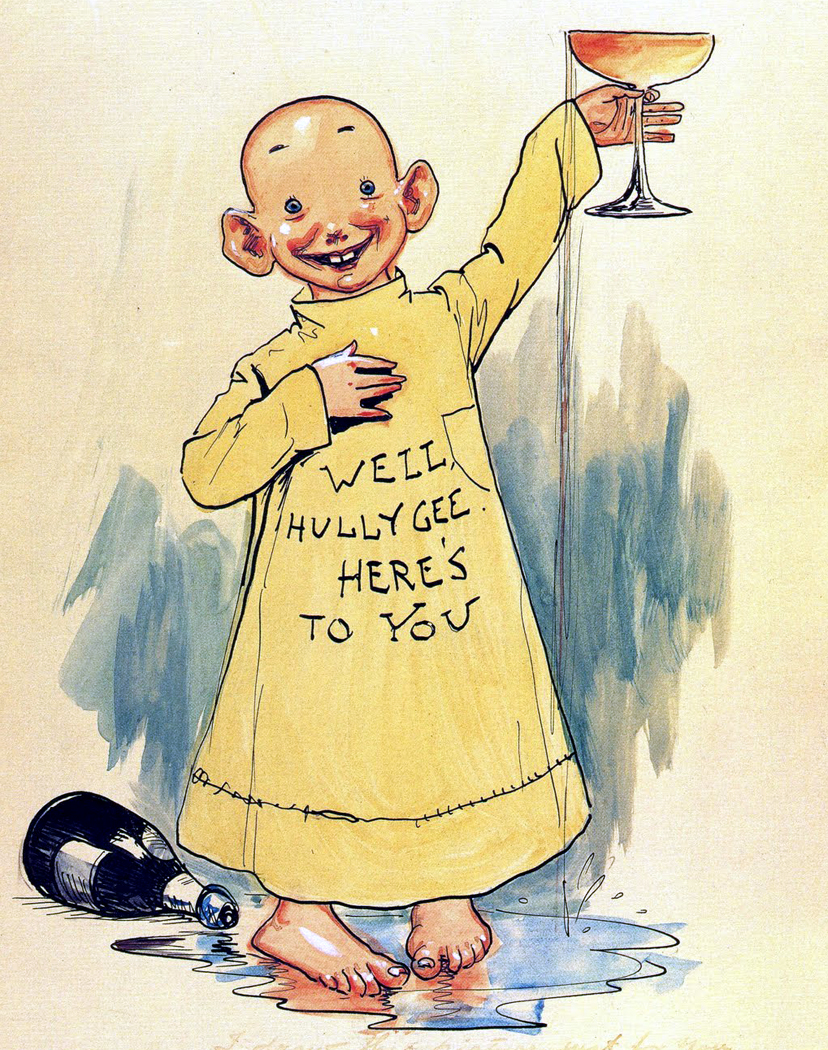
Wino białe zilustrowane w komiksie, 1897
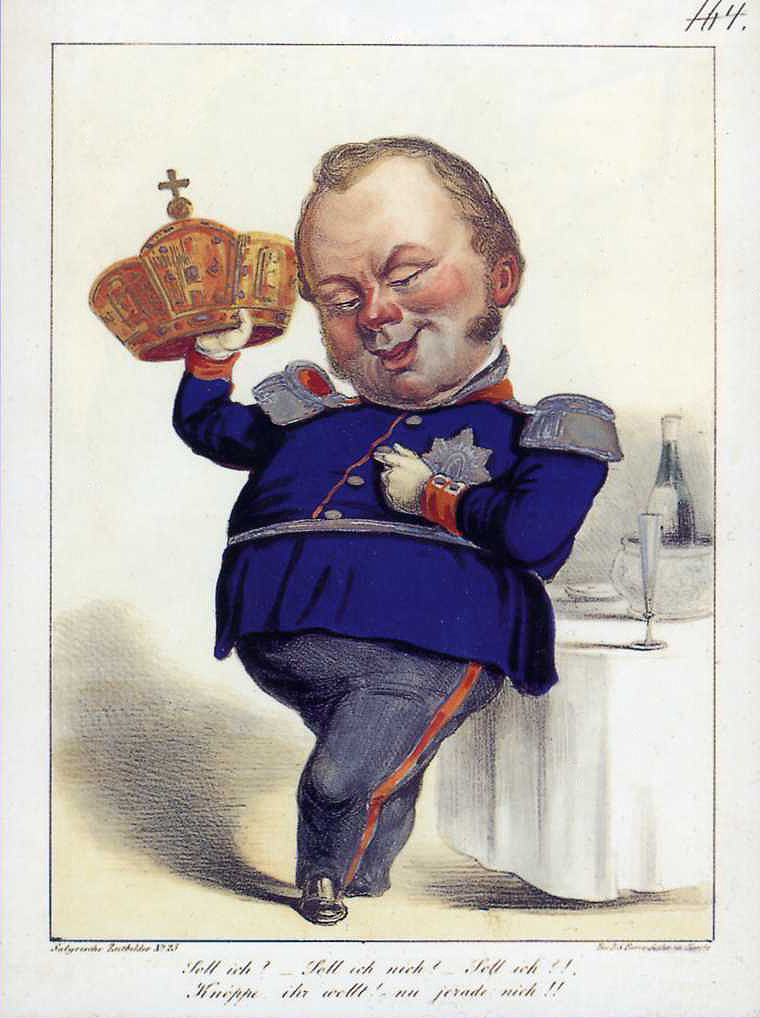
Niemiecka karykatura, 1849
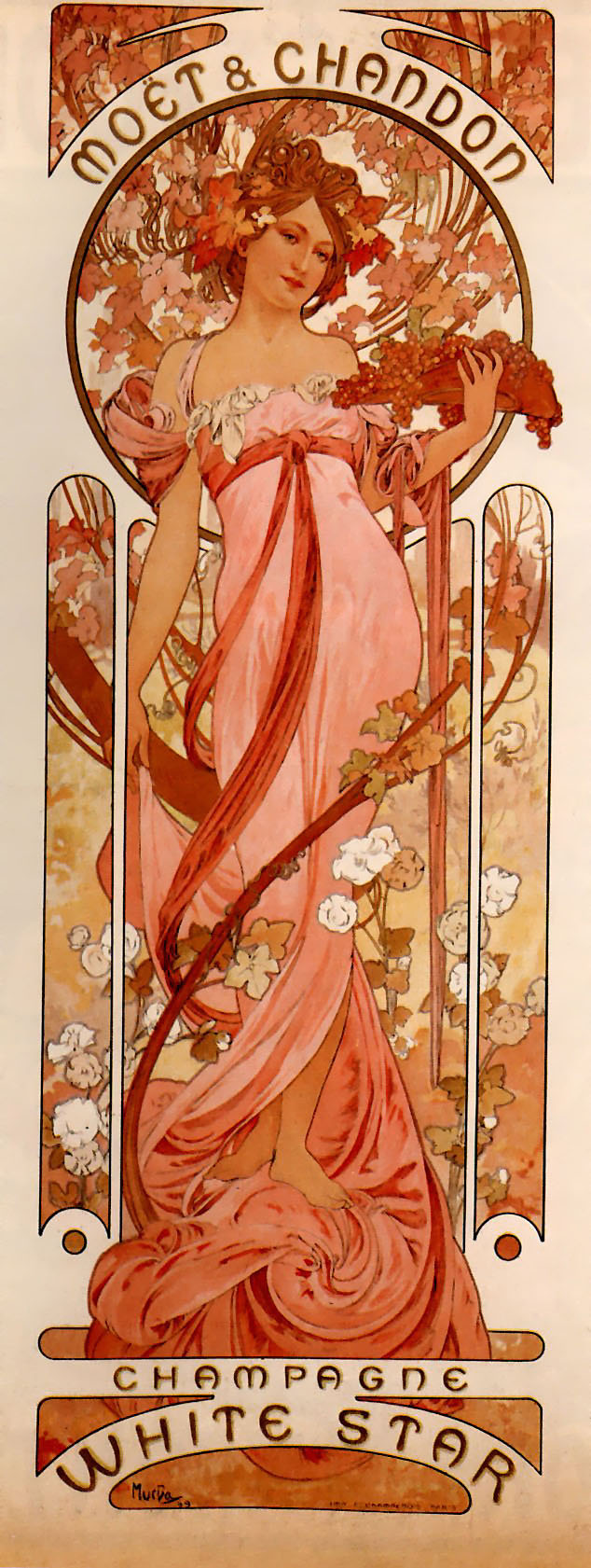
Alfons Mucha, reklama szampana w stylu Belle époque, 1899
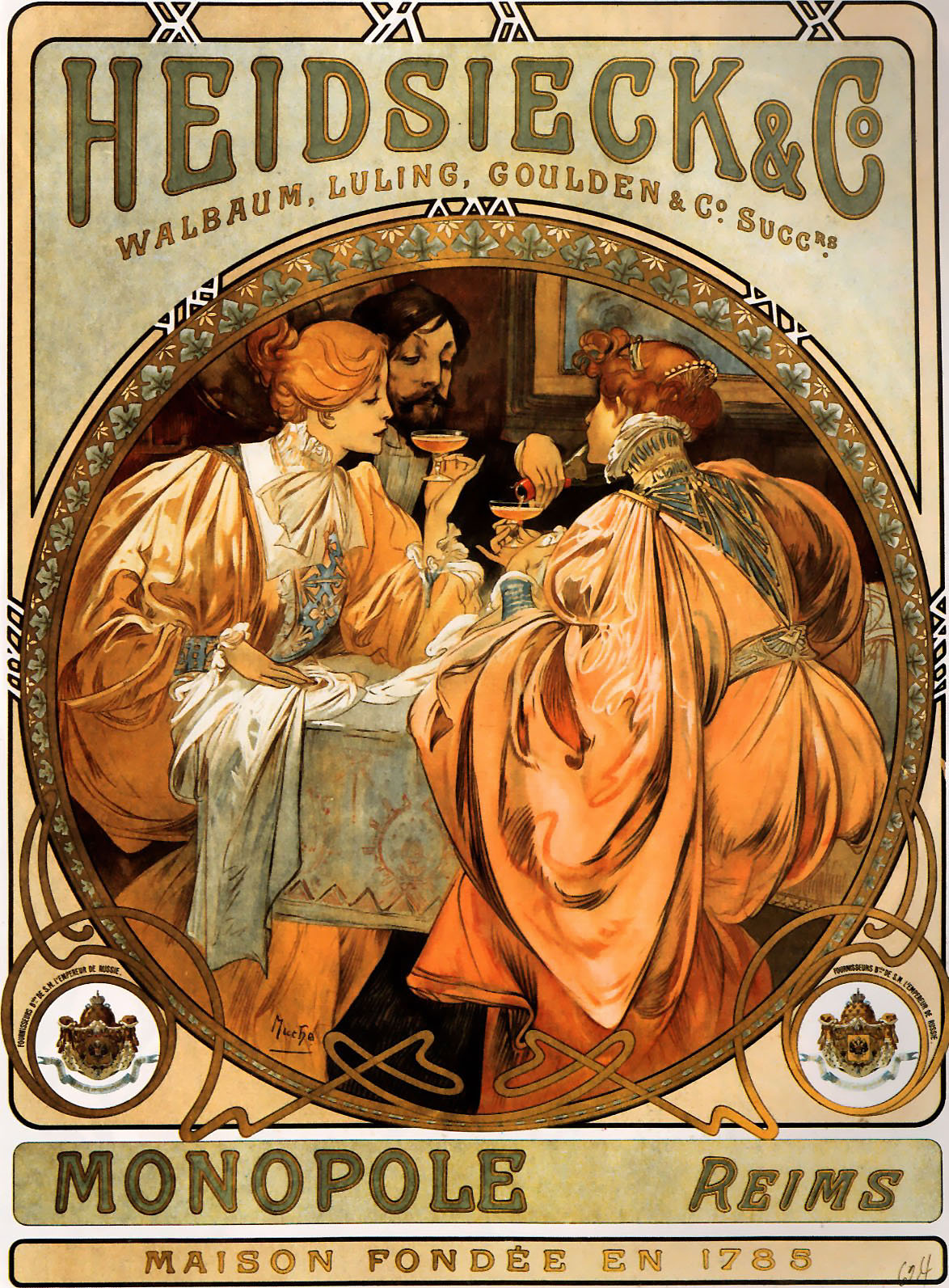
Alfons Mucha, reklama szampana, 1901